# Gezeichnet (Dazai Osamu)

Die Silhouette eines deformierten Mannes ziert das Titelblatt der New Directions Ausgabe von Gezeichnet.

Gezeichnet (jap. 人間失格, Ningen Shikkaku, dt. etwa: „als Mensch disqualifiziert“) ist ein Roman von Osamu Dazai. Er wurde 1948 in der Zeitschrift Tembō (展望) als dreiteilige Serie veröffentlicht und gilt als Opus magnum Dazais sowie als Meisterwerk der Nachkriegsliteratur.
Der Roman erzählt die Lebensgeschichte des Protagonisten Yōzo Ōba von seiner Kindheit bis zum jungen Erwachsenenalter. Dieser bemerkt schon in seiner Kindheit das Fehlen jeder Fähigkeit zur Empathie mit seinen Mitmenschen, wodurch ihm der Aufbau tiefgehender sozialer Bindungen verwehrt wird und wodurch er an die Überzeugung gelangt, nicht zur menschlichen Spezies dazuzugehören. Als Mittel der Geheimhaltung wählt er die Clownerie. Hierdurch gelingt es ihm zwar erfolgreich, sich in die Gesellschaft zu integrieren, zugleich bewirkt es aber auch seine vollständige Entfremdung. Diese mündet unter anderem in einen erfolglosen Doppelsuizid, sexuelle Exzesse und eine Alkoholabhängigkeit. Am Ende des Romans verfällt Yōzo seiner Morphium-Sucht vollständig und landet in einer psychiatrischen Klinik. Nach drei Monaten holt sein Bruder ihn zwar aus der Anstalt und bringt ihn in ein eigens für ihn gekauftes Haus. Yōzos tief empfundene Einsamkeit und innere Isolation hat derweil ihren Höhepunkt erreicht – in völliger Apathie und Lethargie fühlt sich Yōzo „als Mensch disqualifiziert.“
Die Erzählung ist in der 1. Person geschrieben und trägt autobiografische Züge. Sie behandelt wiederkehrende Themen aus dem Leben des Autors, darunter seinen Suizidversuch, soziale Entfremdung und Depression. Von Kritikern wird das Buch häufig als Dazais letzter Wille verstanden, da dieser sich kurz nach dessen Veröffentlichung im Tamagawa-Kanal (Tamagawa Jōsui) ertränkte.
Allein die Erstausgabe von Shinchōsha wurde mehr als 6,7 Millionen Mal verkauft. Es rangiert in der Liste der meistgelesenen Bücher in Japan auf Platz 2, hinter Kokoro von Natsume Sōseki.

## Überblick
Der Roman ist in fünf Teile gegliedert. Den Hauptteil bilden drei nachgelassene Hefte mit Aufzeichnungen des Protagonisten Yōzo. Die vorgeblich wahrheitsgemäße Wiedergabe der Aufzeichnungen ist eingeklammert von Prolog und Epilog eines Erzählers. Da dieser namenlos ist und es sich um einen Ich-Roman (私小説, shishōsetsu) handelt, dient die Verwendung von Jibun (自分, ich selbst) und Wata(ku)shi (私, ich) zur Unterscheidung des Protagonisten vom Erzähler. Der Protagonist erzählt von sich selbst mit Jibun, während der Erzähler das Personalpronomen Watakushi verwendet.

## Inhalt

### Prolog (はしがき, Hashigaki)
Mit dem ersten Satz: „Ich habe drei Fotografien von ihm gesehen“ gibt der Erzähler sowohl die Gliederung als auch die Entwicklungsstufen der Handlung vor. Die erste Fotografie entstammt der Kindheit des Protagonisten. Sie zeigt ihn mit einem „hässlichen Grinsen“ oder „grimassenhaften Lächeln“, mit einem „nichtssagenden Gesicht“, das „Missfallen“ errege.
Die zweite Fotografie, in der Schul- oder Studienzeit aufgenommen, zeigt den noch namenlosen Protagonisten mit einem subtileren und zugleich auch „papiernen Lächeln“, „raffiniert und täuschend zugleich“. Obwohl er attraktiv ist, wirkt sein Lächeln „unaufrichtig“.
Die dritte und letzte Fotografie sei die „widerwärtigste“; sie zeigt ihn „ergraut und verwahrlost“ in einer Zimmerecke vor einer bröckelnden Wand sitzend. Das Lächeln ist vollständig geschwunden und das Gesicht so ausdruckslos geworden, dass es sich jeder Erinnerung daran entziehe.
Die nachfolgend dargebotenen Hefte verstehen sich als Aufzeichnungen des Protagonisten, die aus den Lebensabschnitten stammen, denen auch die Fotografien zugeordnet sind. Der Leser wird hierüber vom Erzähler allerdings erst im Epilog informiert.

### Aufzeichnung – Heft 1 (第一の手記)

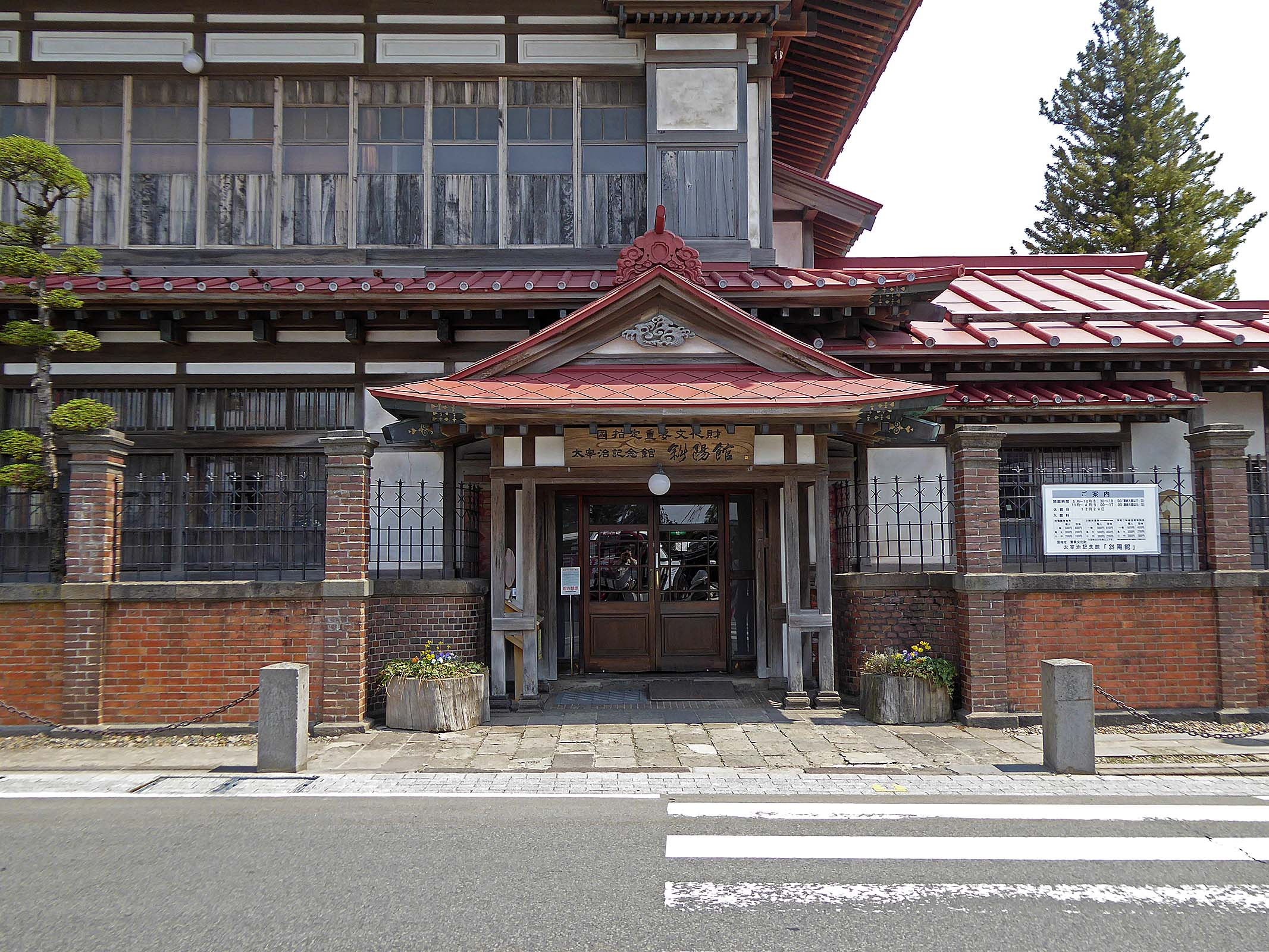
Dazais Kindheitshaus und heutige Dazai-Osamu-Gedenkstätte.

Der Protagonist der Erzählung, Yōzo Ōba, wird vorgestellt und beginnt seine Lebensgeschichte mit den Worten: „Ich habe ein schändliches Leben geführt.“ Yōzo gesteht sein Unvermögen, Menschen und ihre Emotionen zu verstehen. Ihm fehlt jedwede Fähigkeit zur Empathie mit seinen Mitmenschen, außerdem hat er Angst vor ihnen. Um seinen Mangel auszugleichen, lernt er schon in jungen Jahren, die Rolle des Narren zu spielen. Eines Sommers beispielsweise trägt Yōzo die roten Leggings seiner kleinen Schwester über den Armen, so dass es aussieht, als würde er einen Pullover über einem Kimono tragen. Durch seine Albernheiten wird er schnell bei den Kindern seines Alters beliebt und bringt seine ganze Familie zum Lachen.
Bevor er eines Tages zu einer Geschäftsreise nach Tokio aufbricht, fragt Yōzos Vater seine Kinder nach Geschenkwünschen und notiert ihre Antworten in einem kleinen Notizbuch. Yōzo fällt jedoch nichts ein. Der Versuch von seinem Vater, ihn für eine Maske für den Löwentanz zu Neujahr zu begeistern, scheitert. Enttäuscht schließt Yōzos Vater sein Notizbuch, ohne etwas für ihn aufzuschreiben. Yōzo fürchtet, seinen Vater verärgert zu haben. In derselben Nacht schleicht er sich in die Stube seiner Eltern und notiert „LÖWENMASKE“ in das Notizbuch seines Vaters.

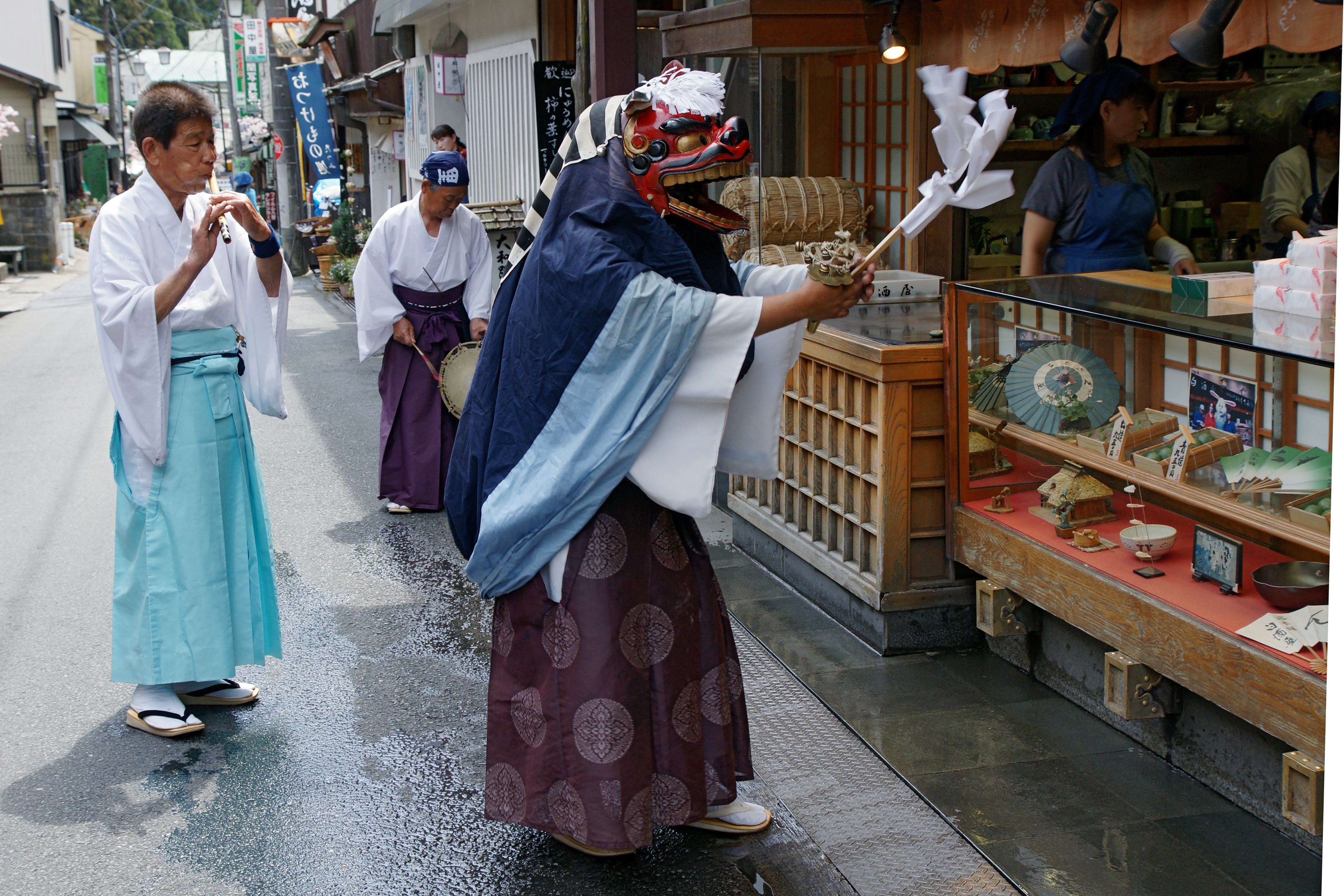
Ein Mönch mit einer Löwenmaske

Als der Vater ein paar Tage später zurückkehrt, belauscht Yōzo seine Eltern in der Küche. Sein Vater erzählt seiner Mutter amüsiert, wie er im Spielzeugladen in Gelächter ausbrach, weil er erst dort bemerkte, dass Yōzo „LÖWENMASKE“ in das Notizbuch geschrieben hatte. Yōzo glaubt die Gunst seines Vaters wiedergewonnen zu haben. Ein anderes Mal überredet Yōzo einen der Bediensteten der Familie, wahllos auf Klaviertasten zu schlagen, und fängt an, wild zu tanzen. Ein weiteres Mal bringt seine Clownerei die Familie zum Lachen.
In der Schule ist Yōzo als intelligenter Junge bekannt. Obwohl er wegen seiner Kränklichkeit häufig den Unterricht verpasst, gehört er bei den Prüfungen am Ende des Schuljahres immer zu den Besten seiner Klasse. Dabei ist er kein aufmerksamer Schüler; er verbringt die Nachhilfestunden lieber damit, Cartoons zu zeichnen. Nachdem sein Lehrer ihn ermahnt, keine lustigen Geschichten im Unterricht mehr zu schreiben, trotzt Yōzo der Aufforderung, da er weiß, dass sie seinen Lehrern insgeheim gefallen. Er freut sich besonders, als sein Lehrer eine seiner Geschichten mit seinen Kollegen teilt.
An einer Stelle seiner Erzählung vertraut Yōzo dem Leser fast beiläufig an, dass er als Kind von einem Diener und einer Dienerin sexuell missbraucht wurde. Er hat niemandem davon erzählt, nicht einmal seiner Mutter und seinem Vater.
Yōzo glaubt, dass es zur menschlichen Sitte gehört, sich gegenseitig zu betrügen. Dieser Gedanke habe sich konkretisiert, als er miterlebte, wie die engsten Freunde seines Vaters über dessen Eröffnungsrede bei einer wichtigen politischen Versammlung lästerten. Als sie ihm hingegen gegenüberstanden, lobten sie ihn. Yōzo ist der Meinung, dass eine solche Täuschung für normale menschliche Beziehungen unerlässlich ist, glaubt aber nicht, sich daran beteiligen zu können.
Das Kapitel schließt mit einer Aussage von Yōzo, die thematisch in das nächste Kapitel leitet: Weil es vor allem Frauen gewesen sind, die immer seine Einsamkeit gespürt haben, konnten diese ihn besonders leicht ausnutzen.

### Aufzeichnung – Heft 2 (第二の手記)
Als Yōzo in die Oberschule kommt, zieht er zu seiner Tante, weil sich deren Haus in der Nähe des Schulgebäudes befindet. Bei seinen Mitschülern und Lehrern ist er wegen seiner offenen und lustigen Art beliebt; seine clownesken Streiche hat er perfektioniert. Dennoch fühlt er sich tief in seinem Inneren von allen anderen entfremdet. Einmal im Sportunterricht fällt Yōzo absichtlich vom Reck, um die anderen zum Lachen zu bringen. Während der Plan für die meisten Mitschüler aufgeht, wirft Yōzos Klassenkamerad Takeichi ihm vor, den Sturz vorgetäuscht zu haben. Die Tatsache, dass jemand seine aufgespielte Clownerie durchschaut hat, verunsichert Yōzo und er beschließt sich mit Takeichi zu befreunden, bevor dieser ihn enttarnt.

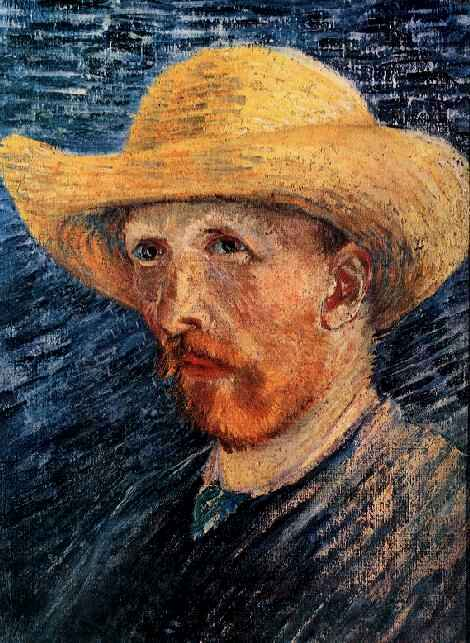
Selbstporträt von Vincent van Gogh (1887)

An einem regnerischen Tag bemerkt Yōzo, wie Takeichi nach dem Unterricht trübsinnig vor dem Schuleingang herumlungert. Er greift seine Hand und beide laufen durch den Regen zu Yōzos Haus. In Yōzos Zimmer angekommen, beklagt sich Takeichi über seine schmerzenden Ohren und Yōzo – nach wie vor erpicht, Takeichi zu seinem Freund zu machen – holt Watte und Alkohol, um die mit Eiter gefüllten Ohren zu reinigen. Als Yōzo Takeichis Kopf in seinem Schoß hält, denkt dieser darüber nach, dass sich im Laufe der Jahre wahrscheinlich viele Frauen in Yōzo verlieben werden. Eines Tages besucht Takeichi Yōzo in seinem Zimmer und trägt eine Reproduktion von Vincent van Goghs Selbstporträt mit sich, das er einen „Geist“ nennt. Vom Anblick des Gemäldes inspiriert, schwört Yōzo, dass auch er Bilder von „Geistern“ und anderen dämonischen Wesen malen wird. Er beginnt damit, Selbstporträts zu malen, auf denen sein inneres Unglück zum Ausdruck kommt. Obwohl er sie versteckt hält, damit niemand sein wahres Ich sehen kann, entscheidet er sich, die Bilder Takeichi zu zeigen. Dieser prophezeit, dass Yōzo eines Tages ein großer Maler werden wird.
Im Haus seiner Tante stürmen Yōzos zwei weibliche Cousinen nach Belieben in sein Zimmer, um ihm lustige Geschichten zu erzählen. Einmal zwingen sie ihn, eine Brille zu tragen, und lachen darüber, dass er wie der amerikanische Komiker Harold Lloyd aussieht. Dies veranlasst Yōzo dazu, dessen Verhalten zu studieren, um seine Clownerie weiter zu perfektionieren. Anstatt sich auf die Schule zu konzentrieren, liest und schaut Yōzo in den folgenden Wochen alles, was er von und über Lloyd in die Hände bekommt.

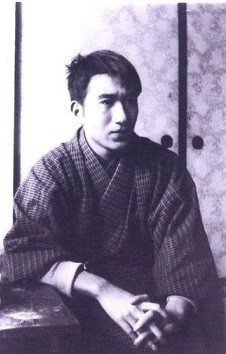
Dazai als Student, 1928, zwei Jahre vor seinem versuchten Doppelsuizid

Nachdem Yōzo die Oberschule abgeschlossen hat, wird er nach Tokio geschickt, um seine Hochschul-Ausbildung zu absolvieren. Er wohnt für kurze Zeit in einem Studentenwohnheim in Tokio und zieht dann in das Stadthaus seines Vaters nach Ueno. Immer wenn sein Vater zuhause ist, besucht er normal die Schule. Dessen häufige Geschäftsreisen nutzt Yōzo aber aus und bleibt dem Unterricht fern, um seine Tage mit Malen und Lesen zu verbringen. In seiner Freizeit besucht er einen Kunstkurs bei einem Maler in Hongo. Dort lernt er Horiki Masao kennen und verabredet sich mit diesem in einem nahegelegenen Café. Nach und nach findet Yōzo Gefallen an Horiki, der ihm beibringt, wie man trinkt, raucht und die Gesellschaft von Prostituierten genießt. Obwohl Yōzo Prostituierte für „niedere Wesen“ hält, kann er nicht anders, als echte Bindungen zu ihnen aufzubauen. Nach einer Weile zelebriert er seinen Ruf als Frauenheld und immer mehr Frauen gestehen ihm ihre Zuneigung.
Schließlich nimmt Horiki Yōzo zu einem geheimen Treffen der Kommunisten mit, wo Yōzo gegenüber den anderen Mitgliedern den dialektischen Materialismus von Karl Marx propagiert, obwohl er ihn insgeheim für unzureichend hält. Yōzo gewinnt an Beliebtheit bei seinen „Genossen“ und wird mit verschiedenen Botengängen betraut.
Yōzos Vater verkauft sein Stadthaus und zwingt seinen Sohn damit, in eine Pension nach Hongo zu ziehen. Obwohl er ein stattliches Taschengeld erhält, ist Yōzo nicht an den Mangel an Essen, Trinken und anderen Ressourcen gewöhnt, die es im Stadthaus im Überfluss gab. Er verprasst sein Taschengeld in zwei bis drei Tagen durch exzessive Trink- und Sexexzesse und verbringt den Rest des Monats in Armut. Zu dieser Zeit wird Yōzo auch von seinen Verpflichtungen gegenüber der marxistischen Organisation und den Frauen in seinem Leben, die romantische Gefühle für ihn hegen, bedrängt.
In einem Café in Ginza wird Yōzo von der Wirtin Tsuneko auf einen Cocktail eingeladen. Er verbringt die Nacht bei ihr und sie gesteht ihm unerwartet von der „tiefe[n] Unglücklichkeit“, mit der sie jeden Tag zu kämpfen hat. Nach einem Monat kehrt Yōzo mit Horiki in das Café in Ginza zurück, in der Hoffnung, dass Tsuneko dort sein wird, um ihnen Schnaps auszugeben. Dort ist er von Horiki angewidert, als dieser Tsuneko zunächst zu küssen versucht, um sich dann über ihr ärmliches Aussehen lustig zu machen. Horikis Taktlosigkeit erweckt Yōzos Sympathie für Tsuneko und die beiden verbringen erneut die Nacht miteinander. Erneut beklagt Tsuneko ihre Unglücklichkeit. Sie glaubt, Yōzos eigenes verstecktes Unglück erkannt zu haben, und schlägt ihm einen Selbstmordpakt vor, dem Yōzo bereitwillig zustimmt. In derselben Nacht springen die beiden bei Kamakura ins Meer. Während Yōzo überlebt, ertrinkt Tsuneko.
Yōzos und Tsunekos Suizidversuch, der als romantischer Doppelsuizid (shinjū) aufgefasst wird, gelangt in die Nachrichten und erzürnt die Ōba-Familie. Er wird auf einem Polizeirevier festgehalten und über seine Beziehung zu Tsuneko verhört. Während der körperlichen Untersuchung überspielt Yōzo seinen Husten, um Sympathien zu gewinnen, doch der Staatsanwalt durchschaut sein Spiel – „als erster Mensch in [s]einem Leben“. Er lässt Yōzo frei und übergibt ihn an Shibuta – genannt Flunder –, ein Laufbursche seines Vaters und bestellter „Aufpasser“. Mit Hilfe von Yōzos Vater wird die Anklage zur „Suizidbeihilfe“ fallen gelassen.

### Aufzeichnung – Heft 3 – Teil 1 (第三の手記)

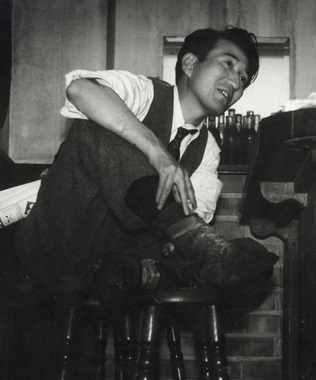
Dazai in einer Bar, circa 1946. Etwa um diese Zeit entwickelte er selbst eine Alkoholabhängigkeit

Wegen seines Suizidversuchs wird Yōzo von der Universität exmatrikuliert. Er zieht in das Haus seines „Aufpassers“ Flunder nach Ōkubo, wo er streng bewacht wird und das Haus nicht verlassen darf. Flunder erkundigt sich, was Yōzo in Zukunft zu tun gedenkt, und deutet an, dass seine Familie sich freuen würde, wenn er sein Studium wieder aufnimmt. Die Indirektheit verärgert Yōzo und verdunkelt ihm, dass die Rückkehr zur Universität die finanziell stabilste und unterstützteste Option wäre. Stattdessen bekräftigt er seinen Wunsch, Maler zu werden, was Flunder zum Lachen bringt. Am nächsten Morgen flieht Yōzo aus dem Anwesen und hinterlässt Flunder eine beruhigende Notiz, in der er ihm versichert, er würde nur Horiki besuchen, um mit diesem seine Zukunftsperspektiven zu besprechen. Obgleich zunächst nicht ernst gemeint, erkennt Yōzo, dass er niemanden mehr hat, auf den er sich verlassen kann, und besucht Horiki tatsächlich.
Zu Yōzos Überraschung empfängt ihn Horiki genervt. Als der das Haus verlässt, steht eine Frau namens Shizuko vor der Tür. Sie arbeitet für eine Zeitschrift und ist gekommen, um die Auftragsarbeit für Horiki abzuholen. Die Witwe hörte Yōzos Verzweiflung, nirgendwo unterkommen zu können, und bietet ihm an, bei ihr und ihrer Tochter Shigeko zu wohnen. Er nimmt das Angebot an und bittet Shizuko um Arbeit als Künstler. Im Glauben, er würde scherzen, bietet sie ihm stattdessen eine Beschäftigung als Cartoonist für ihre Kinderzeitschrift an. Der Job langweilt Yōzo intellektuell; dafür verdient er genug Geld, um wieder mit dem Rauchen und Trinken anzufangen.
Während Yōzos Depression immer schlimmer wird, findet er Trost bei seiner Stieftochter Shigeko, die ihn inzwischen „Papa“ nennt. Als Shigeko ihn eines Tages fragt, ob Gott Gebete erhört, bejaht er dies; aber nicht für Menschen wie ihn. Er dreht sich um und fragt Shigeko, was sie sich von Gott wünscht, und wird von ihrer Antwort, sie wolle ihren richtigen Vater zurückhaben, zurückgeworfen. Die eigentlich unschuldige Antwort verletzt Yōzo und er beginnt sich auch von Shigeko emotional zurückzuziehen, die er nun für genauso gefährlich hält wie jeden anderen Menschen.
Horiki beginnt Yōzo wieder regelmäßig zu besuchen, verunglimpft seine künstlerische Tätigkeit und warnt ihn vor seinen Frauengeschichten. Derweil wird Yōzo zunehmend paranoider: Er beginnt die Gesellschaft als Instanz zu betrachten, die ihn verfolgt; emotional weiter entfremdet wird er immer „eigenwilliger“. Auch das Zusammenleben mit Shizuko beginnt unangenehm zu werden. Sobald sie von der Arbeit nach Hause kommt, verlässt Yōzo das Gebäude, um zu trinken. Spät nachts, wenn er betrunken zurückkehrt, neckt er sie und gibt ihr die Schuld daran, seine „Jugend“ verloren zu haben. Um seine zunehmende Trunksucht zu finanzieren, verkauft er einige von Shizukos Kleidern in einem Pfandhaus. Er verbringt zwei Nächte weg von zu Hause, bevor er ausnüchtert und mit Reue zurückkehrt. Beim leisen Herumschleichen im Haus sieht er, wie Shizuko und Shigeko in einem Zimmer einen privaten, zärtlichen Moment teilen. Er realisiert, was er den beiden angetan hat, geht leise aus dem Haus und kehrt nie wieder zurück.
Auf der Suche nach einem neuen Wohnort lässt sich Yōzo in einer Bar in Kyōbashi nieder, nachdem ihm die Puffmutter ein Zimmer angeboten hat. Er lebt seinen amoralischen Alltag, ohne bestraft oder geächtet zu werden, was seinen aufkeimenden Verdacht bestätigt, dass seine Angst vor sozialer Verfolgung unbegründet war. Seine Angst vor anderen Menschen ist jedoch weiter präsent und er muss trinken, bevor er ihnen gegenübertritt. Es vergeht fast ein Jahr und Yōzo beginnt bald, Karikaturen für pornografische Zeitschriften zu zeichnen.
In einem Zigarettenladen lernt Yōzo die „schöne, unschuldige Frau“ Yoshiko kennen, deren jugendlicher Leichtsinn, Jungfräulichkeit und vertrauensvolle Art ihn anziehen. Yoshiko bittet Yōzo, mit dem Trinken aufzuhören, da es ihn zerstöre. Als er eines Nachts in einen offenen Straßenablauf fällt und nur knapp von Yoshiko gerettet wird, schwört er dem Trinken ab, bricht seinen Schwur aber bereits am Folgetag. Beschämt gesteht er Yoshiko, sein Versprechen gebrochen zu haben, aber sie glaubt ihm nicht. Yoshikos liebevolle Naivität erwärmt Yōzos Herz und er beschließt, sie zu heiraten.

### Aufzeichnung – Heft 3 – Teil 2 (第三の手記)

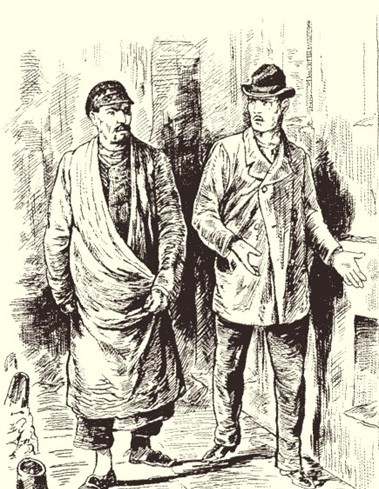
Karikatur von Raskolnikow und Marmeladow aus Dostojewskis Roman Verbrechen und Strafe

Für seine Frau Yoshiko bleibt Yōzo für kurze Zeit trocken. Horikis Besuche bewirken aber, dass er schnell wieder rückfällig wird. Eines Abends spielen sie ein von Yōzo erfundenes Spiel, bei dem sie erraten müssen, ob ein bestimmtes Substantiv „komisch“ oder „tragisch“ ist. Horiki bezeichnet „Leben und Tod“ als komisch und „Karikaturisten“ als tragisch – ein klarer Affront an Yōzo. Dieser geht derweil zu einem anderen Spiel über, bei dem es darum geht, Antonyme zu erraten – hier stichelt er gegen Horiki zurück, indem er behauptet, dieser sei das Gegenteil von „Scham“. Beleidigt erwidert Horiki, zumindest sei er im Gegensatz zu Yōzo nie wie ein gewöhnlicher Verbrecher gefesselt gewesen. Der Kommentar verletzt Yōzo und er gelangt zu einer weiteren Realisation: Horiki betrachtet ihn nicht wie einen „echten Menschen“, sondern vielmehr als die „lebende Leiche“ eines „Möchtegernsuizidenten“, der ohne Rücksicht auf Verluste ausgenutzt wird, um sich zu amüsieren. Gleichzeitig könne er ihm diese Ansicht nicht verübeln, da er seit seiner Kindheit nicht die Kriterien erfüllte, um zu den Menschen dazuzugehören.
Yōzo fragt weiter, was das Gegenteil von Verbrechen sei, und weist Horikis Antwort „das Gesetz“ unbeeindruckt zurück. Horiki fährt fort, dass es dann wohl Gott oder die Tugend sein müsse. Er beklagt sich darüber, hungrig zu sein, und geht nach unten in die Küche, während Yōzo nachdenkt. Der Titel von Fjodor Dostojewskis Roman Verbrechen und Strafe kommt ihm in den Sinn und er denkt über die Beziehung zwischen den beiden Begriffen nach. Seine Gedanken werden durch Horikis unerwartet schnelle Rückkehr unterbrochen; weil er auch kein Essen in der Hand trägt, fragt Yōzo nach dem Problem. Horiki zeigt auf das Fenster zu einem unteren Raum, um Yōzo zu zeigen, wie ein „Verbrechen“ aussieht, und beide beobachten, wie Yoshiko von einem gemeinsamen Bekannten vergewaltigt wird. Yōzo gerät durch den Anblick dieser grausamen Szene in Angststarre, ihm wird übel und er murmelt nur vor sich hin, das sei eben so bei den Menschen. Horiki kündigt an, nicht mehr zurückzukommen, und verlässt das Haus. Yōzo schenkt sich ein Glas Gin ein und fängt an zu weinen.
Der Übergriff hinterlässt bei Yoshiko ein tiefes Trauma, macht sie steif und ängstlich. Anstatt mit ihr zu sympathisieren, lassen diese Veränderungen in Yōzo Zweifel und Groll aufkeimen; er entfremdet sich allmählich von ihr. Eines Nachts beschließt Yōzo seinem Leben ein Ende zu setzen und schluckt eine ganze Schachtel Schlaftabletten. Der Suizidversuch schlägt ein weiteres Mal fehl und Yōzo wacht in Anwesenheit von Flunder und der Puffmutter in einem Krankenhaus auf, wo er hysterisch herumschreit, er wolle weg von Yoshiko, weg von allen Frauen. Flunder überlässt Yōzo etwas Geld und dieser wird entlassen.
Yōzo beginnt Blut zu husten und geht in eine Apotheke; dort erhält er eine Reihe von Medikamenten, darunter auch eine Schachtel mit Morphium. Das Morphium gibt ihm ein gutes Gefühl und im Laufe der Tage braucht er immer mehr Injektionen, um die gleiche Wirkung zu erzielen. Schon bald kann er nur noch unter Morphiumeinfluss arbeiten. Da er regelmäßig in der Apotheke um weitere Dosen bettelt, häufen sich seine Schulden an. Als der Würgegriff der Sucht und des finanziellen Ruins immer enger wird, realisiert Yōzo seine Ausweglosigkeit und schreibt einen Brief an seinen Vater, in dem er ihm die Einzelheiten seiner Sucht und seiner finanziellen Situation offenbart. Doch selbst nach mehreren Monaten erhält er keine Antwort. Er beschließt ein weiteres Mal, Suizid zu begehen, indem er sich 10 Dosen Morphium spritzt und sich in einen Fluss wirft, doch bevor er seinen Plan umsetzen kann, kommt Flunder zu Besuch, um Yōzo in eine „psychiatrische Anstalt ohne Frauen“ zu bringen. Für Yōzo ist die Einweisung in die „Irrenanstalt“ der letzte Schritt seiner Metamorphose in ein „nicht-menschliches Wesen“.
Nach einigen Monaten wird er aus der Anstalt entlassen. Er erfährt vom Tod seines Vaters und glaubt, nun vollständig ausgehöhlt worden zu sein – selbst die Fähigkeit zu leiden in Gestalt seines erdrückenden, strengen Vaters sei ihm genommen worden. Yōzos Bruder holt ihn ab und bietet ihm an, für ihn ein Haus zu kaufen, solange sich dieser bereit erklärt, zur Erholung aufs Land zu ziehen – Yōzo stimmt zu. Sein Bruder überredet eine alte Frau, als Yōzos (Kümmerin) zu arbeiten und dafür zu sorgen, dass er sich nichts antut. Als Yōzo die alte Frau eines Tages bittet, Schlaftabletten zu kaufen, kauft sie ihm stattdessen eine Schachtel mit Abführmitteln. Yōzo bemerkt dies erst, als er Durchfall bekommt, doch anstatt sich zu ärgern, lacht er nur und kommt zu dem Schluss, dass „abweisen“ ein tragisches Substantiv sein muss. Er denkt über die Vergänglichkeit der Dinge nach und bemerkt: „Jetzt bin ich weder glücklich noch unglücklich. Alles vergeht.“

### Epilog (あとがき, Atogaki)
Der Epilog wird von der gleichen namenlosen Figur erzählt, die im Prolog die Fotos von Yōzo beschrieben hat. Der Erzähler erklärt, er sei ein Schriftsteller und zur Inspirationssuche auf eine Reise gegangen. Dabei habe er eine alte Bekannte getroffen – die Puffmutter der Bar in Kyōbashi, mit der er schon vor dem Krieg kurzweiligen Kontakt pflegte. Obwohl der Erzähler ihn nie gekannt hatte, gab ihm die Dame Notizbücher und Fotos, die Yōzo ihr zugeschickt hatte, mit den Worten: „Hier, vielleicht taugt es als Stoff für eine Erzählung oder einen Roman.“ Am nächsten Tag fragt der Erzähler, ob Yōzos Notizbücher die Puffmutter zum Weinen gebracht haben. Sie verneint es, weil Menschen wie Yōzo nutzlos seien. Trotzdem glaube sie, dass dieser im tiefen Inneren „ein guter Junge“ war.

## Handelnde Personen

### Yōzo Ōba (大庭葉蔵)

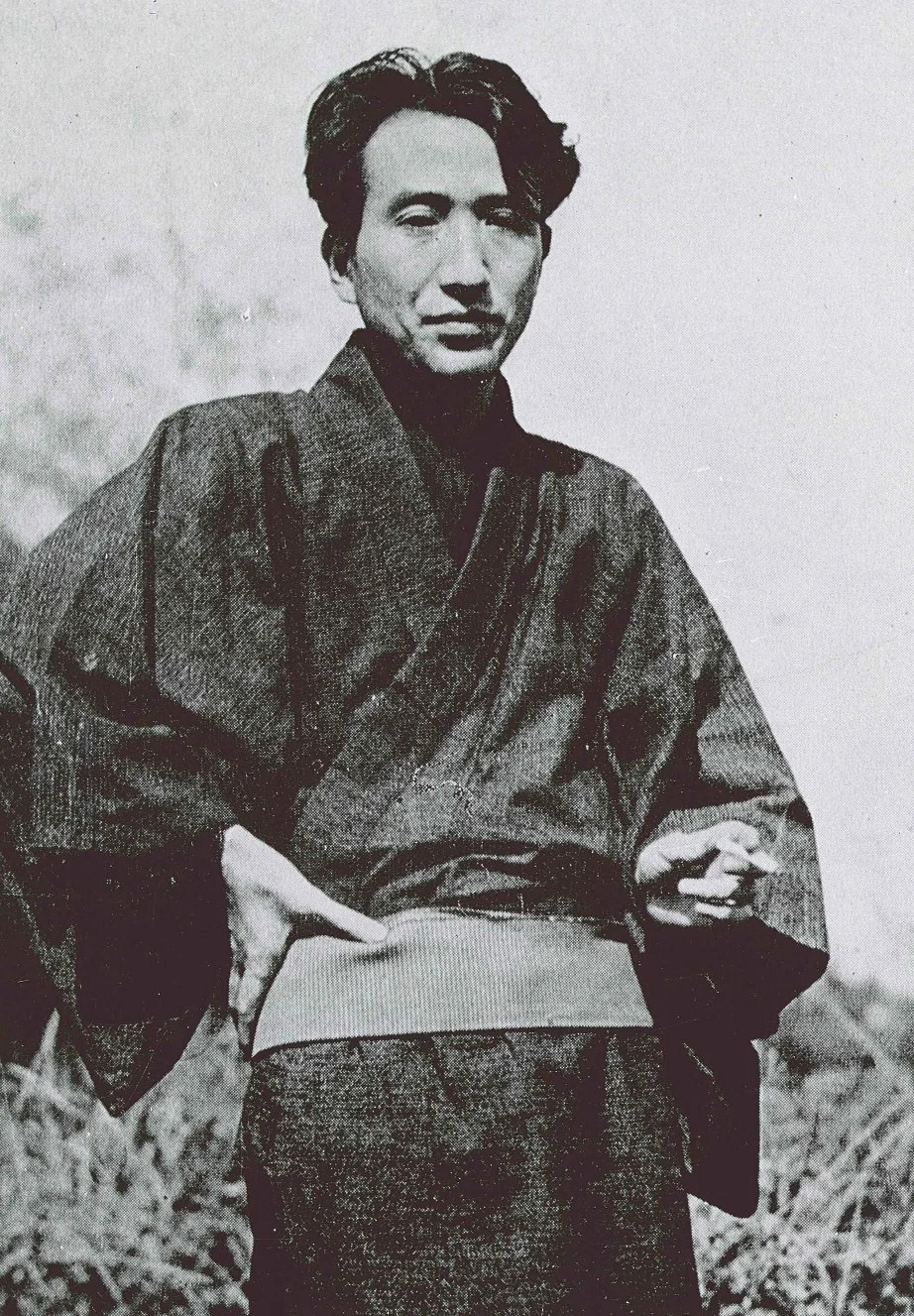
Dazai, circa 1944. Vorbild für den Protagonisten Yōzo

Yōzo ist der Erzähler und Protagonist von Gezeichnet. Er wurde als Kind von schwacher gesundheitlicher Konstitution in der ländlichen Tōhoku-Region im Nordosten Japans in eine wohlhabende Familie geboren. Im ersten Heft gesteht Yōzo, dass er sich von klein auf von anderen Menschen entfremdet gefühlt hat. Weil er sich vor anderen Menschen fürchtet, hat er das Bedürfnis, immer eine Maske aufzusetzen und die Rolle des Clowns zu spielen. Infolge seiner starken Angst vor Konflikten ist Yōzo kaum ehrlich zu anderen Menschen und in gewissem Maße auch nicht zu sich selbst. Er wünschte sein Leben lang Maler zu werden, was ihm von seinem Vater untersagt wird. Yōzos Gefühle von Scham und Entfremdung führen schließlich zu einem exzessiven Lebensstil mit Prostituierten und Drogen sowie mehreren Selbstmordversuchen.
Obwohl Yōzo seine turbulente Veranlagung nicht direkt auf seine Lebensumstände zurückführt, ist klar, dass seine Erfahrungen mit sexuellem Missbrauch im Kindesalter durch zwei Bedienstete und die gefühlskarge Behandlung durch seinen Vater ihn zutiefst prägten. Dies wird in den letzten Zeilen des Romans bestätigt, als die Puffmutter Yōzos Vater für dessen Elend verantwortlich macht.

### Yōzos Vater (namenlos)

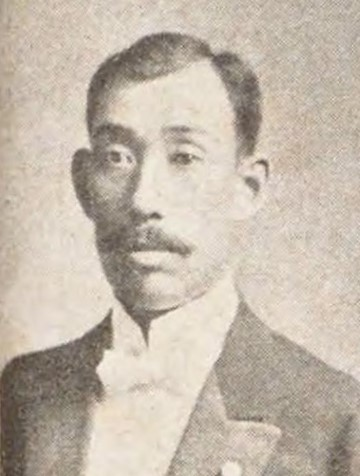
Dazais Vater Gen’emon Tsushima, Vorbild für Yōzos Vater

Er ist Mitglied des japanischen Herrenhauses. Deshalb reist er wochenlang auf Geschäftsreisen nach Tokio. Er beschenkt zwar gerne seine Kinder, ist aber sonst ein eher gefühlskarger Mensch. Immer wenn er anwesend ist, beschreibt Yōzo die Atmosphäre als „bedrückend“. Als begeisterter Patriot und Beamter lehnt er die künstlerischen Ambitionen seines Sohnes ab und plant stattdessen, dass dieser wie er ein Beamter wird.
Obwohl Yōzo nicht umfassend über seinen Vater berichtet, wird dessen schmerzhafte Rolle in Yōzos Leben angedeutet. Selbst als die beiden den Kontakt zueinander abbrechen, wird Yōzo von unangenehmen Erinnerungen an seinen Vater verfolgt. Als er die Nachricht über dessen Tod erhält, fühlt er sich leer – als ob das „Gefäß“ seines Leidens verschwunden wäre. Obwohl Yōzo seinen Vater nie direkt kritisiert oder beschuldigt, scheint er eine der Ursachen für Yōzos Unglück und seine verschrobene Weltanschauung zu sein.

### Takeichi (竹一)

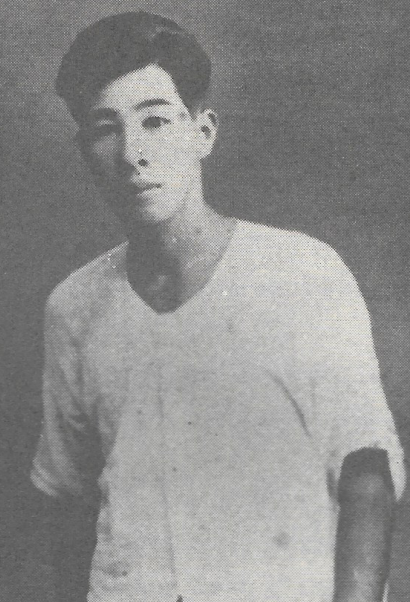
Keijiro Sakabe, ein Freund Dazais aus der Oberschule[Anm. 2]

Takeichi ist einer von Yōzos Klassenkameraden in der Oberschule. Er durchschaut einen von Yōzos Clownsstreichen und wird so zu dessen Freund, weil dieser die Entblößung seiner Scharade verhindern möchte. Obwohl Yōzo Takeichi für „dumm“ und „mittelmäßig“ hält, verbindet die beiden ihre Vorliebe für westliche Kunst. Ihre Gespräche inspirieren Yōzo dazu, sich ernsthaft mit der Malerei zu beschäftigen.
Takeichi trifft zwei Vorhersagen, die Yōzos Leben prägen werden: zum ersten, dass sich Frauen leicht in Yōzo verlieben werden; zum zweiten, dass Yōzo ein großer Künstler werden wird. Es bewahrheitet sich derweil nur die erste Vorhersage.

### Horiki Masao (堀木正雄)

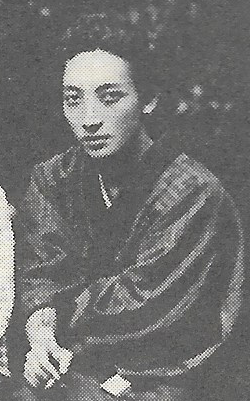
Zenshirō Kodate, Vorbild für Horiki

Der sechs Jahre ältere Freund Yōzos, den dieser im Kunstunterricht in Hongo kennenlernt. Als „Stadtkind“ aufgewachsen, ist er in einer Weise gerissen, die Yōzo aus seinem Landleben nicht kennt.
Yōzos Freundschaft mit Horiki verändert sein Leben drastisch; von diesem lernt er, wie man trinkt, raucht und die Gesellschaft von Prostituierten genießt. Horiki ist es auch, der Yōzo mit der marxistischen Organisation bekannt macht, der dieser schließlich wenig enthusiastisch beitritt. Obwohl die beiden einen Großteil ihrer Zeit mit Trinken verbringen, macht Horiki keinen Hehl aus seiner Verachtung diesem gegenüber. Er macht Yōzo für Tsunekos Tod verantwortlich und betrachtet ihn als „niederen Kriminellen“.

### Tsuneko (ツネ子)

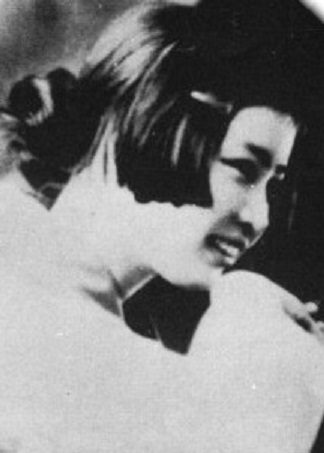
Shimeko Tanabe, Vorbild für Tsuneko

Tsuneko arbeitet als Hostess in einem Café in Ginza. Sie ist 22 Jahre alt und damit zwei Jahre älter als Yōzo. Ursprünglich aus Hiroshima, zog sie nach der Heirat mit ihrem Mann nach Tokio. Da dieser in Tokio keine Arbeit finden konnte, versuchte er Geld über kriminelle Tätigkeiten zu beschaffen und wurde schließlich wegen Betrugs inhaftiert.
Als Tsuneko und Yōzo die Nacht miteinander verbringen, gesteht sie ihm ihr tiefes Unglück. Yōzo findet in Tsuneko eine verwandte Seele und verliebt sich in sie. Die beiden beschließen einen Suizidpakt; der Doppelselbstmord geht aber nicht völlig auf – während Tsuneko wie geplant ertrinkt, bleibt Yōzo am Leben.

### Shizuko (シズ子)

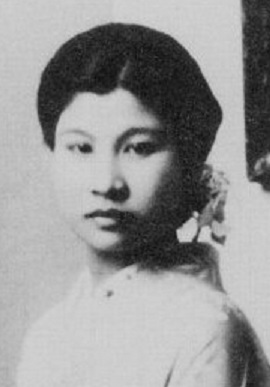
Dazais zweite Ehefrau Michiko Ishihara, Vorbild für Shizuko

Eine 28-jährige Journalistin, die in Kōshū geboren wurde. Sie ist Witwe und lebt mit ihrer fünfjährigen Tochter in einer Wohnung in Koenji. Als sie Yōzo durch Horiki kennenlernt und von seinem gescheiterten Suizidversuch erfährt, nimmt sie ihn bei sich auf und lebt mit ihm in einer eheähnlichen Beziehung. Trotz Yōzos Alkoholismus und seiner Missachtung ihrer Gefühle kümmert sich Shizuko sorgsam um ihn. Sie ist es auch, die ihn ermutigt, seinen Lebensunterhalt mit dem Zeichnen von Comics zu verdienen.

### Shigeko (シゲ子)

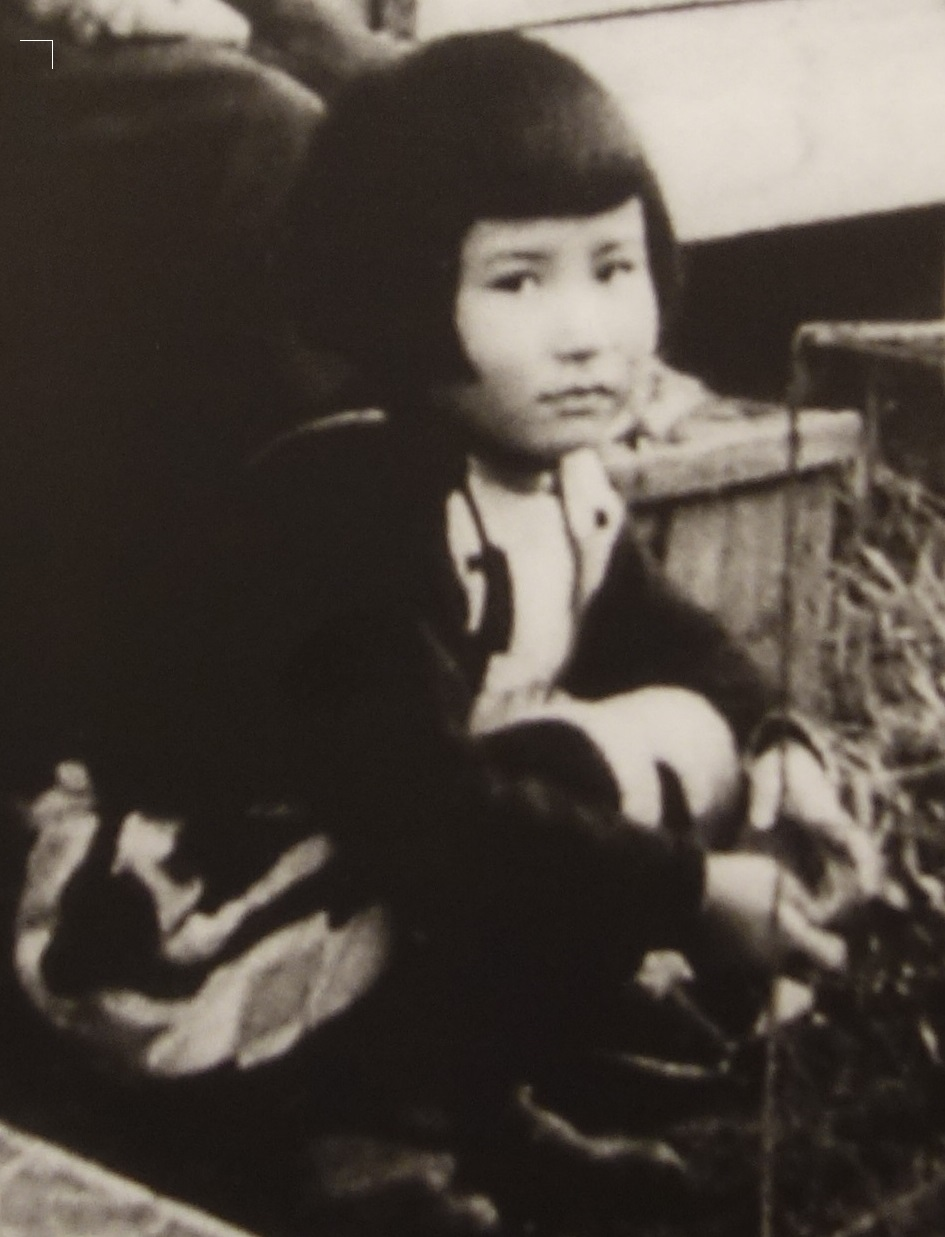
Dazais sechsjährige Tochter Sonoko, Vorbild für Shigeko

Die fünfjährige Tochter von Shizuko. Ihr Vater starb, als sie erst zwei Jahre alt war. Anfangs freundet sie sich mit Yōzo an, den sie sogar „Papa“ nennt. Obwohl Yōzo sie zunächst als seine einzige Bezugsperson wahrnimmt, distanziert er sich von ihr, als sie unschuldig zugibt, sich ihren richtigen Vater zurückzuwünschen.

### Yoshiko (ヨシ子)

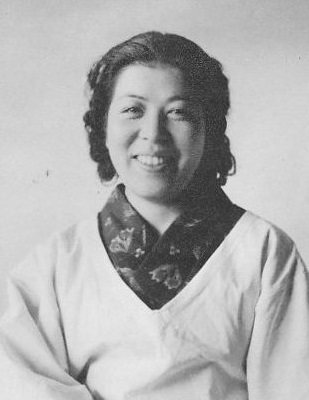
Dazais erste Ehefrau Oyama Hatsuyo, Vorbild für Yoshiko

Yoshiko ist ein siebzehnjähriges Mädchen, das in einem Tabakladen gegenüber der Bar arbeitet, in der Yōzo regelmäßig trinkt. Yōzo beschreibt sie als blass und mit schiefen Zähnen. Jedes Mal, wenn er bei ihr Zigaretten kauft, bittet sie ihn, mit dem Trinken aufzuhören.
Yōzo unterliegt schließlich ihrem unschuldigen Charme und heiratet sie. Ihre Ehe nimmt jedoch eine dunkle Wendung, als ein Bekannter Yoshiko vergewaltigt und Yōzo dem Grauen zusieht.

### Shibuta (渋田), auch Flunder (鮃, Hirame)

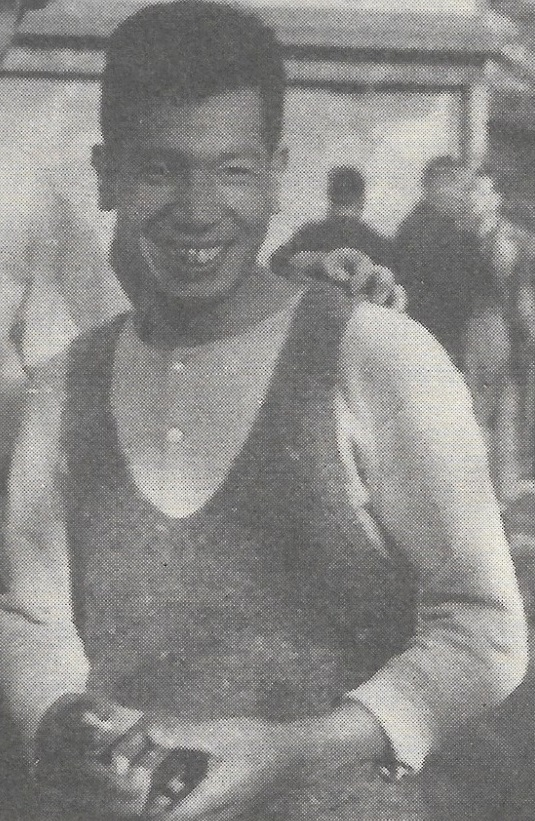
Dazais zeitweiliger Vormund Takebō Sakabe, Vorbild für Flunder

Ein Laufbursche von Yōzos Vater. Er ist ein vierzigjähriger Junggeselle und Antiquitätenhändler, der als Yōzos Bürge und Aufpasser fungiert, nachdem dieser Suizid begehen wollte. Yōzo lebt eine Zeit lang bei ihm, während Flunder regelmäßig Geld von dessen Brüdern erhält.

### Yōzos Mutter (namenlos)

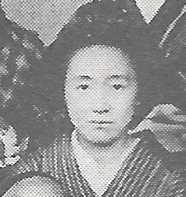
Dazais Mutter Tane Tsushima, Vorbild für Yōzos Mutter

Sie spielt in dem Roman eine eher unbedeutende Rolle. Yōzo hat kein enges Verhältnis zu seiner Mutter und erwähnt sie kaum. Es ist indes bezeichnend, dass Yōzo ihr nicht genug vertraut, um ihr von dem sexuellen Missbrauch durch die Diener zu erzählen – er vermutet, dann nur zu einer stillschweigenden Kapitulation gedrängt zu werden.

### Madamu (マダム)
Eigentümerin und Puffmutter von Yōzos Stammbar, von kleiner Statur mit ausgeprägtem Gerechtigkeitssinn. Sie übergibt dem Erzähler die Fotografien und Aufzeichnungen.

### Yōzos Tante (namenlos)
Yōzos Tante ist in ihren Fünfzigern, als Yōzo zu ihr zieht. Obwohl sie Schreibwaren und Sportartikel verkauft, verdient sie den Großteil ihres Geldes mit den fünf bis sechs Mietern, die in ihrem Haus leben. Sie kommt in dem Roman nicht oft vor und wird auch nicht namentlich erwähnt.

### Schwester (シスター)
Schwester ist der Name, den Yōzo der ältesten Tochter seiner Tante gibt. Sie ist in ihren Dreißigern und war einmal verheiratet. Eines Abends kommt sie weinend zu Yōzo und bittet ihn, mit ihr wegzulaufen. Yōzo antwortet nicht und gibt ihr stattdessen ein Stück Kakipflaume, da er glaubt, dass solche dramatischen Situationen mit etwas Süßem besänftigt werden können.

## Erzählstil

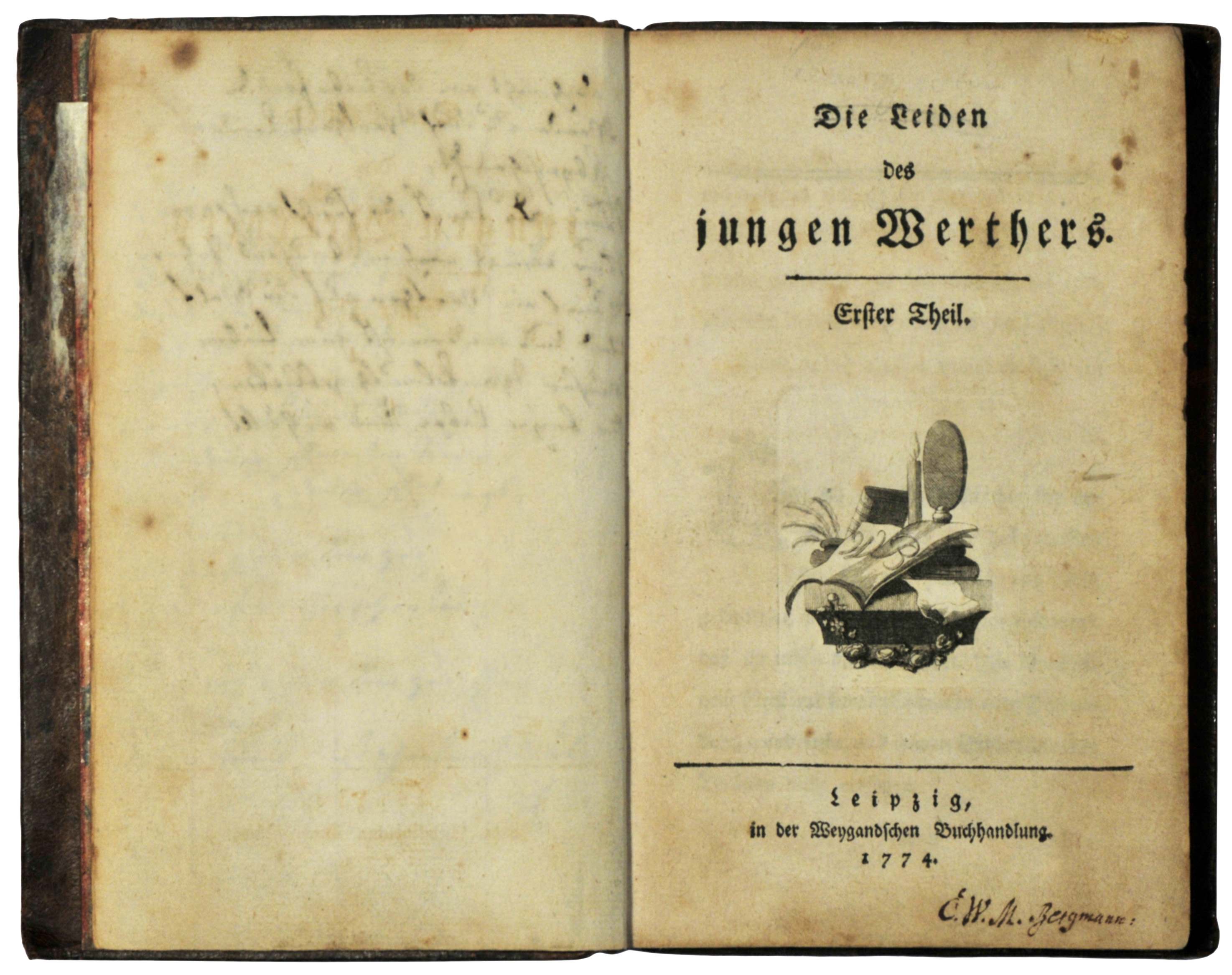
Gezeichnet wurde vermehrt mit Goethes Die Leiden des jungen Werthers verglichen. Nicht nur wegen seiner Teilung in Briefe und der tragischen Geschichte, sondern auch wegen der komplexen Erzählstruktur: Dazai schildert simultan homodiegetisch und heterodiegetisch, metadiegetisch und intradiegetisch. Hierdurch verwirklicht er mehrere Ziele:
1. Autor und fiktiver Protagonist werden gleichgestellt;
2. Dem Inhalt wird ein Wirklichkeitsanspruch angeheftet;
3. Die Handlung wird abstrahiert und damit universell.

Obschon in Gezeichnet ein autobiografischer Inhalt impliziert ist, stellt sich die Erzählung selbst als fiktional und erzähltechnisch eigentümlich distanziert heraus.
Dazai gelingt dieser Drahtseilakt ähnlich wie Goethes Die Leiden des jungen Werthers, indem die Haupterzählung, gegliedert in drei Tagebucheinträge, innerhalb einer fiktiven Herausgeberschaft eingebettet wird. Im Epilog wird erkenntlich, dass es sich beim fiktiven Herausgeber um einen namenlosen Schriftsteller handelt, der die Hefte des Protagonisten durch die Puffmutter erhalten hat, um Inspiration für einen Roman einzuholen. Es handelt sich daher um eine kombinierte homodiegetische und heterodiegetische fiktionale Erzählung, da durch den Einbau jener fiktiven Herausgeberschaft die Erzählstimme nicht eindeutig definierbar ist. Durch die Erzählstimme wird der wahre Autor, Osamu Dazai, sowohl dem Protagonisten Yōzo als auch dem namenlosen fiktiven Herausgeber gleichgestellt.
Die Tatsache, dass es sich bei dem Herausgeber um einen Schriftsteller handelt und dieser zugleich aus derselben fiktiven Welt wie Yōzo stammt, gibt Anlass, den Zusammenhang zwischen metadiegetischer Haupterzählung und intradiegetischer Rahmenerzählung als eine fiktive umgestaltete Selbstreflexion Dazais zu verstehen. Dazai lässt als fiktiver Herausgeber durch eine Wiedergabe der Hefte Yōzos seinen eigenen Erzählungen einen höheren Grad an Mittelbarkeit zuteilwerden, da durch die Einbettung in eine Herausgeberschaft die zitierte Rede des Protagonisten in einen Kontext der erzählten Rede gehoben wird. Indem der fiktive Herausgeber die Hefte Yōzos originalgetreu veröffentlicht, steht Yōzos Erzählung zudem im erzählerischen Kontext des Herausgebers und verliert somit einen gewissen Grad an Autonomie.
Durch diese komplexe Erzählstimme – von Phillis I. Lyons „permeable self“ (deutsch: „durchlässiges Selbst“) genannt – entsteht eine ineinander verflochtene Erzählung aus drei Ebenen:
1. die extradiegetische Ebene: die Autorschaft Dazais,
2. die intradiegetische Ebene: die fiktive Herausgeberschaft,
3. die metadiegetische Ebene: die drei Notizhefte Yōzos.

Hierdurch gelingt es Dazai, sowohl seinen eigenen Leidensweg zu schildern als auch der Handlung philosophische und ethische Inhalte beizumessen, die als verallgemeinerte Aussagen betrachtet werden können.
Ebenso wird durch die fiktive Herausgeberschaft ein Wirklichkeitsanspruch geltend gemacht und in einen literarischen sowie künstlerischen Kontext eingebettet. Diese Einbettung ist für den Roman essentiell, da die Hauptfunktion des Textes eine Conditio humana und in Bezug auf den Protagonisten Yōzo eine Konstitution des Unmenschlichen – von Irmela Hijiya-Kirschnereit „conditio inhumana“ genannt – darstellt und dadurch den Anspruch auf universale Gültigkeit erhebt.

## Motive
Insbesondere innerhalb Japans gehört Gezeichnet in der Literaturwissenschaft zu den am häufigsten untersuchten Texten. Jährlich erscheinen zahlreiche Abhandlungen, Analysen und Interpretationen. Jede Darstellung kann daher nur bruchstückhaft sein und muss sich notwendig auf die in der Sekundärliteratur bezeugten bedeutendsten Motive konzentrieren.

### Verbrechen und Strafe

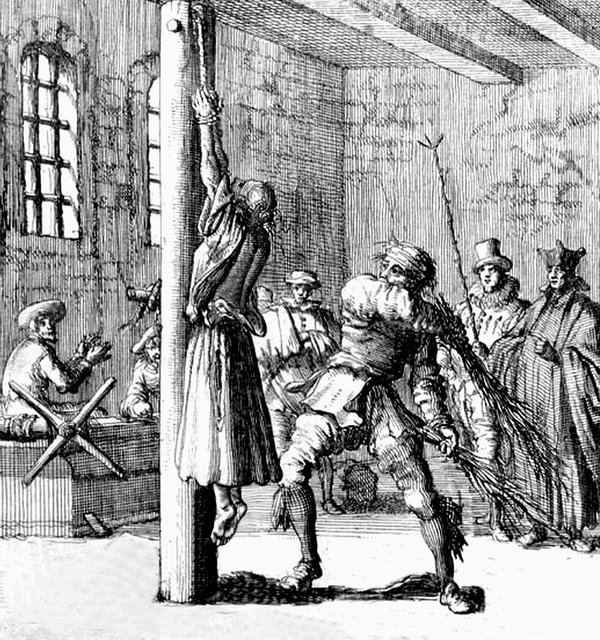
Züchtigung einer Gefangenen in einem städtischen Kerker, 17. Jhdt. Die öffentliche, peinliche Strafe symbolisiert Yōzos Verlangen, für seine „Unmenschlichkeit“, seine angeblichen Missetaten, bestraft zu werden.

“Yōzo harbors intense feelings of guilt over his own abuse, creating a strong desire to be punished for what he views as his own wrongdoings.”

„Yōzo hat starke Schuldgefühle wegen seines eigenen Missbrauchs, was in ihm den starken Wunsch hervorruft, für das, was er als sein eigenes Fehlverhalten ansieht, bestraft zu werden.“

Als Yōzos Frau Yoshiko von einem Bekannten vergewaltigt wird, betrachtet Yōzo den Angreifer bizarrerweise als irrelevant für die Situation. Stattdessen prüft er, ob Yoshiko schuld ist und ob er das Recht hat, über sie zu urteilen. Seine Haltung mutet zwar zweifelsfrei etwas Misogynes an, letztendlich gibt Yōzo aber nicht einmal Yoshiko die Schuld, sondern sich selbst.
Dieses Ereignis beleuchtet die wahre Natur von Yōzos lebenslanger Besessenheit von Schuld und Scham. In diesem speziellen Fall fühlt sich Yōzo schuldig, weil er nichts getan hat, um den Angriff zu verhindern, obwohl er es hätte tun können. Er schämt sich, weil er weiß, dass dies das Ergebnis eines persönlichen Fehlers ist – er ist, wie er sagt, „ohne Autorität“ bzw. „ohne eine Maske des Zorns“. Dieser psychologische Komplex aus Schuld- und Schamgefühlen ist seit seiner Kindheit vorhanden und der Leser kann vermuten, dass seine Gefühle bezüglich des Übergriffs wahrscheinlich seine Gefühle bezüglich seines eigenen Missbrauchs widerspiegeln. Wenn er Gott fragt „Ist Nicht-Widerstand eine Sünde?“, ist die Implikation, dass er mehr über sich selbst als über Yoshiko spricht.
Yōzos Schuld- und Schamgefühle erklären auch seine Obsession mit Bestrafung. Diese Beschäftigung kann einfach als Yōzos Art und Weise verstanden werden, in der er eine Form der Absolution für das Leid sucht, das er anderen zugefügt hat. Interessanterweise gibt es in dem Roman jedoch keinerlei Strafe: weder für Yōzo, noch für die Übeltäter um ihn herum.
Yōzo fragt sich, was das Antonym des Wortes „Verbrechen“ ist – ein Antonym in dem Sinne, dass eine Sache nicht im selben Raum wie die andere existieren kann – und kommt auf „Strafe“. Ihm zufolge ist das Verbrechen nicht unvereinbar mit dem Gesetz oder der Polizei und daher nicht antonymisch zu ihnen. Allerdings könnte das Verbrechen antonymisch mit der wahren Bestrafung sein; tatsächlich sind Verbrechen, Gesetz und Polizei im Roman präsent, aber es gibt keine Bestrafungen. Hieraus stellt sich die Frage, was dann überhaupt ein Verbrechen ist, wenn es antonymisch zur Strafe steht. Wenn ein Verbrechen etwas ist, das nicht vom Verbrecher, sondern vom Opfer empfunden wird (so wie Yōzo sich selbst und Yoshiko die Schuld gibt, obwohl sie die Opfer eines sexuellen Übergriffs waren), dann wäre eine Strafe wohl in der Lage, die Unschuld des Opfers wiederherzustellen, indem sie den Verbrecher das Ausmaß seines eigenen Verbrechens spüren lässt.
Wenn Yōzo auf seinen Glauben an Gott verweist, spricht er davon, dass er nur an seine Strafe glaubt. Dies kann als echter Akt des Flehens interpretiert werden, der über den bloßen Wunsch nach Rache hinausgeht. Theoretisch könnte es Yōzo von seinen Scham- und Schuldgefühlen befreien, eine Bestätigung dafür zu erhalten, dass er etwas Unrechtes getan hat. Als er auf dem Polizeirevier gefesselt wird, gibt er immerhin vor, Erleichterung zu empfinden – ein angenehmes Gefühl.

### Das Selbst versus die Gesellschaft

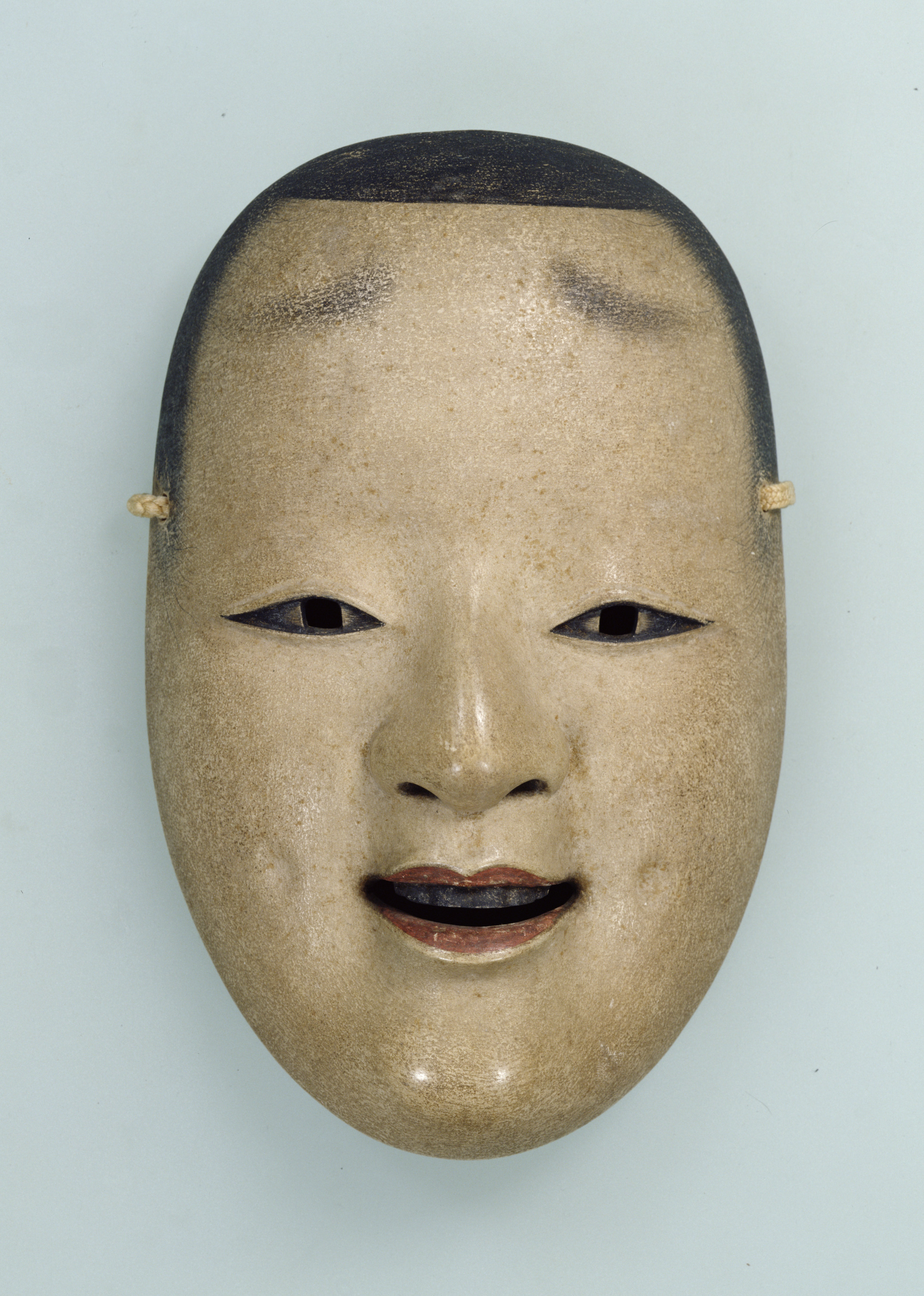
Eine traditionelle Joroku-Nō-Maske. Wegen ihres starren, künstlichen Gesichtsausdrucks in Japan seit jeher ein Symbol für den „Gesichtsverlust“ und das Spielen einer gesellschaftlichen Rolle.

“Yōzo’s lost sense of self and attempts to mask his true identity alienate him from the rest of society.”

„Yōzos verlorene Wahrnehmung seines Selbst und die Versuche, seine wahre Identität zu verbergen, entfremden ihn vom Rest der Gesellschaft.“

Dazais Auseinandersetzung mit dem Selbst und der Gesellschaft erfolgt weitgehend über die Symbolik des Gesichts. Im Prolog des Romans meditiert der Erzähler über die undurchschaubaren Qualitäten von Yōzos Gesicht: „unheimlich vergesslich“ und nicht in der Lage, den Eindruck eines menschlichen Gesichts zu vermitteln. Einerseits soll dieser Abschnitt Yōzos Selbstwahrnehmung bekräftigen, dass er etwas „Monströses“ ist, ein Wesen, das von Geburt an nicht die Fähigkeit hat, ein soziales Wesen – ein Mensch – zu sein. Andererseits weisen diese Bilder auch auf eine andere Erklärung hin, die wohl die eigentliche Tragödie darstellt: Yōzo ist nicht daran gescheitert, ein Mensch zu sein, sondern daran, dass er nicht als solcher erkannt wurde. Da das Gesicht im Grunde ein Symbol der sozialen und moralischen Würde ist (daher Ausdrücke wie „das Gesicht wahren“ oder „sein Gesicht nicht zeigen können“), bedeutet das Verschwinden oder die Entstellung des Gesichts im Grunde, dass einem die Würde genommen wird. Es bedeutet, Scham, Schuld und Misshandlung zu erfahren.
Darüber hinaus ist das Gesicht auch die Maske des Selbst, die alle sozialen Interaktionen vermittelt; die Beschreibung von Yōzos unmenschlichem und vergesslichem Gesicht symbolisiert seine sozialen Beeinträchtigungen. Er ist nicht in der Lage, eine tiefgehende Beziehung einzugehen oder gar zu glauben, dass Liebe zwischen Menschen existieren kann. Er ist auch nicht in der Lage, seine Existenz oder sein Menschsein unter anderen Menschen zu behaupten.
Das Verschwinden und die Entstellung von Yōzos Gesicht lassen ihn jedoch nicht völlig ohne Hoffnung. Er findet Trost in den entstellten Gesichtern auf den Gemälden von Vincent van Gogh und Amedeo Modigliani, Gesichter von „Geistern“, wie er sie nennt bzw. von Menschen, deren moralische Präsenz so gut wie verschwunden zu sein scheint. Die Begegnung mit diesen Gemälden bringt ihn zu der Erkenntnis, dass man in der Kunst die Fähigkeit hat, „nach wiederholten Verletzungen und Einschüchterungen durch Menschen … diese Ungeheuer so darzustellen, wie sie erschienen waren.“ Yōzo beginnt eine Zeit lang mit der Malerei, wobei er sich auf Selbstporträts konzentriert. Dort findet er, wenn auch nur für kurze Zeit, einen Weg, das Gesicht wiederzufinden, das er verloren hat.

### Väter und Söhne
“The mistreatment Yōzo receives from his father throughout his childhood affects Yōzo’s perception of others as well as his own self-respect.”

„Die Misshandlungen, die Yōzo während seiner gesamten Kindheit von seinem Vater erfährt, wirken sich auf Yōzos Wahrnehmung anderer und auf seine Selbstachtung aus.“

Yōzos Vater ist während der gesamten Geschichte physisch abwesend, aber dennoch stets präsent. Was auch immer in der Vergangenheit zwischen ihnen vorgefallen ist, Yōzo ist nicht bereit, es zu erwähnen oder auch nur anzudeuten. Abgesehen von einer Geschichte aus seiner Kindheit erwähnt er keine weiteren Interaktionen mit seinem Vater. Stattdessen bleibt es dem Leser überlassen, die wahrscheinlichen Ereignisse allein aus Yōzos Reaktionen zu erschließen. Yōzos unnatürlich ängstliche Haltung gegenüber anderen Menschen spiegelt seine ängstlichen Reaktionen auf seinen Vater wider; die Art und Weise, wie er die Angst beschreibt, dass die Menschen um ihn herum plötzlich in Gewalt ausbrechen werden – dass sie jeden Moment bereit sind, um sich zu schlagen –, deutet auf die wohl gewaltsame Behandlung hin, die er von seinem Vater erfahren hat.
Yōzo ist der Überzeugung, dass er mit einer „sozio-moralischen Missbildung“ geboren wurde; dass Gott nicht auf Jungen hört, die ihren Vätern nicht gehorchen und dass er jeden „Schlag des Zorns“ verdient, den er von anderen Menschen erhält. Gegen Ende des Romans weist die Dame der Bar in Kyōbashi auf Yōzos Vater als Ursache für dessen Alkoholismus hin. Unabhängig davon, ob dies stimmt oder nicht, lässt sich kaum leugnen, dass Yōzos Vater einen starken Einfluss auf die Entwicklung der Persönlichkeit seines Sohnes und dessen Ansichten über sich und die Gesellschaft hatte.

### Frauen, Liebe und Familie als vergebliche Erlösung

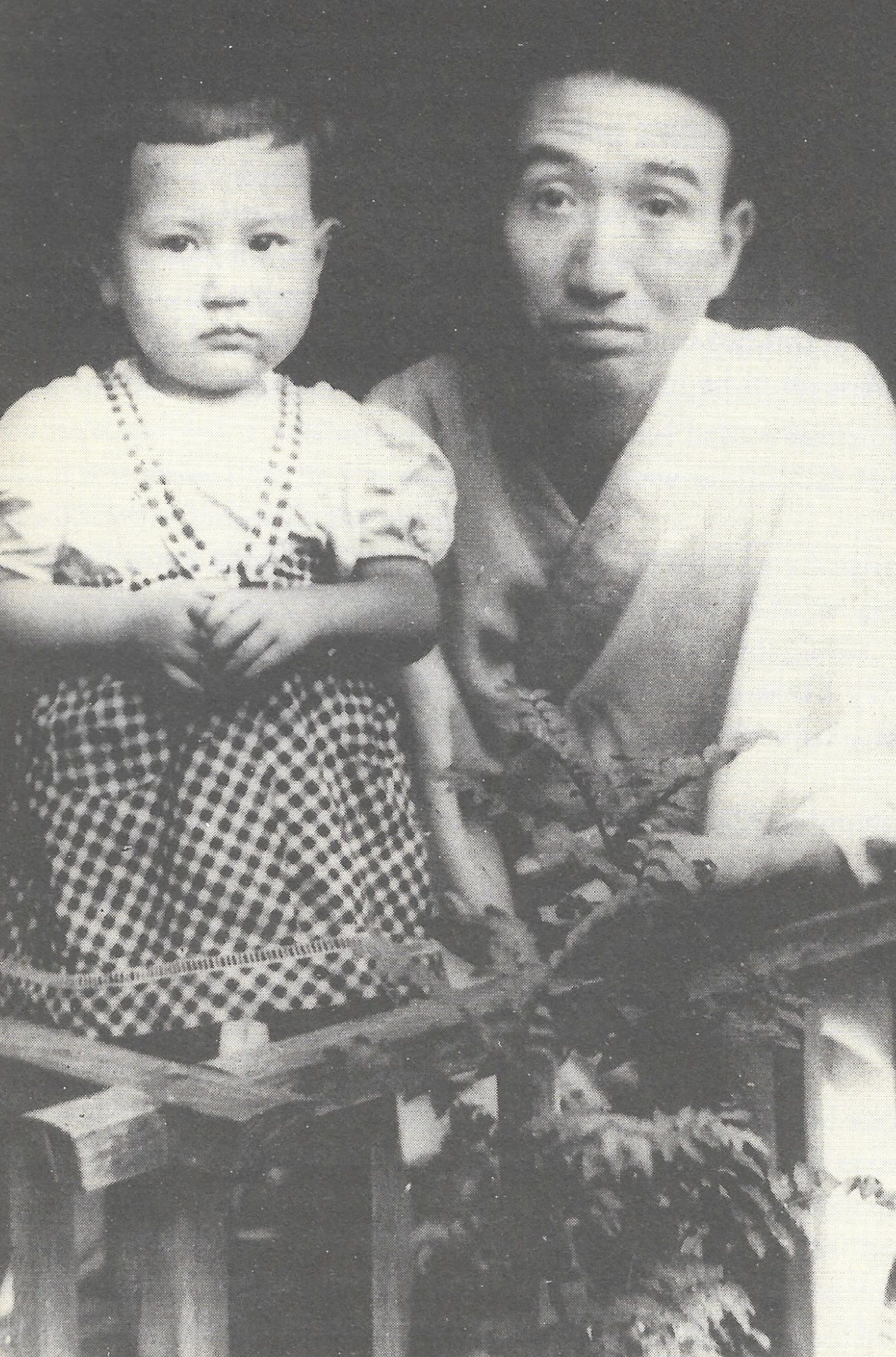
Dazai mit seiner ersten Tochter, Sonoko, im Jahr 1944.

“For Yōzo, the family (ie) is a miniature of society, a concentration of the humanity that suffocates him. Opposed to it are the naive women, the prostitutes, in whose presence Yōzo feels at ease since he considers them as inhuman as himself. […] In his love for Yoshiko, Yōzo believes a way out of the vicious circle, only to see her ‘violated’ before his eyes.”

„Die Familie (ie) ist für Yōzo eine Miniatur der Gesellschaft, eine Konzentration von der Menschlichkeit, die ihn erstickt. Ihr entgegen stehen die naiven Frauen, die Prostituierten, in deren Anwesenheit Yōzo sich Wohl fühlt, weil er sie für genauso unmenschlich hält, wie sich selbst. […] In seiner Liebe zu Yoshiko glaubt Yōzo einen Ausweg aus dem Teufelskreislauf zu finden, nur um sie vor seinen Augen „geschändet“ zu sehen.“

Die Flucht in die Liebe in Yōzos Geschichte ist eine, die kaum als eine rettende Gnade in seinem Leben angesehen werden kann. Er wird ungewollt zum Frauenheld, ist aber entsetzt über die Erkenntnis, dass Frauen entweder bereit sind, sich ihm unterzuordnen und ihre Identität zu verlieren oder ihn dominieren wollen. Trotz der wiederholten Erfahrungen mit Frauen, die ihn dazu gebracht haben, sie zu ächten und seine Selbstachtung zu verlieren, versucht er zum Ende des Romans als letzte Flucht aus seiner Misere, eine Liebe zu dem Mädchen Yoshiko aufzubauen. Er ist beeindruckt von ihrer „makellosen Vertrauenswürdigkeit“ und anderen Beispielen der Aufrichtigkeit. Mitten in seinem Versuch, das Glück in der Liebe zu finden, sieht er, wie seine Frau vergewaltigt wird, und sein „Haar ist in dieser Nacht vorzeitig ergraut. Ich hatte nun jegliches Vertrauen in mich selbst verloren, zweifelte an allem Gemeinen ins Unermessliche und gab alle Hoffnung auf die Dinge dieser Welt auf, alle Freude, alle Sympathie, für immer. Das war der entscheidende Vorfall meines Lebens. Ich war an der Stirn zwischen den Augenbrauen gespalten worden, eine Wunde, die bei jeder Berührung mit einem Menschen schmerzhaft pochen sollte.“ Die Vergewaltigung als Symbol der äußersten Erniedrigung war in Dazais Werk schon früher zu sehen gewesen.
Für Yōzo ist die Idee des Familienglücks ein unsinniges Konzept; die Familie ist in seinen Augen ein Wesen wie ein „fleischfressendes Ungeheuer“ oder ein „Leviathan“, keineswegs wie ein „zahmes Tier, auf dem alle Individuen in Harmonie reiten.“ Der Familie steht das Bild der Prostituierten entgegen, einer Berufsgruppe, die er für „niederträchtig“ hält. Dass er sich in den Armen von Prostituierten „sicher fühlte“, zeigt seine tiefe Affinität zu solchen Personen, die wie er „Unmenschen“ sind. Die „Unmenschlichkeit“ ist in dieser Hinsicht für ihn der wünschenswerte Zustand, eine Antithese zu den Werten des Kollektivs, während die „Menschlichkeit“ eine Qualität ist, die der Gesellschaft und Familie innewohnt. Heißt: Während Prostituierte die „Unmenschlichkeit“ mit Yōzo teilen und ihn dadurch anziehen, ist die menschliche Familie von einer „Menschlichkeit“ besessen, die so „maschinell und überwältigend“ ist, dass er sie niemals verstehen könne. Das führt nicht nur zu der Entfremdung Yōzos von seiner Kindheitsfamilie, sondern auch zu seiner Distanz und letztlich seiner Flucht vor der kleinen Familie Shizukos:

„Ich konnte mir Prostituierte nie als menschliche Wesen oder gar als Frauen vorstellen. Sie erschienen mir eher wie Schwachsinnige und Irre. Aber in ihren Armen fühlte ich mich geborgen. Ich konnte tief und fest schlafen. Es war bewundernswert, wie frei von Gier sie wirklich waren. Und vielleicht, weil sie für mich so etwas wie eine Affinität zu ihrer Art empfanden, zeigten mir die Prostituierten immer eine natürliche Freundlichkeit ohne Hintergedanken, eine Freundlichkeit ohne Verkaufsdruck, für jemanden, der vielleicht nie wiederkommt. In manchen Nächten sah ich über den Köpfen dieser schwachsinnigen, verrückten Prostituierten den Heiligenschein der Maria.“

Yōzo ist die Erweiterung all dessen, was Dazai im Laufe seiner Karriere in Bezug auf die Familie und das Individuum in ihr angedeutet hatte: Die Familie ist gewaltiger als der Einzelne und erdrückt ihn mitsamt seiner Individualität, sobald er den Finger des Protests erhebt.

### Kritik am japanischen Kollektivismus

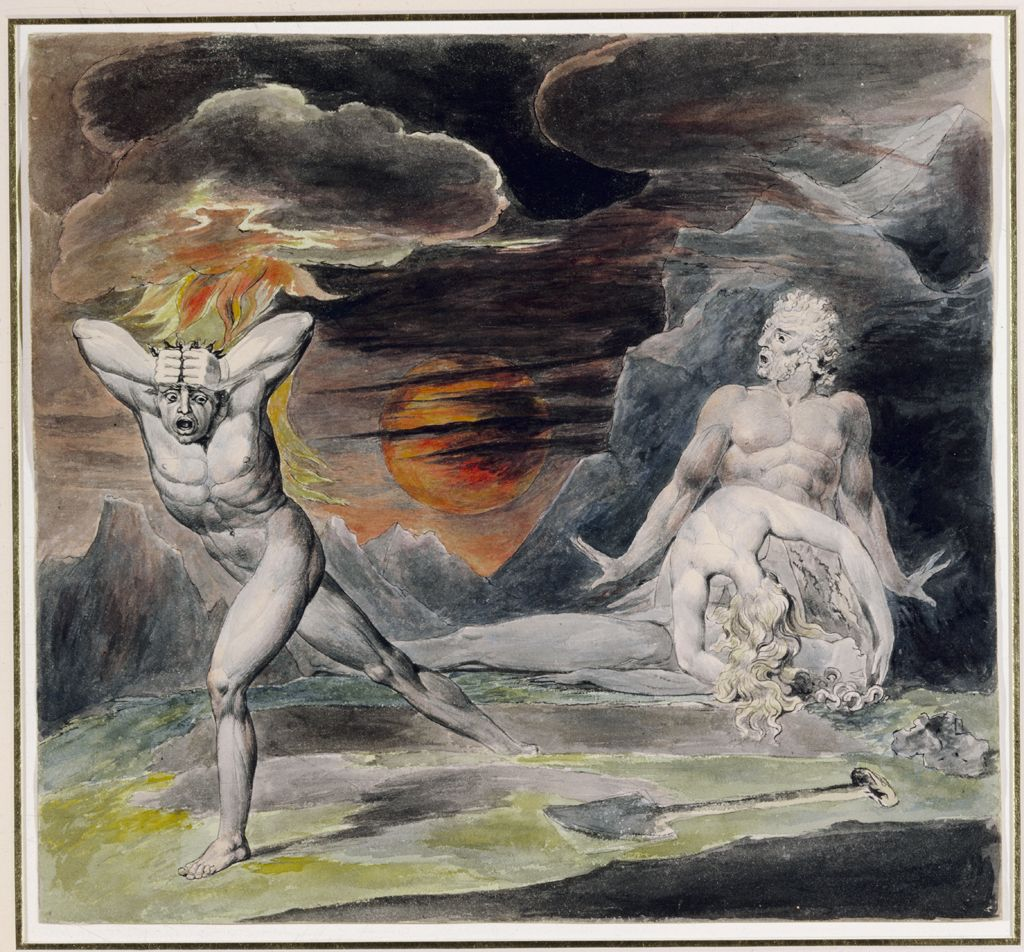
William Blakes Bildnis Cain Fleeing from the Wrath of God (dt. Kain flieht vor Gottes Zorn). Yōzo glaubt für sich nicht an einen barmherzigen, sondern einen strafenden Gott. Die Barmherzigkeit Gottes käme nur diesen zugute, die Teil des japanischen Kollektivs sind, dem Yōzo nicht angehört.

„Gezeichnet ist ein Beispiel aus der japanischen Literatur, in welcher ein Suizid gerechtfertigt wird, während er zugleich als Fluchtmittel vor seelischem Leid dient und in einem weiteren Schritt als Kritik an bestehenden gesellschaftlichen Zuständen fungiert […].“

Das Außenseiterdasein Yōzos, der vom Prolog bis zum letzten Heft stets enthumanisiert und vertiert wird, drängt ihn seit seiner Geburt in das soziale Abseits. Dieser ohnehin schwierige Umstand erschwert sich dadurch, dass in der japanischen Bevölkerung – im Gegensatz zum individualistisch geprägten Westen – gesellschaftliche Konformität (Kollektivismus) in Form eines vorgeschriebenen sozialen Verhaltenskodex erwartet wird. Dieses Außenseiterdasein führt bereits im Kindesalter dazu, dass er, um die Harmonie der Gruppe wahren zu können, seine empathische und emotionale Inkompetenz durch Albernheiten zu überdecken versucht:

„Bring sie zum Lachen, die Menschen, sagte ich mir, egal wie, dann merken sie vielleicht nicht, dass du außerhalb dessen stehst, was sie Leben nennen; auf keinen Fall darfst du ihnen ein Dorn im Auge sein, du bist das Nichts, bist Wind, bist Luft – solche Gedanken wurden immer stärker in mir, und so brachte ich meine Familie durch Clownerie zum Lachen.“

Die menschliche Marginalisierung und die vollkommene emotionale Abgeschlagenheit Yōzos führt bei ihm zu einer tiefen Angst gegenüber anderer Menschen:

„Tief in meiner Brust wand sich zwar weiterhin – und mit durchaus unverminderter Heftigkeit – die Schlange meiner Menschenangst, doch war meine Schauspielkunst so weit fortgeschritten, dass ständig die ganze Klasse grölte.“

Takeo Okuno bezeichnete diese Angst in einer 1984 veröffentlichten Abhandlung als die „Unfähigkeit des Individuums im Strom des gesellschaftlichen Zwangs durch alle Erwartungen, die an das Individuum gerichtet werden, umzugehen, da jeder Kontakt zu anderen Menschen zu einer Überforderung seitens des Protagonisten führt.“ Diese Überforderung wird in verschiedenen Textstellen ersichtlich, indem Yōzo seine Menschenangst mit Abhängigkeit und Freiheitsberaubung in Verbindung bringt. So etwa: „Ich sehnte mich so sehr danach, frei zu sein, dass mir die Augen verschwammen.“ Mit Ausnahme der tief verankerten Angst und jenem bezeichneten Freiheitsdrang empfindet Yōzo die gesamte Erzählung hindurch keine Emotionen.
Dadurch, dass Yōzo außerhalb der Gesellschaftskonformität steht, sucht er nunmehr prozesshaft nach seinem eigenen moralischen Existenzsinn. Doch da er in einer kollektivistischen Gesellschaft nie die Unterstützung erhielt, seine eigene Individualität zu erkunden und auszuweiten, findet er sich zwangsläufig im Nihilismus wieder. Yōzos nihilistisches Weltbild zeigt sich durch seinen Gottesbezug, dessen erlösende Rolle jedoch nur den „Menschen“ zugutekommt. Gott wird dem Außenseiter einer Gesellschaft als Trugbild gegenübergestellt; so konstituiert sich Yōzo immer wieder als marginalisierten Antichristen, indem er durch sein bloßes Dasein gegen die Zehn Gebote verstößt: „Ich habe mir sogar schon vorgestellt, dass mir zehn Übel anhafteten“. Die Selbstkonstitution zu einem Antichristen findet im Gespräch mit der fünfjährigen Shigeko eine explizite Zuspitzung, nachdem diese ihn fragt, ob man von Gott alles bekommen könne, wenn man bloß frömmig ist:

„‘Ja, das stimmt, du würdest bestimmt alles von ihm bekommen. Ich vielleicht nicht.’ Selbst Gott fürchtete ich. Denn an Gottes Liebe konnte ich nicht glauben, nur an seine Strafe. Glaube. Das war, wollte mir scheinen, nichts weiter als der Weg zum Strafpodest, wo man gesenkten Hauptes die Peitsche Gottes zu erwarten hatte. An die Hölle, gewiss, doch an den Himmel, nein, daran konnte ich nicht glauben.“

Durch die Unterscheidung zwischen sich selbst und Shigeko verweist Yōzo auf diejenigen, die innerhalb dessen, „was die Menschen Leben nennen“ stehen und sich, der sich Außerhalb dessen befindet. Dadurch, dass Gott ihm nicht beisteht, trägt Yōzo das Laster der Eigenverantwortung, die ihn gegen Ende der Geschichte – nunmehr durch Alkohol- und Morphiumabhängigkeit ganz am Rande der Gesellschaft angekommen – zur Frage bringt, was den Menschen und die Gesellschaft überhaupt ausmache. Seine Erkenntnis lautet nunmehr: „Die Gesellschaft, das ist das Individuum!“; er selbst hat als unmenschliches Wesen keinen Nutzen für andere, ist dadurch aber auch niemandem mehr Rechenschaft schuldig:

„Die Kröte bin ich. Ob die Gesellschaft mir verzeiht, ob sie mich verstößt oder nicht, darum es gar nicht. Ich bin weniger als ein Hund oder eine Katze. Ich bin eine Kröte.“

Aus all diesen Erkenntnissen schließt sich der Kreis: Der Suizid fungiert als Flucht aus jenem „gespensterhaften“ Individuenkampf und allen überfordernden sozialen Abhängigkeiten sowie Verpflichtungen, die durch Erwartungshaltung der Mitmenschen folgen. Und dadurch, dass Yōzo offenkundig kein Teil mehr des japanischen Kollektivs ist, muss er seinen Suizid nicht rechtfertigen – weder untersteht er demselben Gott wie das Kollektiv, noch macht sein Ableben für dieses einen Unterschied.

## Übersichten und Kurzanalysen nach Kapiteln

### Prolog und Heft 1

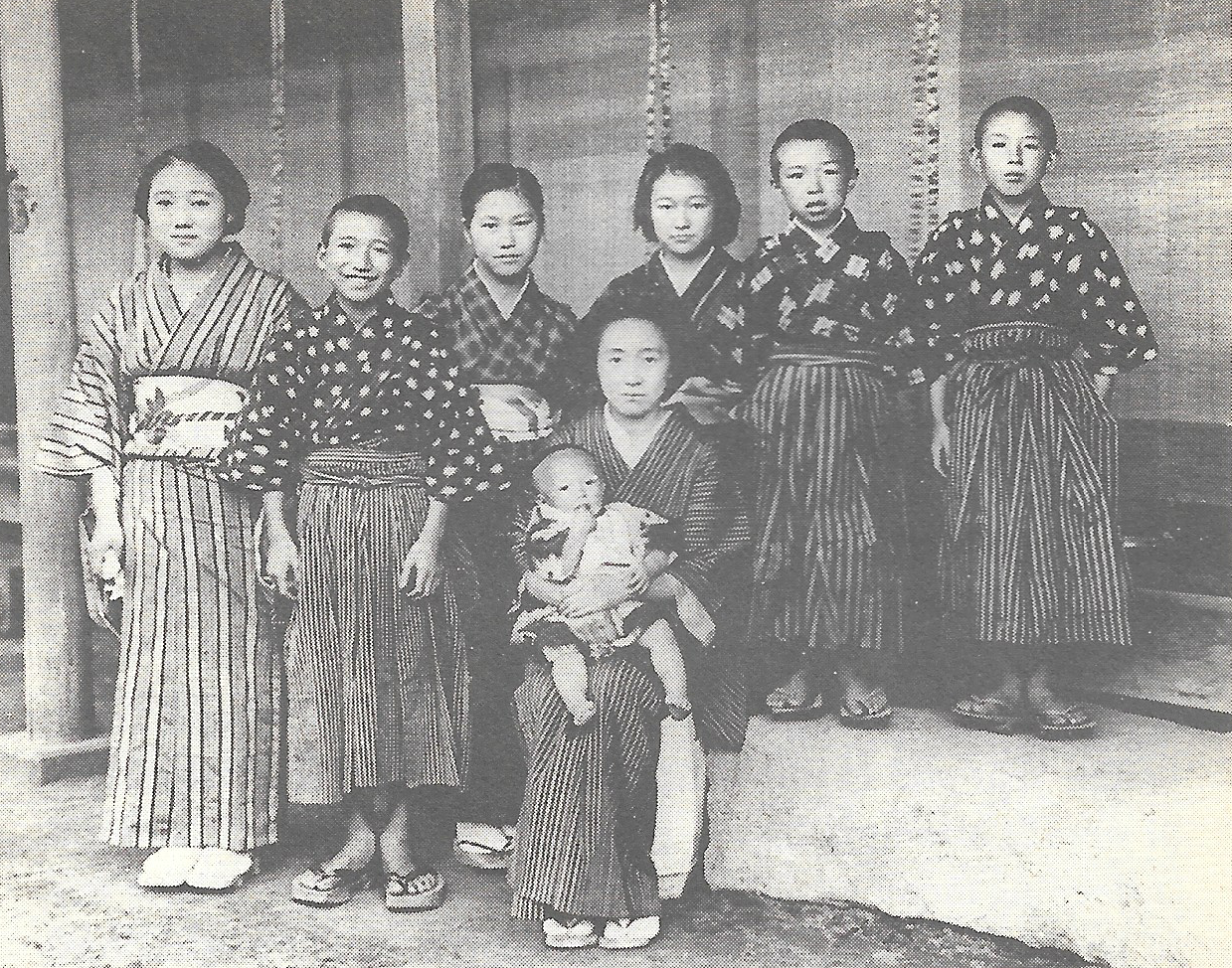
Osamu Dazai (Zweiter von links), circa 1920. Diese reale Fotografie ist die Inspiration für das erste im Prolog beschriebene Foto.

Der Prolog wird aus der Perspektive eines namenlosen Erzählers geschildert, der dem Leser einen Blick von außen auf Yōzo ermöglicht. Das autobiografische Element des Romans wird weiter dadurch verstärkt, dass das erste im Prolog beschriebene Foto einem realen Foto von Osamu Dazai mit seiner Familie nachempfunden ist – auf diesem ist er der Einzige, der in einer Reihe düsterer Gesichter lächelt.
Die Bedeutung des namenlosen Erzählers wird erst im Epilog wieder aufgegriffen. Es stellt sich heraus, dass er ein Romanautor ist, der sich für Yōzos Leben interessiert. Da Gezeichnet durch die Perspektive einer Figur geschildert wird, die zu Yōzos Leben eine Distanz hat, bietet es einen aufschlussreichen Kontrast zwischen Yōzos Selbstbeobachtung und der Meinung anderer Leute über ihn. Dieser Kontrast dient dazu, eines der Hauptthemen des Romans zu erkunden: Die Wahrnehmung des Selbst. Während Yōzo seine eigene Existenz als erbärmlich und beschämend empfindet, zeigt sich, dass die Menschen in seinem Leben ihn als lustig, offen und sympathisch wahrnehmen.
Ein wichtiger Aspekt des ersten Hefts ist Yōzos komplexe Beziehung zu seinem Vater. Obwohl er nicht näher auf seine Gefühle ihm gegenüber eingeht, lässt sich erschließen, dass dieser einen wesentlichen Teil zu Yōzos Entfremdung und sozialer Angst beigetragen hat. Als sein Vater versucht, eine Beziehung zu seinen Kindern aufzubauen, indem er sie nach Geschenkwünschen fragt, gibt Yōzo keine zufriedenstellende Antwort. Dieses Scheitern rührt von Yōzos Angst her, irgendeine Art von Bedürfnis oder Wunsch zu äußern: „Wenn ich etwas mochte, kostete ich es zögerlich, heimlich, als wäre es extrem bitter. In jedem Fall wurde ich von unsagbarer Angst geplagt.“ Danach ist Yōzo erneut gezwungen, zu unehrlicher Clownerie zu greifen, um der „Rache“ seines Vaters zu entgehen. Das Symbol der Löwenmaske bringt Yōzos Überzeugungen auf den Punkt: Um die Menschen um ihn herum zu beschwichtigen, muss er eine bunte und lustige, aber hohle Maske tragen.

### Heft 2
Im zweiten Heft äußert Yōzo zum ersten Mal seinen persönlichen Ehrgeiz, ein ernsthafter Künstler zu werden. Sein Vater möchte, dass er Beamter wird und schickt seinen Sohn zum Studium an eine Universität in Tokio, wo Yōzo sein Studium wiederholt vernachlässigt. Die Anwesenheit seines Vaters in seinem Leben wird erneut thematisiert, da Yōzo die zeitweiligen Aufenthalte von diesem im Stadthaus als „bedrückend und einschüchternd“ beschreibt. Immer, wenn sein Vater in der Nähe ist, spielt Yōzo die Rolle des fleißigen Schülers; insgeheim übt er sich im Skizzieren und Malen.
Durch den Besuch eines Kunstkurses in Hongo lernt Yōzo Horiki kennen. Dieser weiht ihn in seine Laster ein und wird im Laufe des Romans einen negativen Einfluss auf ihn ausüben. Jedes Mal, wenn Horiki in Yōzos Leben zurückkehrt, sind die Folgen katastrophal.
Horiki lehrt Yōzo auch, die Gesellschaft von Prostituierten zu nutzen, was ihm allmählich eine Art Charme und Leichtigkeit im Umgang mit Frauen verleiht. Zu dieser Zeit zieht Yōzo die Aufmerksamkeit mehrerer Frauen auf sich – die Tochter seines Vermieters und eine seiner „Genossinnen“ aus der marxistischen Organisation sind die „lästigsten“ von ihnen. Obwohl Yōzo mit den Frauen, die sich in ihn verlieben, problemlos spricht und sogar mit ihnen schläft, verachtet er sie innerlich. So wie er früher die Rolle des Narren spielte, spielt Yōzo jetzt die Rolle des willigen Liebhabers. Diese komplexe Beziehung zu Frauen wird in Yōzos Leben eine wichtige Rolle spielen, vor allem in den kommenden Kapiteln.

### Heft 3 – Teil 1

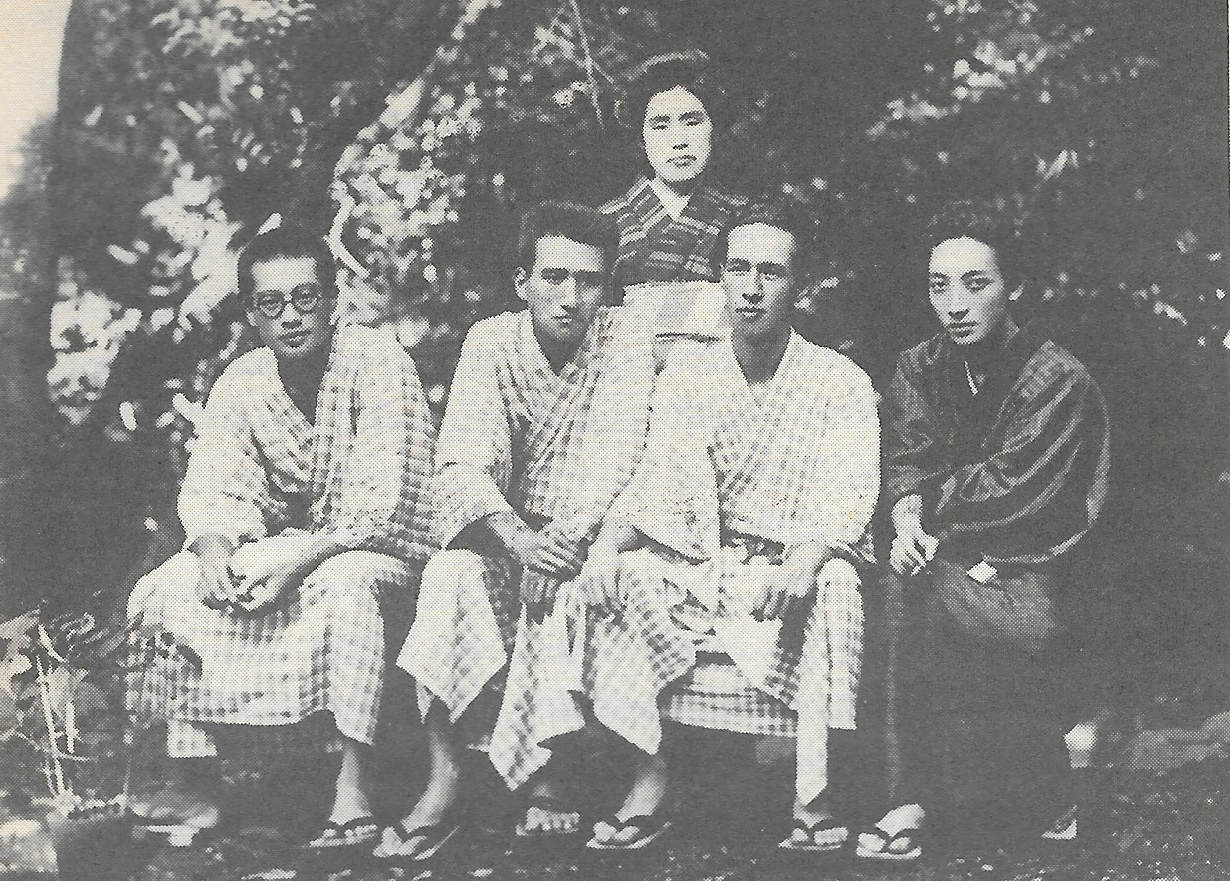
Osamu Dazai (Zweiter von links) mit Freunden in einem Yugawara Onsen im Jahr 1935. Links sitzt der bekannte Autor Dan Kazuo. Die Person rechts ist Dazais bester Freund Zenshirō Kodate, mit dem Dazais erste Frau Hatsuyo Oyama Ehebruch begangen hat. Dieser ist mehreren Literaturkritikern nach wohl das Vorbild für den Vergewaltiger von Yoshiko.

Dieses Heft setzt die doppelte Prophezeiung von Takeichi fort: Erstens, dass Yōzo weiterhin die gleiche katastrophale Anziehungskraft auf Frauen ausübt und Zweitens, dass es den allmählichen Abstieg von Yōzo von jemandem, der ein ernsthafter Maler sein will, zu einem Cartoonisten für pornografische Magazine nachzeichnet. Obwohl die Kunst das Einzige ist, was er ernsthaft betreibt, erhält Yōzo wenig bis gar keine Unterstützung für seine ernsthaften künstlerischen Bestrebungen. Außerdem gerät er aufgrund seiner finanziellen Abhängigkeit in eine Beziehungsfalle. Er wird gegenüber Shizuko verbal ausfällig und stiehlt sogar einige ihrer Sachen für Geld. Eine Szene, die er später miterlebt, gibt ihm das Gefühl, dass Shizuko und Shigeko immer noch fähig sind, glücklich zu sein und dass seine weitere Anwesenheit dies zerstören könnte.
Interessanterweise beginnt Yōzo ab diesem Teil, Gott zu erwähnen und ihn in seinen Erzählungen anzusprechen, was darauf hindeutet, dass die Frage des Glaubens – nicht unbedingt des religiösen Glaubens – für ihn wichtig geworden ist. Wie er es ausdrückt: „Ich konnte nur an seine Strafe glauben. Glaube … war der Akt, der Gerechtigkeit mit gesenktem Kopf entgegenzutreten, um die Geißel Gottes zu empfangen.“ Als seine Stieftochter ihn fragt, warum Gott ihm jemals seine Liebe oder Barmherzigkeit vorenthalten würde, antwortet er, dass er nicht auf seinen Vater gehört hat. Es zeigt sich also eine Fortsetzung von Yōzos auf Scham und Schuld basierendem psychologischen Komplex sowie die entscheidende Rolle, die Yōzos Vater bei der ursprünglichen Entstehung dieses Denkens spielte.

### Heft 3 – Teil 2
Yōzos ursprüngliche Anziehungskraft auf Yoshiko beruht auf seinem Idealbild von sich selbst. Er sieht Yoshiko als unversehrt, unschuldig und übermäßig vertrauensvoll, was in direktem Gegensatz zu seinem traumatisierten, schuldbeladenen und ängstlichen Selbstverständnis steht – ihre „Reinheit“ ist der Gegensatz zu seiner „Verunreinigung“. Als Yoshiko vergewaltigt wird und sich in ein Spiegelbild seiner selbst verwandelt, beginnt er, sie mit Distanz und Ressentiments zu behandeln. Zweifelsohne ist auch ein Element der Frauenfeindlichkeit im Spiel, aber Yōzo projiziert auch seinen eigenen Selbsthass auf Yoshiko. Der Vorfall ist ein Auslöser für Yōzos eigene Erfahrung mit sexuellem Missbrauch; in seinem Kopf sind die Fragen, die er Gott stellt, nicht so sehr Fragen über Yoshiko, sondern über sich selbst. Er fragt, ob Vertrauen und Nicht-Widerstand die Quelle aller Sünde sind. Der Gedanke, er werde vielleicht dafür bestraft, die Vergewaltigung nicht aufzuhalten, erinnert an Yōzos Gebet zu Gott in einem früheren Kapitel: „Verschaffe mir eine Maske des Zorns.“ Es wird angedeutet, dass der Zorn für Yōzo die Möglichkeit der Vergebung schaffen könnte. Tatsächlich wird die Beziehung zwischen Zorn und Vergebung von ihm indirekt angesprochen, wenn er sagt, dass das Recht zu vergeben nur jemandem zusteht, der Autorität hat. Im Umkehrschluss würde dies bedeuten, dass das Recht, wütend zu sein, auch das Recht zu vergeben ist – und, wie Yōzo überlegt, vielleicht auch mit dem Recht verbunden ist, dass ihm vergeben wird.

## Autobiografischer Bezug
Gezeichnet weist erhebliche Parallelen zu Osamu Dazais eigenen Erlebnissen auf, sodass der Roman allgemein als autobiografisch bezeichnet wird. Spätestens mit dem Fund eines Tagebucheintrags Dazais im Jahr 2018, in welchem er sein Ziel formulierte, sein Leben zu rekonstruieren, gilt dies als gesichert.
Dazai, das Pseudonym Shūji Tsushimas, wurde in der Präfektur Aomori in Kanagi, dem nördlichsten Teil der japanischen Hauptinsel Honshū, geboren. Sein Vater, Gen’emon Tsushima, war Beamter und wurde 1906 in den japanischen Reichstag gewählt, dem er bis 1922 angehörte. Im selben Jahr wurde er in das japanische Herrenhaus gewählt, starb aber nur drei Monate später im Jahr 1923. Sein politischer Dienst führte dazu, dass er aus dem Leben des jungen Dazai weitgehend verschwunden war. Der Umgang mit seinen Kindern wurde als „distanziert“ und „militant“ beschrieben. Dazais Mutter war schwer krank, so dass sie ihre Kinder in die Obhut ihrer zahlreichen Bediensteten gab. In einem unter dem Namen Erinnerungen veröffentlichten Tagebucheintrag deutete Dazai an, im Alter von sieben Jahren von einer der Bediensteten – der Krankenschwester Take Chikamura – sexuell missbraucht worden zu sein:

„Ich habe nach der Einschulung aufgehört, ein Kind zu sein. Damals lehrte mich die Krankenschwester meines jüngeren Bruders etwas, das mir den Atem raubte. Ich muss etwa sieben Jahre alt gewesen sein […], mein Bruder war drei Jahre jünger als ich und die Krankenschwester verscheuchte ihn. […] Nachdem er weg war, nahm sie mich in den Arm und wir rollten uns im hohen Gras herum. Danach spielten wir unser ‚kleines Geheimnis‘ im Lagerhaus oder in einem der Schränke.“

Im Alter von dreizehn Jahren trat Dazai in die Aomori Oberschule ein, verließ das Elternhaus und zog zu seiner Tante. Dort begann er mit der Veröffentlichung von Literatur in einer Schulzeitung, die er zusammen mit seinen älteren Brüdern Bunji (späterer Gouverneur von Aomori) und Keiji herausgab. Seine Ambitionen als Schriftsteller sein Glück zu finden, schwanden, als er 1927 an der Universität Hirosaki vom Suizid des modernistischen Schriftstellers Ryūnosuke Akutagawa erfuhr. In einer Zeit tiefgreifender Veränderungen in Japan, als das Land nach der relativ demokratischen Periode nach dem Ersten Weltkrieg in den Militarismus und Autoritarismus abglitt, in der die Rolle des Kunstschaffenden bedeutungslos zu werden schien, fand sich der junge Schriftsteller inmitten einer existenziellen Krise wieder, die ihn für den Rest seines Lebens begleiten sollte. Im Dezember 1929 unternahm er seinen ersten Suizidversuch durch eine Überdosis Schlafmittel.
Dazai zog 1930 nach Tokio, um an der Fakultät für französische Sprache und Literatur der Kaiserlichen Universität Tokio zu studieren. Er besuchte kaum Vorlesungen, da er seinen Fokus gänzlich auf das Schreiben legte. Für kurze Zeit erhielt er von seiner Familie ein monatliches Taschengeld, welches er meist schon zu Monatsanfang aufbrauchte, weshalb ihm die Finanzierung bald gestrichen wurde. 1930 schloss er sich einer marxistischen Bewegung an und engagierte sich als Bote, obwohl er Tagebucheinträgen zufolge die marxistische Philosophie für unzureichend hielt. Im selben Jahr unternahm er seinen zweiten Suizidversuch, indem er sich zusammen mit einer Barfrau – Tanabe Shimeko (1910–1930) – in einen Fluss in Kamakura warf. Shimeko starb, aber Dazai überlebte, nachdem er von einem Fischerboot gerettet worden war. Die Anklage als Komplize zu ihrem Tod wurde auf Intervention seiner Familie fallen gelassen. Einige Literaturhistoriker mutmaßen, dass Dazai in Folge ein Überlebensschuld-Syndrom entwickelte.
1935 wurde Dazai klar, dass es für ihn (finanziell) keine Möglichkeit gab, sein Studium abzuschließen und er entwickelte eine Pavinal-Abhängigkeit (ein Morphium-basiertes Medikament). 1935 versuchte er erneut, sich das Leben zu nehmen (dieses Mal durch Erhängen), was ihm wieder Mals misslang. Im Anschluss wurde er in eine Psychiatrische Klinik in Tokio eingewiesen. Dem folgte eine Einweisung in ein Krankenhaus aufgrund seiner Morphiumsucht, in der er zu kaltem Entzug gedrängt wurde. Die Erzählung in Gezeichnet wurde insoweit geändert, als dass der kalte Entzug bereits in der Psychiatrischen Klinik angeordnet wurde. Als er 1936 entlassen wurde, erfuhr er von der Affäre seiner Ehefrau, der Geisha Hatsuyo Oyama (1912–1944), die ihn während seines Krankenhausaufenthaltes mit seinem besten Freund Kodate Zenshirō betrogen hatte. Ihr gemeinsamer Suizidversuch durch Schlaftabletten scheiterte und sie ließen sich scheiden.

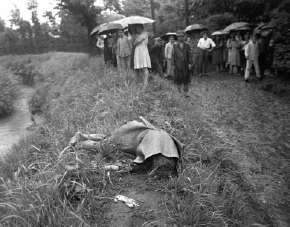
Dazais Leiche.

Im selben Jahr heiratete Dazai die Mittelschullehrerin Michiko Ishihara (1912–1997), mit der er drei gemeinsame Kinder hatte: Sonoko, Masaki und Satoko. In den Kriegsjahren vermied Dazai eine Einberufung, da er an Tuberkulose erkrankt war. Die Jahre unmittelbar nach der Kapitulation Japans im Zweiten Weltkrieg waren für Dazai die produktivsten in seiner literarischen Karriere. Getreu den Konventionen des shishōsetsu nahm Dazai für seine drei bedeutendsten Werke – Villons Ehefrau (1947), Die sinkende Sonne (1947) und Gezeichnet (1948) – weiterhin starke Anleihen bei seinem eigenen Leben. Die sinkende Sonne etwa basiert fast vollständig auf dem Tagebuch einer seiner Fans, Shizuko Ōta (1913–1982), mit der er 1947 eine Affäre hatte.
Im selben Jahr verließ Dazai, inzwischen völlig dem Alkohol verfallen, seine Familie und zog zu seiner Affäre, der Kosmetikerin Tomie Yamazaki (1919–1948). Während seiner Zeit bei ihr vollendete er sein letztes Werk, Gezeichnet. Die beiden begingen im Juni 1948 gemeinsam Suizid, indem sie sich im Tamagawa-Kanal ertränkten. Dazais Leiche wurde am 19. Juni, seinem 39. Geburtstag, gefunden.

## Dieconditio inhumana– Das vorherige Schaffen Dazais als Grundlage fürGezeichnet

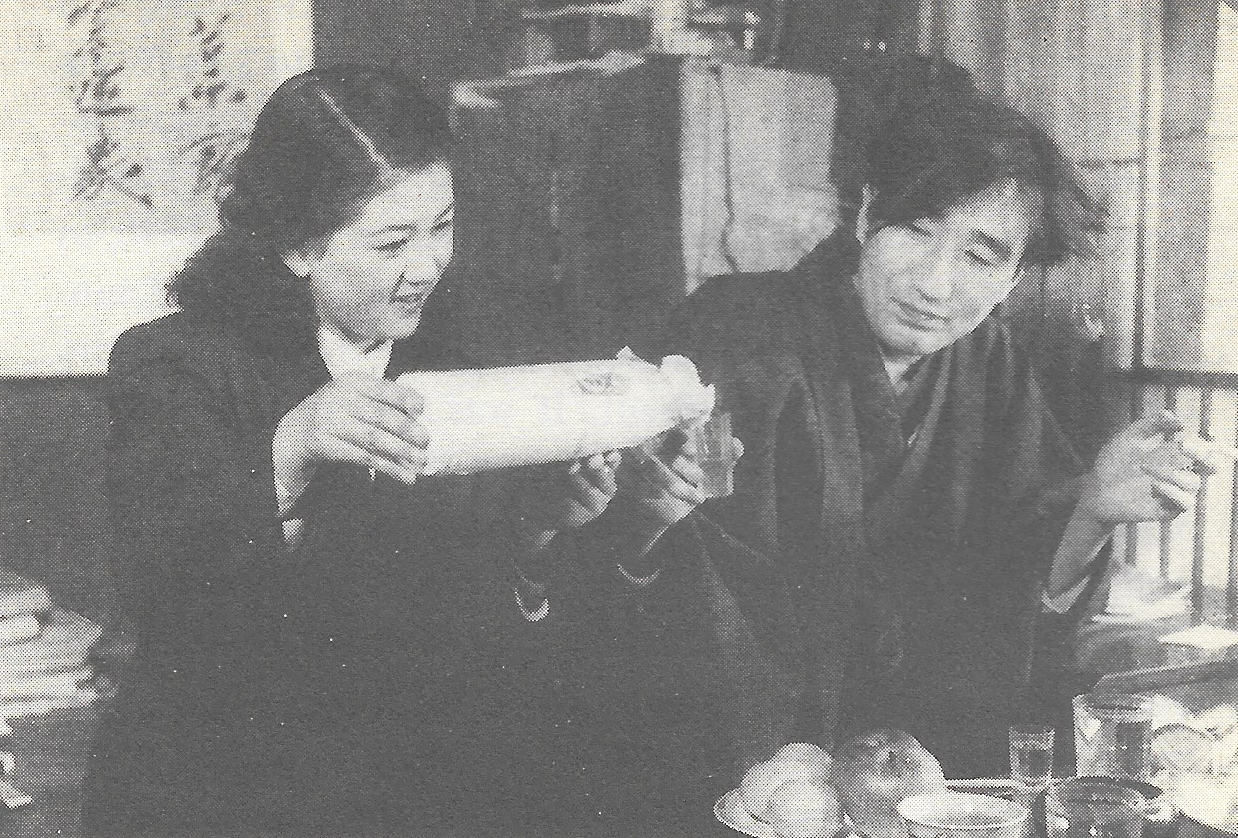
Die Schauspielerin Chieko Seki interviewt Dazai im Frühling 1947 für ein Jugendmagazin über dessen Lebenslauf. Auf der Fotografie schenkt sie dem rauchenden Autor ein Glas Sake ein; im Anbetracht seiner zu dem Zeitpunkt vorangeschrittenen Alkoholkrankheit ein besonders makabrer Anblick.

„Dazai war letztlich ein Mensch, der sich nicht in einer Wechselbeziehung von ‚Gesellschaft‘ und ‚Individuum‘ denken konnte. Anders ausgedrückt: Dazai war ein Mensch, der in seiner Beziehung zur ‚Welt‘ (seken) und ‚Familie‘ (ie) nur sich selbst studieren konnte: Das Motiv der menschlichen Angst war bei Dazai ein schreckliches Bewusstsein der Welt.“

Dazais Insuffizienzgefühl, Othering und letztlich sein Suizid sind elementar auf dessen pessimistisches Weltbild zurückzuführen; seine tiefgreifende Einsicht in die conditio humana, von Irmela Hijiya-Kirschnereit conditio inhumana genannt.
Zeit seines Lebens war Dazai von starken Schuldgefühlen geplagt, die ihn immer mehr sowohl von der innigen Gruppe (ie, ‚Familie‘) als auch dem großen Kollektiv (seken, ‚Welt‘) entfernten; zugleich scheiterte jede seiner Bemühungen diese Distanz einzudämmen: Er fühlte sich als privilegierter Teil einer aristokratischen Familie schuldig, deshalb setzte er sich für den Marxismus ein, nur um diesen als weitere egozentrische, unzureichende Philosophie zu entlarven. Er fühlte sich schuldig, den Tod seiner Affäre verursacht zu haben, aber seine „brutale Aufrichtigkeit“ in der literarischen Verarbeitung gab ihm genauso wenig Seelenruhe wie seine vorherige Unaufrichtigkeit. Er fühlte sich schuldig seine Familie verlassen zu haben, wenn er aber zu ihr zurückkehrt, fühlt er sich – wie einem Tagebuch zu entnehmen ist – „unfrei“ und „in ihren Ketten gefesselt“. Da seine weltlichen Versuche, diese Komplexe zu bekämpfen, zu scheitern scheinen, hoffte er später auf eine überweltliche, konfessionelle Entlastung – eine Erlösung durch Gott. Als auch diese fehlschlägt und in Dazai das Bild eines strafenden, rachsüchtigen Gottes heranreift, verfällt er ganz dem Nihilismus und versucht sich aus seinen „Ketten“ zuerst durch selbstschädigendes Verhalten und letzten Endes durch seinen Suizid zu befreien.
In Dazais Weltbild ist so eine klare Entwicklung von einer Distanziertheit über eine Feindseligkeit bis hin zu einer Widerstandslosigkeit gegenüber der Welt erkennbar. Diese Progression wird durch seine einzelnen Erzählungen in chronologischer Reihenfolge am besten deutlich: Während seine inneren Unruhen in früheren Geschichten ein nebensächliches Element zu einem Ereignis darstellen, so nehmen sie zum Ende seiner literarischen Karriere eine immer dominantere Rolle ein. Gezeichnet wird mithin als Querschnitt aller Themen angesehen, die Dazai in den Jahren zuvor vereinzelt angeschnitten hatte.
Das Verständnis von Dazais früheren Erzählungen als Grundlage für Gezeichnet wurde vor allem in den letzten beiden Jahrzehnten von Literaturhistorikern herangezogen, um den Roman besser zu verstehen.

### Von Frauen(雌に就いて,Mesu ni tsuite) (1936)
Dazais Kurzgeschichte Von Frauen (雌に就いて), erschien 1936 über Sogensha und wurde im Jahr 2002 durch Siegfried Schaarschmidt ins Deutsche übersetzt. Es handelt sich um eine Dramatisierung eines Gesprächs, das einem Doppelsuizid vorausgeht – wohl basierend auf Dazais eigenen Doppelsuizid sechs Jahre zuvor. Der Leser erfährt erst am Ende der Geschichte, das der Protagonist die Absicht hat, sich mit dem schönen Mädchen, das er beschreibt, in den Tod zu stürzen. Der Fokus liegt viel mehr auf den vorausgehenden Gesprächen zwischen den beiden in einer Berghütte: Sie haben keinen wirklichen Draht zueinander, stattdessen sprechen sie miteinander ausschließlich über die tragischen Berichte in der Zeitung.
Zum Ende der Geschichte holt der Protagonist ein Papier aus seinem Koffer und schreibt: „Weil ich schwach bin, weil ich mich in eine Ecke gedrängt fühle, muss ich eine Rolle spielen. Es ist etwas, mit dem ich geboren wurde.“ Der Erzähler beschreibt, dass alles, was der Protagonist in der Erzählung getan hat, eine gespielte Rolle war: Er verletzt das Mädchen absichtlich, „zerschlägt Dinge“, lacht über ihr schmerzverzerrtes Gesicht; doch jede seiner Aktionen soll ein Hilferuf gewesen sein:

„Das, was er in seiner grausamen Kälte wirklich sagt ist: ‚Hilf mir! Kommuniziere mit mir! Teile meine Angst mit mir, damit ich weniger davon habe.‘ Doch sein wortloses Fehlen war vergeblich: Sie erlöste ihre gegeißelte Seele durch den Tod, er überlebte.“

Nicht nur thematisiert Dazai in Von Frauen zum ersten Mal seinen Doppelsuizid mit Tanabe Shimeko – wenn auch abgewandelt, seinen eigenen Aussagen nach liebten sich die beiden innig –, er spricht auch zum ersten Mal das Schauspiel an, mit dem er tagtäglich versucht durch das Leben zu schreiten. Mit dem Doppelsuizid hegte er zum ersten Mal Hoffnung, er würde von einem Gleichgesinnten verstanden werden und sich öffnen können, nur um letzten Endes wieder alleine gelassen zu werden. Die Textstellen wurden später prominent herangezogen, um Dazais Überlebensschuld-Syndrom zu diagnostizieren.

### Gelübdeerfüllung(満願,Mangan) (1938)
Die Kurzgeschichte Mangan (満願, auf Deutsch etwa Gelübdeerfüllung), erschien 1938 lokal in kleiner Auflage und wurde erst 1967 in Osamu Dazai Gesamtwerke (Dazai Osamu zenshū) wiederveröffentlicht. Eine Übersetzung ins Englische durch David J. Brudnoy erschien 1968 unter dem Titel Fulfilment of a Vow. In der Erzählung freundet sich ein Romanautor mit einem Arzt an, der eine strikte Gut-Böse-Philosophie vertritt – die beste Option in einer Situation ist „gut“, alle anderen „böse“. Der Autor beobachtet dessen Umgang mit einer Patientin, die für ihren an Lungenkrebs erkrankten Ehemann Medikamente abholt und den Arzt darum bittet, seinen Gefallen einzuhalten. Am Ende läuft die Frau überglücklich durch ein Blumenfeld und die Frau des Arztes erzählt weshalb: Der Gefallen wurde eingelöst, ihr Mann wurde sterben gelassen.
Thematisch findet sich Dazais Überzeugung wieder, der Tod sei aus einem leidvollen Leben die Beste – sogar nach Lebensphilosophie des Arztes die einzig moralisch „gute“ Entscheidung. Wichtig ist die Erzählung aber vor allem wegen ihres einzigartigen Erzählstiles, der auch für Gezeichnet übernommen wurde: Ein Autor ist Protagonist der Geschichte und gleichzeitig deren passiver Beobachter. Es wird mithin eine Distanz zwischen dem Erzähler und den Hauptpersonen der Geschichte hergestellt, obgleich der Autor gleichsam Erzähler wie Hauptperson darstellt. Die hierdurch entstehenden zwei kubistischen Ebenen betonen die Eigenständigkeit der Figuren sowie die Unfähigkeit des Protagonisten, dem Autor, auf deren Realität einzuwirken. Dasselbe sollte später mit dem Autor in Gezeichnet wiederholt werden, der gleichermaßen Protagonist ist, zeitgleich aber einflusslos Yōzos Geschichte wahrnimmt.
Genauso wie sich Dazai in Gezeichnet sowohl mit dem Romanautor als auch mit Yōzo gleichsetzt, so tut er dies hier zum einen mit dem nostalgisch über den Sommer schwelgenden Autor und den pathetischen Arzt, der sich entschlossen dagegen wehrt, einen Patienten sterben zu lassen.

### I Can Speak(話す,Hanasu) (1939)
Hanasu (話す) oder in der deutschen Übersetzung von Matthias Igarashi aus 2011 I Can Speak, erschien originär im Jahr 1939. Die beiden Protagonisten – ein Autor und ein Trunkenbold – verbringen ihre Zeit vereinsamt im kalten Winter. Der Autor in einer „schäbigen Mietwohnung“, der Trunkenbold draußen in der Kälte. Seelischen Beistand in der harten Zeit leistet ihnen nur der schöne Gesang eines Mädchens aus einer Stahlfabrik; obwohl die Sehnsucht in ihnen wächst, Kontakt zu ihr aufzubauen, können sich beide nicht dazu aufbringen. Der Autor ist zu schüchtern und fürchtet sich, dass das idealisierte Bild des Mädchens verschwindet, wenn er sie kennenlernt. Der Trunkenbold spricht zwar ein Mädchen, eventuell das Mädchen, an, ist aber zu betrunken, um einen klaren Satz auszusprechen. Der Autor beobachtet, erneut distanziert wie in Gezeichnet oder Gelübdeerfüllung, die kläglichen Versuche des Trunkenbolds, ein Gespräch mit dem Mädchen aufzubauen und äußert einen kläglichen Schrei der Hilflosigkeit, dessen Lebensphilosophie die Yōzos widerspiegelt: „Besteht diese Welt aus nichts anderem als Unterwerfung? Besteht sie nur aus dem Ertragen von Elend?“

### Erhöre mein Flehen(駈込み訴へ,Kakekomi Uttae) (1940)

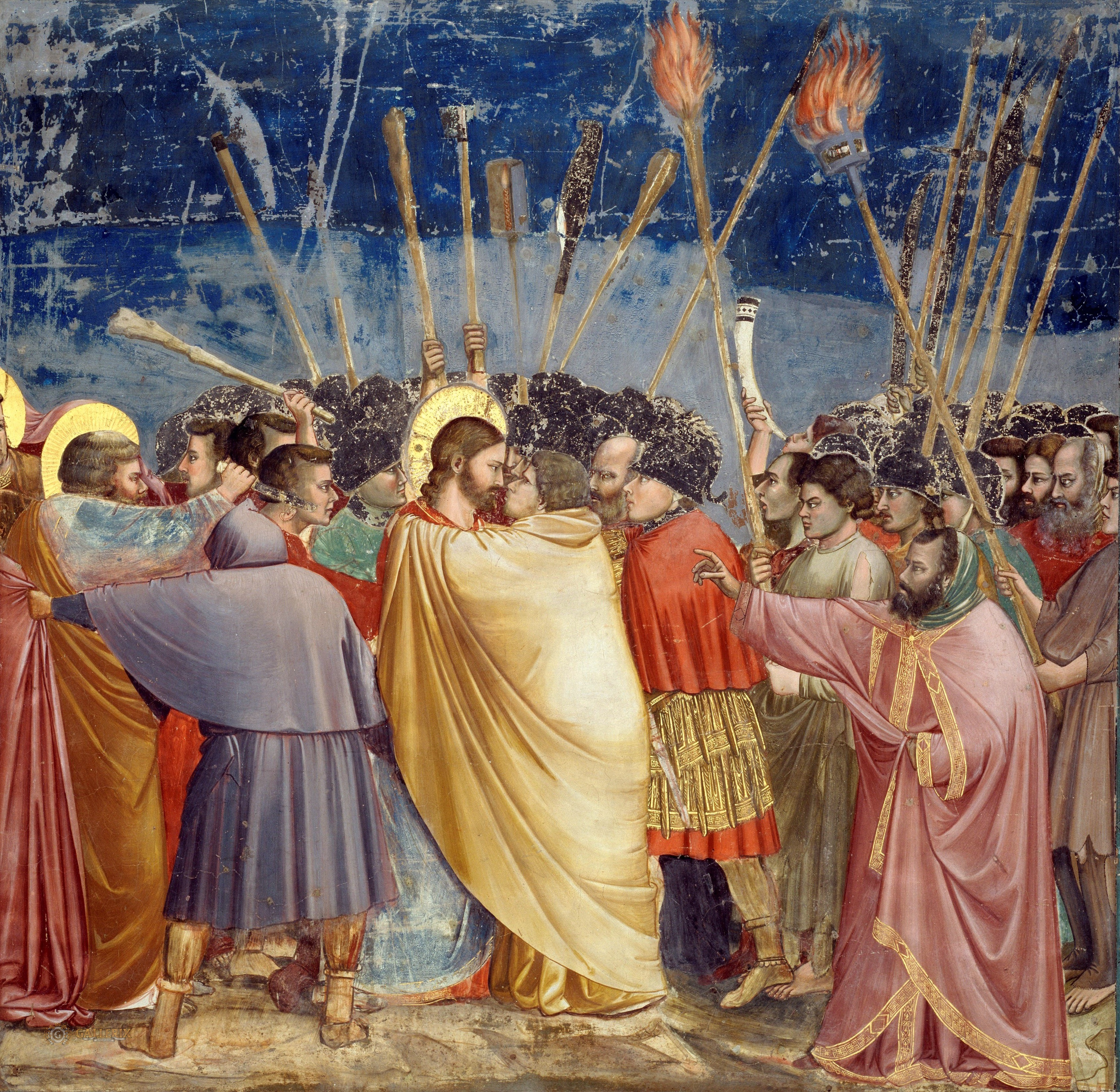
Der Judaskuss.

In der Kurzgeschichte Kakekomi Uttae (駈込み訴へ), in der deutschen Übersetzung von Erika Strohbach Erhöre mein Flehen, zuerst veröffentlicht im Jahr 1940 als Teil der Sammlung Frauenkampf (女の決闘, Onna no Kettō) und erstmals ins Englische übersetzt unter dem Titel Heed my Plea,  wird Dazais neu gewonnene Interesse in das Christentum, das Neue Testament und insbesondere die Figur Jesus Christus deutlich. Sie besteht aus einem langen Monolog des Apostels Judas Iskariot, in dem dieser seine Gründe für den Verrat an Jesus darlegt, der zu dessen Inhaftierung und Kreuzigung führte („Judaskuss“). Michiko Ishihara, Dazais zweite Ehefrau, erzählte später, ihr Mann habe sich zur Entstehungszeit selbst „zwischen Judas und Jesus“ wiedergefunden.
Judas Monolog ist ein unstrukturiertes, psychotisches, teils widersprüchliches Sammelsurium von Anschuldigungen und Verteidigungen. Es handelt sich gleichermaßen um eine Anklage gegen Christus als auch das Bekenntnis seiner eigenen Schuld. In ein und demselben Anfall verbalen Bewusstseinsstroms wird er zu einem radikalen Selbstkritiker und präsentiert sich als Egoist, krankhafter Paranoiker und Meister der Selbstdarstellung. Alles verhasste Eigenschaften Dazais, die sich auch im Charakter Yōzos wiederfinden.

### Warten(待つ,Matsu) (1942)
Die Erzählung Matsu (待つ), veröffentlicht 1942 und ins Deutsche übersetzt durch Jürgen Stalph unter dem Titel Warten im Jahr 1983, führt das christliche Motiv fort, antagonisiert Gott aber weiter als zornigen Gott, auf den die menschliche Not zurückzuführen ist. In der Geschichte behandelt Dazai die Absurdität des menschlichen Daseins, in einer hoffnungslosen Welt mit einem bestenfalls grausamen Gott als vermeintlichen Erlöser. Sie folgt einer 20-jährigen misanthropen Frau, die, obwohl sie ihr Dasein am liebsten allein fristet und den Umgang mit Menschen als „geheuchelt“ empfindet, jeden Tag an einem japanischen Bahnhof auf eine fremde Person wartet. Auf wen sie wartet weiß weder der Leser, noch die Frau selbst.
Diese völlig entfremdete Frau, nach Okuno ein „Symbol des morallosen Krieges“, wurde später als Skizze für Yōzo in Gezeichnet bezeichnet. Sie selbst fühlt sich zwischen seken und ie gefangen, kann den Sinn hinter menschlichen Interaktionen nicht verstehen, fürchtet sich vor Menschen und hofft auf die Erlösung aus ihrem kläglichen Dasein – in diesem Fall durch eine fremde Person, die sie aus ihrer Misere reißt, auch wenn sie selbst nicht weiß, welche Person dies genau sein soll. Ihr selbst ist die Unwahrscheinlichkeit bewusst, durch das Sitzen und Warten am Bahnhof auf ihren Erlöser zu treffen, dennoch hält sie an ihrer „Lüge“ fest:

„Ich habe mir ein Ziel gesetzt, um meine eigenen sündigen Fantasien zu verwirklichen. Irgendwie, irgendwo muss ich nach einer guten Gelegenheit Ausschau halten. Wenn ich hier sitze lodert trotz meines leeren Gesichtsausdrucks in meinem Herzen ein wenig Hoffnung auf.“

Wie später in Yōzo wird die Frau als verzerrtes Abbild Dazais selbst verstanden: Sie ist zu schüchtern, um etwas anderes zu tun als zu warten, zu ängstlich, um auf eine ihr dargebotene Hand zu reagieren. Und im Gegensatz zu den vorherigen, hoffnungsvolleren Geschichten hat sie weder einen Christus, den sie lieben oder hassen kann (wie Judas), noch eine süße singende Stimme, die ihr Trost spendet (wie der Autor). Und auch ihre Erlösung durch einen Gott scheint täglich zu schwinden; ihr Leiden auf Erden kann sie sich nicht anders erklären, als dass sie eine tiefe Schuld in sich trägt, die Gott bestraft.
Die Kurzgeschichte wurde häufiger mit Samuel Becketts Theaterstück Warten auf Godot verglichen, in dem ebenso betont wird, dass worauf genau gewartet wird, nebensächlicher Natur ist. Wichtiger sei der totale Mangel an menschlicher Kommunikation, die Sinnlosigkeit der Existenz selbst, die endlosen Erwartungen und unerfüllten Wünsche.
Zum Ende der Erzählung bittet die Frau „[nicht] über das zwanzigjährige Mädchen [zu lachen], das Tag für Tag zu einem Rendevouz am Bahnhof geht und Abends einsam in ein leeres Haus zurückkehrt.“ In selber Weise bittet Dazai den Leser, ihn nicht wegen seiner verschrobenen Weltsicht auszugrenzen.

### Alte Freunde(親友交歓,Shin'yū-kōkan) (1946)
In der 1946 erschienenen Kurzgeschichte Shin'yū-kōkan, auf Deutsch im Jahr 2017 unter dem Titel Alte Freunde bei Cass erschienen, wurde Dazais Aversion zum Menschen und seine aufgesetzte Rolle weiter dramatisiert. Der Titel bezieht sich ironisch auf den unangenehmen Kontakt zweier Bekannter, die sich nach vielen Jahren wiedertreffen. Ein bekannter, verheirateter Autor namens Osamu bekommt unerwarteten Besuch vom unzivilisierten Hirata – seinen Spielkameraden aus der Grundschule. Ihr Treffen ist geprägt von Prahlerei, Unhöflichkeiten und leeren, sinnlosen Gesprächen über banale Dinge aus dem Leben in Tokio. Nicht nur beleidigt Hirata Osamu, seine Frau und seine Vorfahren, er bestiehlt ihn, belustigt sich über das Bombardement seines Anwesens und macht ihm Vorwürfe aufgrund längst vergessener Jugendsünden. Doch egal wie anwidernd und unhöflich der Gast sich verhält, die Gastgeber (Osamu und seine Frau) bedienen ihn mit all ihren guten Manieren und rechtfertigen jedes dieser Verhalten.
Wenngleich in einen komödiantischen Kontext verpackt, präsentiert die Erzählung eine tragische, pessimistische Ansicht aus Dazais letzten Lebensjahren. Der grobschlächtige Hirata ist ein „Ungeheuer“, das Osamu nicht weniger Angst einjagt, als Yōzo vor der Welt hat. Der hilflose Osamu spielt eine Rolle und gibt Freundlichkeit vor, obwohl er Hirata verachtet. Und dies aus einem Grund, der sich kaum von dem entscheidet, der Yōzo zur Clownerie gegenüber seiner Familie und der Gesellschaft veranlasst. Beide sehen ihren Antagonisten – für Osama Hirata, für Yōzo die Gesellschaft – als eine „größere Kraft“ an, der sie nicht angemessen begegnen können. Es wird eine Unfähigkeit impliziert, die „Wucht der sozialen Existenz“ zu überwinden.

### Villons Ehefrau(ヴィヨンの妻,Viyon No Tsuma) (1947)

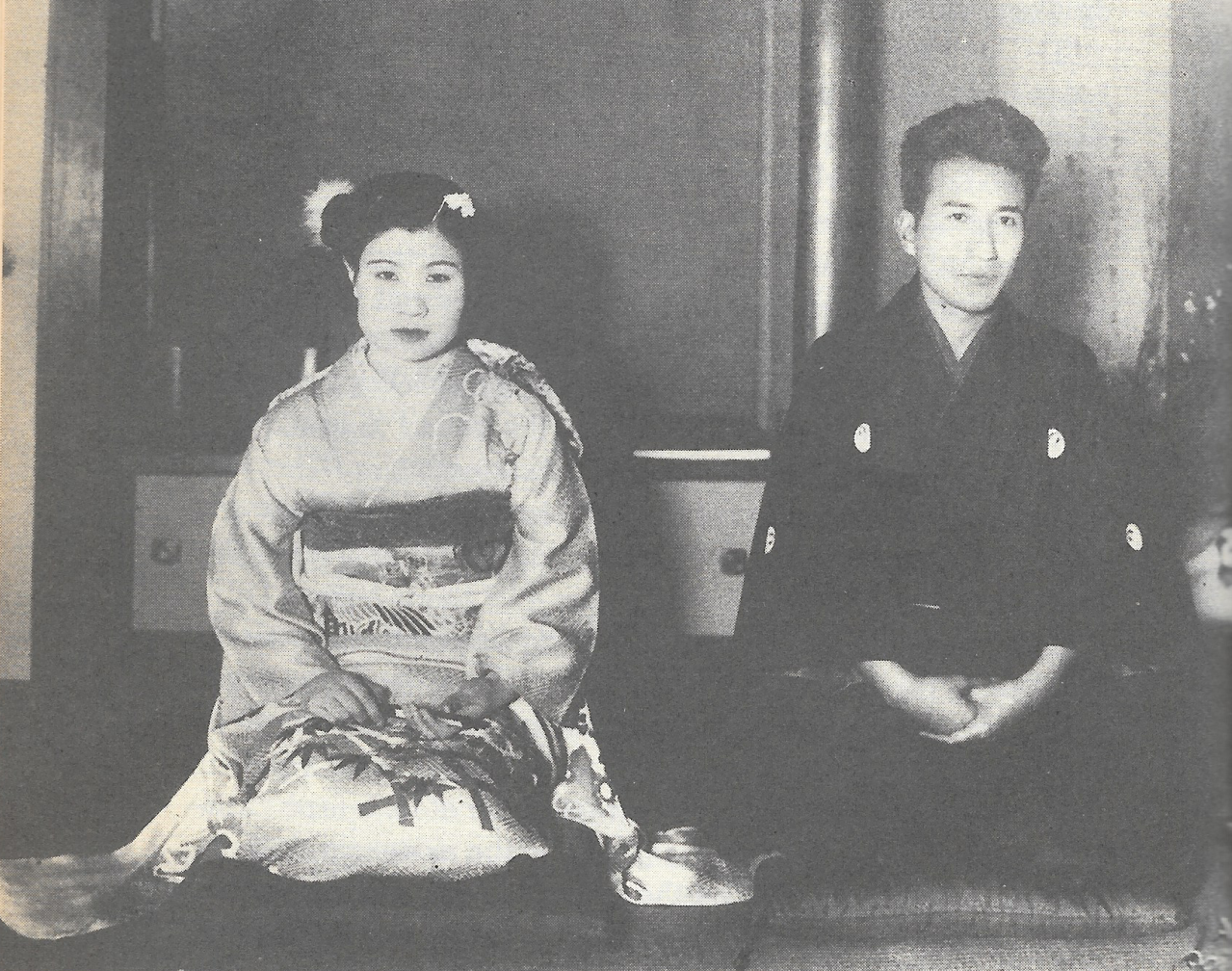
Dazai (rechts) mit seiner zweiten Ehefrau Ishihara Michiko (links) am Hochzeitstag im Anwesen des befreundeten Autors Ibuse Masuji, 8. Januar 1940. Mit ihr bekam Dazai drei Kinder, die er 1947, wenige Monate nach Veröffentlichung der Kurzgeschichte Villons Ehefrau, zurückließ.

Die semi-autobiografische Kurzgeschichte Viyon No Tsuma (ヴィヨンの妻) aus 1947, übersetzt im Jahr 1992 von Eduard Klopfenstein als Villons Frau, thematisiert Dazais Probleme als Teil der Familie (ie) und seinen Sinneswandel eines Gottes als Erlöser zu einem ihn strafenden Gott. Sie folgt dem Schriftsteller Otani, der seine Familie vernachlässigt, um seine eigenen egoistischen Ziele zu verfolgen und dadurch Gewissensbisse entwickelt. Seine Ehefrau sucht nach einem Gott, der ihr helfen soll, sie aus ihrem Unglück zu erlösen. Ihr Mann aber, ein „gottesfürchtiger Epikureer“, fürchtet sich vor seinem Bild eines zornigen, strafenden Gottes. Seine Konzentration auf dieses Bild trägt jedoch nicht dazu bei, seine Angst zu lindern; im Gegenteil, seine Sünden werden durch das Wissen um die Aussichtslosigkeit des Glaubens an einen barmherzigen Gott noch größer:

„Das ist etwas Beängstigendes an einem Gott, der mich nicht sterben lässt … was mir Angst macht, ist, dass es irgendwo auf der Welt einen Gott gibt. Es gibt ihn, nicht wahr?“

Besessen von dieser Gottesfurcht hat der Ehemann das Gefühl, dass es eine Absolution von seinen Schuldgefühlen geben muss. Er fürchtet sich, seine familiären Pflichten vollständig zu übernehmen, aber genauso sehr, diese aufzugeben. Wie Hirata kann er nicht anders, als ein „Monster“ zu sein, im Gegensatz zu diesem will er es aber nicht. Als letzten weltlichen Ausfluss der Hoffnung klammert er sich an seine Frau, die sein Selbstbild eines amoralischen Unmenschen nur verstärkt:

„Schau! Hier steht, dass ich ein Monster bin. Das ist doch nicht wahr, oder? Ich habe über fünftausend Yen auszahlen lassen, um dir und dem Jungen das erste Mal seit langer Zeit ein glückliches neues Jahr zu ermöglichen. Das beweist doch, dass ich kein Unmensch bin, oder? […] Es ist doch nicht schlimm, ein Monster zu sein, oder? Solange wir am Leben bleiben können.“

### Vater(父,Chichi) (1947)
Im März 1947 veröffentlichte Dazai eine Kurzgeschichten im Shinchō-Magazin. Vater (父) ist ein düsteres Monochrom aus der Sicht eines grausamen, gefühlskalten Ehemannes. Obgleich der Mann seiner Familie gegenüber empathielos gegenübertritt, so gibt es doch einige rettende Gedanken: Er zeigt sich innerlich doch besorgt um das Wohlergehen seiner Frau und Kinder und fragt sich, ob diese nicht besser dran wären, wenn er tot wäre. Als er seine Familie in Begleitung seiner attraktiven Geliebten Maeda in der Warteschlange zur Reisration trifft, schwitzt er vor Angst und Schuldgefühlen – ein so beklemmendes Gefühl, beschreibt er, dass er eventuell sogar mehr leidet als seine Familie unter der Vernachlässigung.
Nicht nur greift Dazai die Entfremdung zwischen  sich und seiner Familie wieder auf, auch die Charakterisierung des distanzierten Vaters und der Mutter als passive Märtyrerin zugunsten des Kindes findet sich wieder – dieselbe Rollenzuschreibung wie in Gezeichnet bei Yōzo und Shizuko. Im Gegensatz zu Gezeichnet erklärt Dazai aber den Ursprung seiner Jähzornigkeit; nämlich eine Verteidigung gegenüber dem – in seinen Augen – größeren Verbrechen, seine Familie zu verlassen.

### Morgen(朝,Asa) (1947)

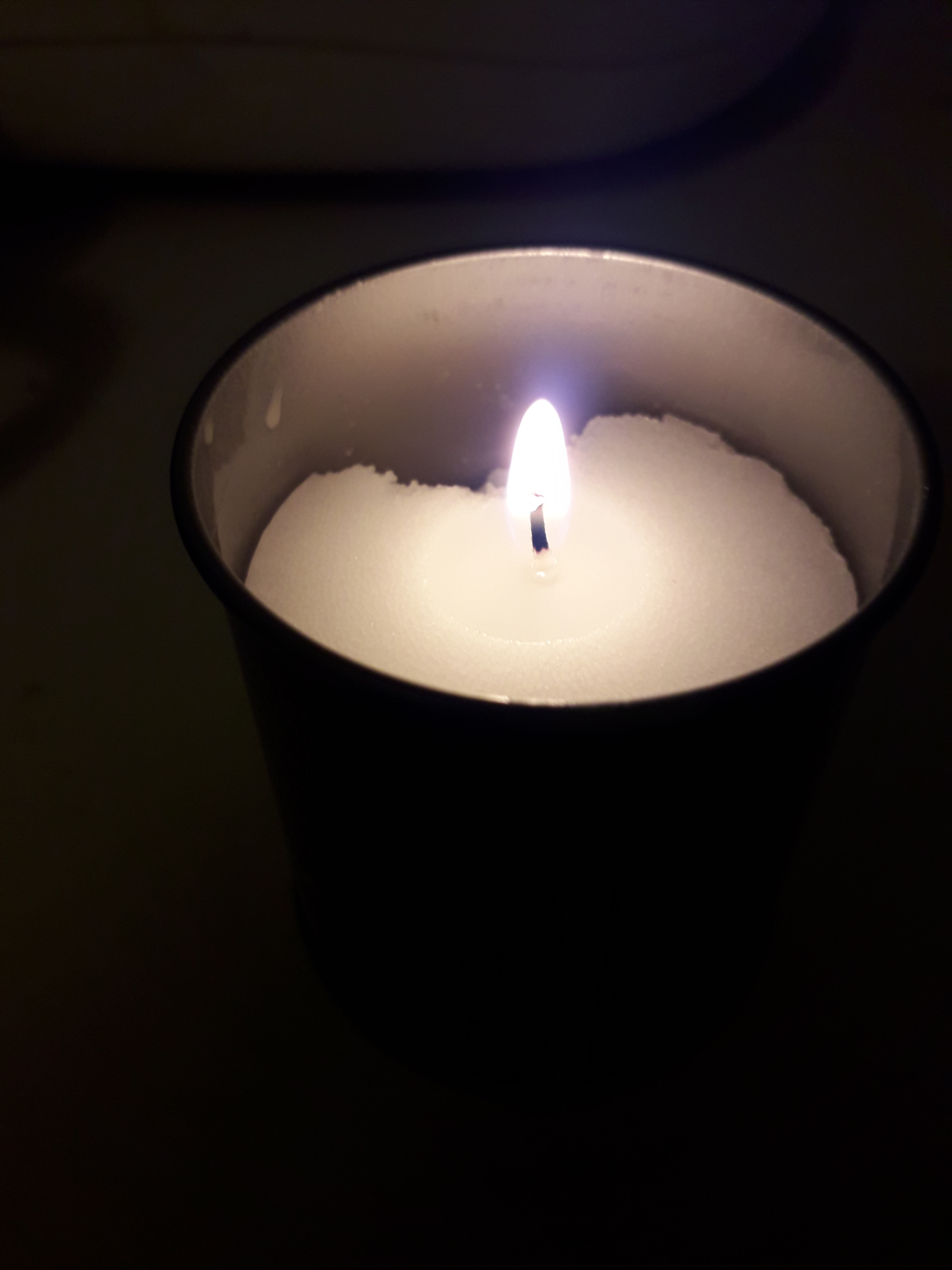
Die abbrennende Kerze ist das Leitsymbol des Horrors in Morgen.

Die zweigeteilte Form aus Gelübdeerfüllung führt Dazai auch in seiner im Mai 1947 veröffentlichten Kurzgeschichte Morgen (朝), im Deutschen übersetzt von Erika Strohbach, fort. Im ersten Teil wird der Protagonist vorgestellt; ein junger Mann, der für seine Arbeit ein heimliches Büro im Apartment einer jungen Frau, Kikuchan, eingerichtet hat. Eines Abends betrinkt er sich mit yake-sake (Verzweiflungsschnaps) und traut sich, Kikuchan zu besuchen und bei ihr die Nacht zu verbringen. Ihr langes Gespräch, das eventuell ein Albtraum sein könnte, wird begleitet durch das dimme Flackern einer Kerze, auf das der Mann seine ganze Konzentration lenkt. Er versucht krampfhaft durch weiteren Alkohol einzuschlafen, aus der Befürchtung, in seinem betrunkenen Zustand Kikuchan zu vergewaltigen, sollte die Kerze erlöschen. Am Ende geht die Kerze aus; ob der Mann seinen perversen Fantasien nachgegangen ist, wird offen gelassen.
Der Ton der Kurzgeschichte ändert sich schlagartig in den letzten Zeilen: Am Anfang wird ein kontaktfreudiger, charmanter Mann beschrieben, der einen heiteren Abend mit seinen Freunden verbringt. Seine Vermieterin Kikuchan scheint Interesse an ihm zu haben und auch ihr Gespräch am Abend wirkt offen und romantisch. Die Kerze bekräftigt den romantischen Ton zunächst und wird erst dann zum Symbol der Suspense und des Horrors, als der Mann seine Befürchtung äußert, sexuell übergriffig zu werden, sollte das Licht ausgehen.
Das ganze Schicksal hängt damit von der Kerzenflamme ab. Für den Mann repräsentiert sie eine Macht, die größer ist als er und sein Schicksal steuert. Die Fähigkeit sich von den Fesseln seiner eigenen Unterwürfigkeit, seines Unterbewusstseins, zu befreien, scheint nicht vorhanden zu sein. Zum Ende hin akzeptiert er schließlich, keinen Widerstand gegen die höheren Kräfte leisten zu können und verlässt die Wohnung – ob er seinen Fantasien nachgegangen ist, wird nur angedeutet:

„Als die Kerze erloschen war, war es das. Ich begann zu resignieren. Die Flamme begann sich zu verdunkeln, und dann, sich vor Schmerz windend, bewegte sie sich nach links und rechts. Rechts, sie wurde für einen Moment größer, links, sie wurde mit einem stotternden Geräusch kleiner, rechts, sie erlosch.
Die Nacht war vorbei. Das Zimmer war immer noch düster, aber nicht mehr dunkel. Ich stand auf, zog mich an und ging nach Hause.“

### Osan(おさん) &Kirsche(桜桃,Ōtō) (1948)
Die Kurzgeschichten Osan (おさん) und Kirsche (桜桃), erschienen im Februar respektive März 1948, haben beide dasselbe Thema zur Grundlage. Beide folgen Ehemännern, selbst Schriftsteller und Persiflagen Dazais, die ihre Kunst priorisieren, der Alkoholsucht verfallen sind und ihre Familie vernachlässigen.
In Osan wird die Geschichte aus der Sicht der Ehefrau geschildert. Sie lebt mit ihrem Mann und ihren drei Kindern in einem Vorort von Tokio; ihr Mann bleibt nachts oft weg. An einem warmen Sommertag kündigt er an, zu einem Ryokan in Shinsyuu zu fahren, um sich zu erholen. Er kehrt nicht wieder Heim. Stattdessen erscheint drei Tage später in einer Zeitung ein Artikel, der über seinen Suizid am Biwa-See informiert. Der Fokus der Erzählung liegt ganz auf der Einsamkeit und den selbstgeißelnden Gedanken der Frau:

„Ich war eine einsame Frau, immer im selben Haus, im selben Kleid, mit demselben trostlosen Anblick. Muss ich mich damit abfinden und nur beten, dass er mir irgendwann seine Zuneigung zeigt? […] Das war’s. Wenn ich ihn dazu bringen könnte, sich besser zu fühlen, würde ich mich selbst besser fühlen. Es gibt kein richtig oder falsch. Ihm ein besseres Gefühl geben – das würde reichen.“

Ähnlich wie Yōzo, der den innigen Moment zwischen Shizuko und Shigeko als Rechtfertigung nutzt, die Familie zu verlassen, zeichnet Dazai im Monolog der Frau eine Legitimation für die Abwesenheit. Gleichzeitig nimmt er noch mehr Schuld auf sich, indem er hinter seiner Entscheidung nicht stehen kann:

„Es wäre leichter für mich, wenn du aufhören würdest, an mich zu denken, wenn du mich nicht mögen würdest, mich hassen würdest. Es ist die Hölle, wenn du an mich denkst, während du eine andere Frau in deine Arme nimmst. […] Männer irren sich, wenn sie meinen, es sei Pflicht an ihre Frauen zu denken. Reden sie sich ein, sie müssten weiter an ihre Frauen denken, nachdem sie andere Frauen gefunden haben? … Wenn der Ehemann alles locker und zügig angehen würde, bliebe der Frau diese Hölle vielleicht erspart. […]
Du liebst eine andere. Dann vergiss mich! Liebe sie mit einem sorglosen Herzen!“

Zum Ende der Geschichte findet die Frau das Tagebuch ihres Ehemannes, in dem weitere Parallelen zu Yōzo deutlich werden. So beschreibt Osan die Entfremdung zu seiner Familie, glaubt aber, seinen Verpflichtungen adäquat nachzukommen, solange er diese bei Laune hält: „So lange ich sie zum Lachen bringen kann, mache ich wohl alles richtig. Wenn mir das gelingt, dann stört es auch nicht, wenn ich an ihrem Leben nicht teilhabe.“ In diesem Satz steckt eine Synthese der verschiedenen Aspekte der Notlage eines Außenseiters, der dazugehören will, die Hoffnungslosigkeit daran erkennt und sich daher damit zufriedengibt, zu belustigen. Wie Osan versucht auch Yōzo, die Katastrophe mit Hilfe von vorgetäuschtem Humor abzuwenden und scheitert dabei – oder gerade deshalb – sich zu befreien.
Das Ehepaar in Kirsche ist auch nach außen hin feindseliger, als das in Osan. Der Ehemann „sammelt heimlich seine Beweise“, um „zu gebotener Zeit eine volle Hand aus[spielen]“ zu können. Er ist ihr gegenüber dreist, aber zu ängstlich und erschöpft, um mit ihr zu kämpfen. Aus dieser Unsicherheit heraus rührt, wie auch bei Yōzo, die Alkoholabhängigkeit:

„Ich trinke, weil ich meine Ansprüche nicht durchsetzen kann. Menschen, die gut im Fordern sind, trinken nicht. (Und deshalb trinken Frauen selten.)
Ich habe noch nie einen Streit gewonnen. Ich bin überwältigt von der Zuversicht des anderen, von der Sicherheit und der Kraft, mit der er seinen Standpunkt vertritt. Ich werde zum Schweigen gebracht. Ich beginne, seinen Eigensinn zu erkennen, und stelle fest, dass ich nicht ganz falsch gelegen habe. Aber nachdem ich einmal verloren habe, erscheint es mir pervers, den Streit erneut zu beginnen, und ein Streit ist für mich so schmerzhaft wie ein Faustkampf. Zitternd vor Wut lache ich. Ich bin still. Ich denke an meine Sachen, und schließlich trinke ich.“

Er kann sich nur behaupten, indem er hartnäckig an seinen privaten, misanthropen Gedanken festhält und aus seiner Familie – die ihn tagtäglich an seine Insuffizienz erinnert – flieht. In einer Bar, an seinem Bier nippend, kann er sich Kirschen in den Mund stecken und sie ebenso genießen wie den Gedanken, dass er sie seinen Kindern vorenthält. Es ist ein Leben, das ebenso gut in seiner gegenwärtigen Stagnation gelebt werden könnte, wie durch seine eigene Hand beendet.

### Die sinkende Sonne(斜陽,Shayō) (1947)
Dazais erster Roman erschien im Dezember 1947 unter dem Titel Shayō, in Deutschland erstmals im Jahr 1958 unter dem Titel Die sinkende Sonne im Carl Hanser Verlag. Es konnten allein im ersten Monat über 30.000 Einheiten verkauft werden, wodurch es Stand dessen das zehnterfolgreichste Buch innerhalb Japans ist.
Zentrales Thema des Romans ist der moralische und kulturelle Untergang des kaiserlichen Japans zur Zeit der Besatzung durch die Alliierten, porträtiert durch eine aristokratische Familie. Erzählt wird die Geschichte durch Kazuko, der geschiedenen Tochter einer solchen Familie. Ihr Vater ist verschieden und ihre Mutter liegt im Sterben. Ihr Bruder Naoji, ein Opiumabhängiger, ist zu Beginn des Buches in der Kaiserlich Japanischen Marine im Südpazifik stationiert, kehrt im Laufe des Buches zurück, um seine alten Gewohnheiten wieder aufzunehmen und begeht schließlich Suizid. Kazuko verliebt sich in den berühmten Romancier Uehara, ein Sinnbild des „totalen Nihilismus“ der Nachkriegszeit, dessen Werke nachgerade pessimistischer werden und der einen „verdorbenen Lebensstil“ lebt, indem er seine Familie für ein Leben voller Alkohol, Affären und Feiern verlässt. Schon bald gibt er Kazukos Avancen nach und schwängert sie, was sie lange geplant hatte, im Glauben, ein Kind wäre das einzige, was sie aus ihrer Lethargie reißen kann. Nachdem ihr Bruder sich suizidiert, ihre Mutter ihrer Tuberkulose erliegt und Ueharas Gesundheit rapide sinkt, unternimmt Kazuko einen grundlegenden Sinneswandel. Sie entledigt sich ihrer vorkriegszeitlichen Moral und begrüßt – inspiriert durch die deutsche Marxistin Rosa Luxemburg und das Matthäus-Evangelium (Mt 10,34 , „Ich bin nicht gekommen, Frieden zu bringen, sondern das Schwert.“) – einen revolutionären, linksextremistischen und umstürzlerischen Lebensstil: „Der Mensch wurde für Liebe und Revolution geboren.“ Zum Ende des Buches sinkt die Sonne vollständig.
Durch die Augen Kazukos und Naojis wird aus unterschiedlichen Perspektiven die „Sinnlosigkeit der Welt“ dargestellt. Beide ersuchen Erlösung aus ihrer Misere in der Beichte – dieselbe Zuflucht, die auch Yōzo zeitweilig anstrebt. Als sich ihre Probleme dadurch nicht lösen, bedienen sie sich radikalerer Maßnahmen: Naoji durch „Selbstauslöschung“ (Suizid), Kazuko durch einen revolutionär-gewalttätigen Lebenswandel. Beide versuchen zunächst ein „aufrichtiges Leben“ zu führen, scheitern daran und greifen schließlich auf die „grausamen Praktiken“ zurück, die Uehara in seiner Literatur propagiert. Auch bei ihnen zeigt sich eine klare Glaubensentwicklung von einem barmherzigen Gott – Kazuko fragt sich, ob Jesus sie verurteilen würde, wenn alle ihre Taten aus Liebe geschehen – zu einem zornigen, strafenden Herrn, der sie jederzeit beobachtet.
Familie und familiäre Verbindlichkeiten werden ausschließlich negativ konnotiert. Uehara macht seine Verpflichtungen zu seiner Frau und seinem Kind, die er als „einengend“ empfindet, für seine Schreibblockade verantwortlich und sieht den einzigen Ausweg darin, diese zu verlassen. Auch in der Adelsfamilie unterstützen sich die Familienmitglieder kaum, vielmehr bekräftigen sie sich in ihrem Selbstmitleid.
Naoji und Kazuko wurden später als Skizzen für Yōzo begriffen. Er war „so gequält wie Judas“, er „verabscheu[t] die Menschen und [wird] von ihnen verabscheut“, flüchtet sich in seine Drogensucht und begeht am Ende Suizid. An seinem Abschiedsbrief wird klar, dass er zeit seines Lebens eine Fassade aufrechterhalten hat, um seinen Ruf als gebildeter, tapferer und wohlhabender Aristokrat sowie Soldat nicht zu beschmutzen. Kazuko leidet an ihrer „zunehmenden Isolation“, flüchtet sich in die Hoffnung, durch die Liebe gerettet zu werden und wirft am Ende ihr gesamtes Weltbild um. Doch wie auch bei Yōzo, dessen Verbesserungen seiner Lebensumstände nur mit einer weiteren Entfremdung einhergeht, wird auch Kazukos oberflächliche Bejahung des Lebens zum Ende des Romans von einer „Gegenbewegung zum Nihilismus“ untergraben. Ihr scheinbarer Triumph über ihre Isolation ist in Wirklichkeit eine Niederlage, denn ihr Sinneswandel negiert die Liebe und sie ist am Ende „eine Frau, die von allen verlassen wurde“; sich und ihr Kind, von ihrer großen Liebe Uehara, sieht sie nur noch als „ein[en] Bastard und seine Mutter.“
Die Geschichte von Yōzo ist wie die Kazukos und Naojis eine, in der die geschilderten Leidenswege als „Wahrheit“ akzeptiert werden, weil dem Leser klar ist, dass es sich um ihre „persönliche Wahrheit“ handelt – völlig real für die, die sie erlebt haben, völlig gleich, ob sie mit der „tatsächlichen Wahrheit“ übereinstimmt.

### Die Blumen der Clownerie(道化の華, Dōke no hana) (1935)
In "Die Blumen der Clownerie" schrieb Dazai bereits in 1935 über Yōzō, dem Protagonisten aus Gezeichnet.
Ende Dezember, am Tag nach seinem Selbstmordversuch, erwacht der junge Künstler Ōba Yōzō in einem Sanatorium am Meer und stellt fest, dass seine Geliebte Sono nicht überlebt hat. Eine junge Krankenschwester namens Mano, deren Gesicht von einer auffälligen Narbe gezeichnet ist, wird mit seiner Pflege beauftragt. Seine Freunde Hida und Kosuge kommen zu Besuch und verbringen die Nacht in einem Nachbarzimmer. Obwohl sie Witze reißen und im Krankenhaus für Aufsehen sorgen, fragen sie sich insgeheim, ob es Yōzō so gut geht, wie es scheint.
Am nächsten Tag trifft Yōzōs älterer Bruder aus ihrer Heimatstadt weit im Norden ein und schimpft mit ihm über den Ärger, den er ihrer Familie bereitet hat. Er besteht darauf, dass die Freunde bei ihm im nahe gelegenen Enoshima bleiben. Später in der Nacht kommt Kosuge zurück ins Krankenhaus und stinkt nach Alkohol. Mano erzählt Yōzō und Kosuge eine Geistergeschichte, in der er eine Phantomkrabbe sieht, während er bei einem toten Patienten Wache hält. Als Kosuge Ähnlichkeiten mit dem Sanatorium feststellt, macht Mano einen Rückzieher und sagt, die Geschichte sei erfunden.
Am nächsten Tag schneit es. Yōzō versucht, das Meer zu skizzieren und ist von dem Ergebnis enttäuscht. Sein Freund Hida kehrt von einem Gespräch mit Yōzōs Bruder bei der Polizei zurück und verkündet, dass Yōzō wegen Beihilfe zum Selbstmord angeklagt wird, obwohl Sonos Ehemann der Sache nicht zugetan zu sein scheint. Um die Situation zu entschärfen, hat Yōzōs Bruder ihm ¥200 (entspricht ¥118.959 im Jahr 2019) gegeben und ihn dazu gebracht, einen Brief zu unterschreiben, in dem er die Familie von weiterer Verantwortung freispricht.
Am vierten Tag stellt der Leiter des Sanatoriums Yōzō ein Gesundheitszeugnis aus und weist Mano an, seine Verbände abzunehmen. Die drei Freunde machen einen Spaziergang am Ufer, damit Yōzō auf die Klippe zeigen kann, von der er und Sono gesprungen sind.
In dieser Nacht hält Mano Yōzō wach und erzählt ihm, woher die Narbe in ihrem Gesicht stammt. Kurz vor Sonnenaufgang ziehen sie sich warm an und wandern auf den Hügel hinter dem Sanatorium, von dem aus sie die Küste überblicken können. Sie hoffen, einen Blick auf den Berg Fuji zu erhaschen, aber von der Bergkuppe aus ist es zu neblig, um etwas zu sehen.

## Entstehungsgeschichte

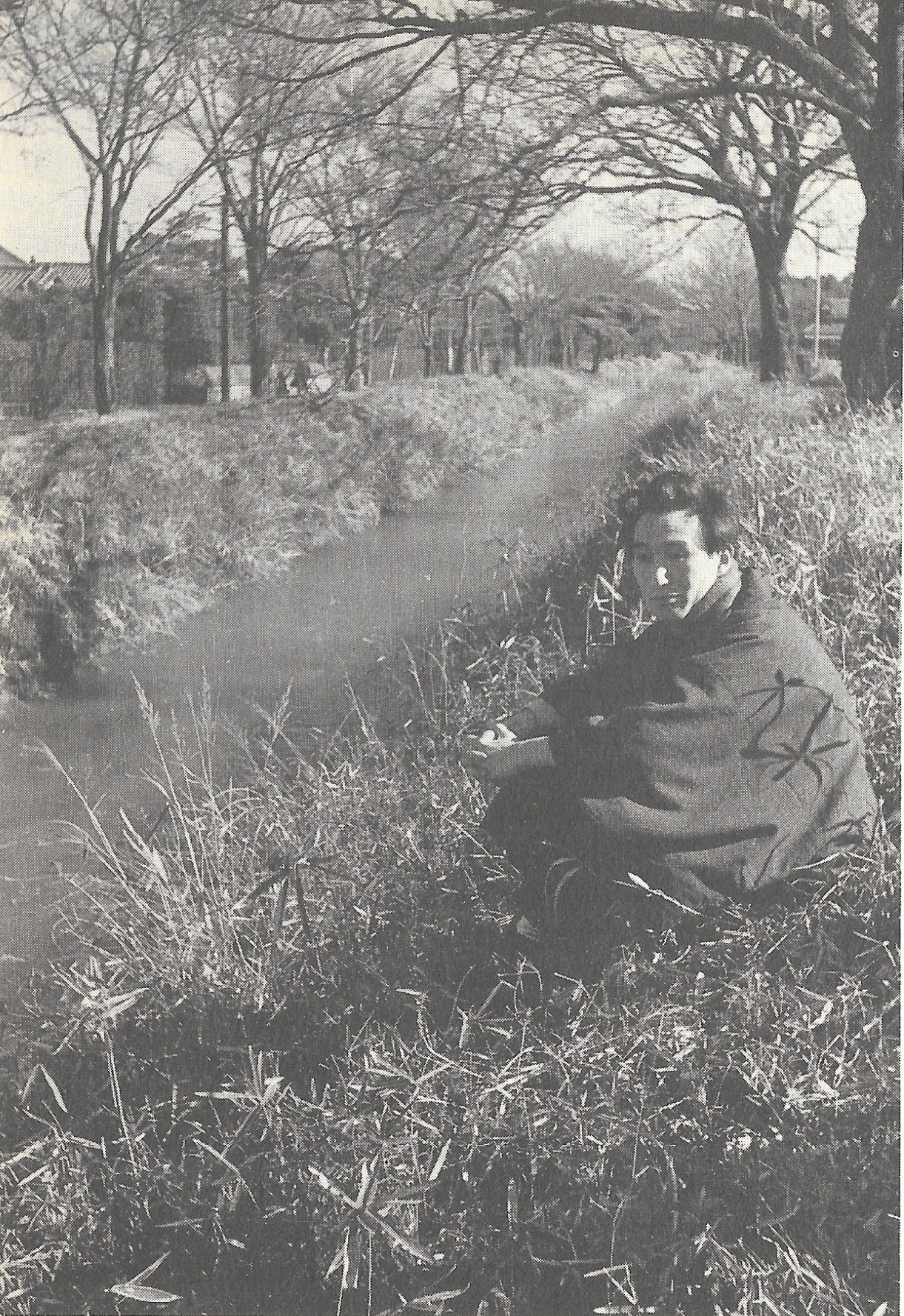
Dazai am Tamagawa-Kanal Anfang 1948, wenige Monate bevor er in eben diesen Gewässern ertrank.

Da Dazai am 13. Juni um Mitternacht Selbstmord beging, kurz bevor die letzte Ausgabe der Serie veröffentlicht wurde, wird Gezeichnet vermehrt als „Abschiedsbrief“ behandelt. Obgleich oberflächlich ein fiktives Werk, gilt es als autobiografischer Roman, da es wesentliche Teile von Dazais wahrem Leben verwertet. Diese These ist seit Juni 2018 gesichert, als ein Tagebucheintrag Dazais vom 13. November 1940 gefunden wurde, in dem der Autor erwähnt, er wolle mit Gezeichnet sein Leben, beginnend mit seiner Kindheit, in aller Nüchternheit rekonstruieren.
Spätestens mit Entdeckung des Tagebucheintrags wurde die These widerlegt, der Roman sei als Affektreaktion in wenigen Tagen geschrieben worden. Bereits vorher gab es aber berechtigte Zweifel an der Theorie: So wurde am 23. Mai 1998 durch die Familie Dazais ein Entwurf des Romans in der Juli-Ausgabe 1998 von Shinchō veröffentlicht, der aus 157 B5-Seiten mit je 200 Zeichen besteht. Aus diesen wird deutlich, dass Dazai beinahe jedes für ihn einprägsame Erlebnis zu Papier brachte und erst durch umfassende Restrukturierungen sein endgültiges Manuskript fertigstellte.

## Erwähnte Personen

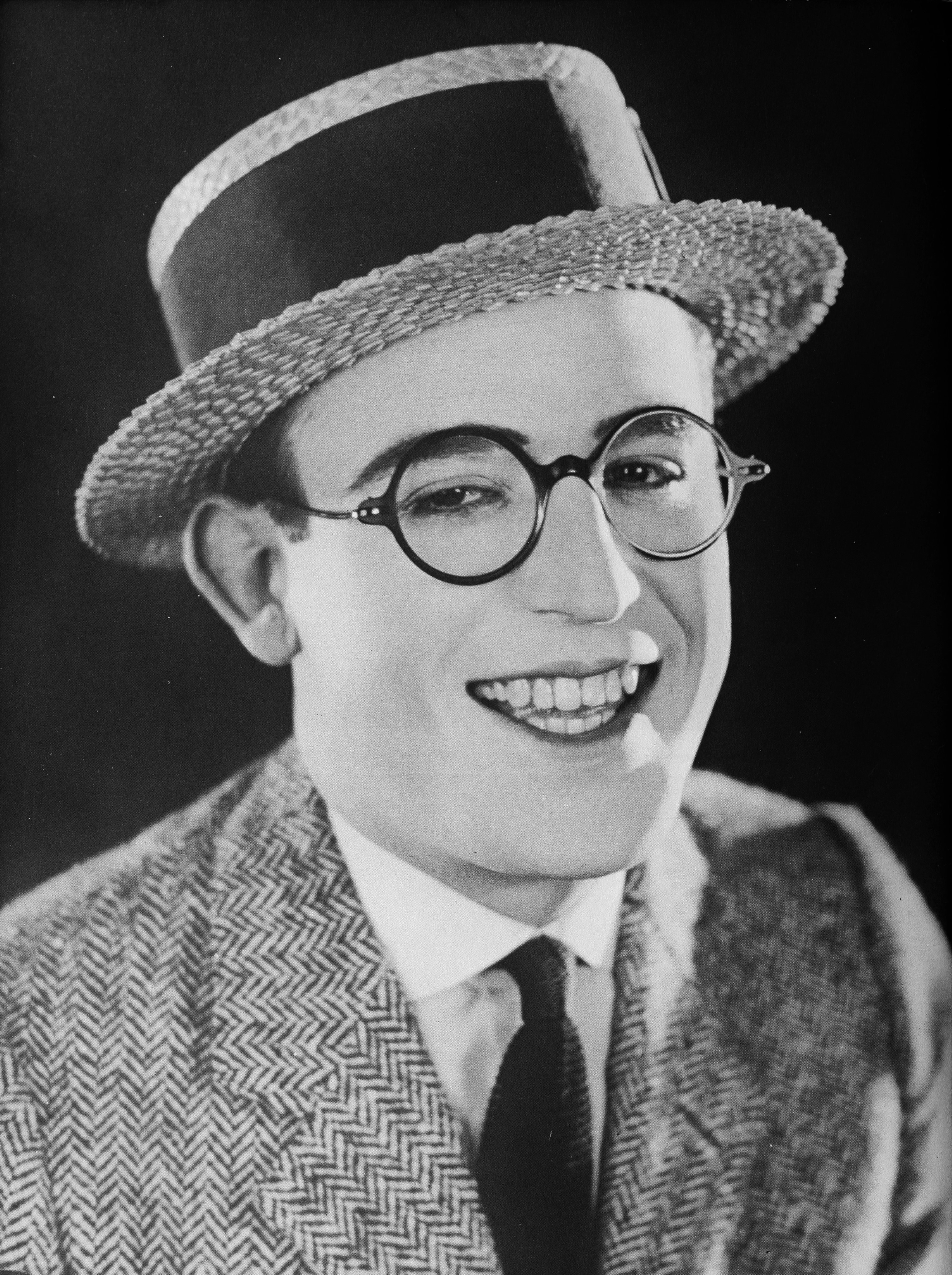
Harold Lloyd: Als Yōzos Cousinen meinen, dieser sehe mit einer Brille aus wie der beliebte US-amerikanische Komiker, besucht er im Anschluss jeden Film von Lloyd, um dessen Expressionen zu studieren (S. 50).
Sōseki Natsume: Um seine hysterische Cousine zu beschwichtigen, die mit ihm ausreißen möchte, reicht er ihr ein Exemplar von Natsumes satirischem Roman Ich der Kater (S. 51).
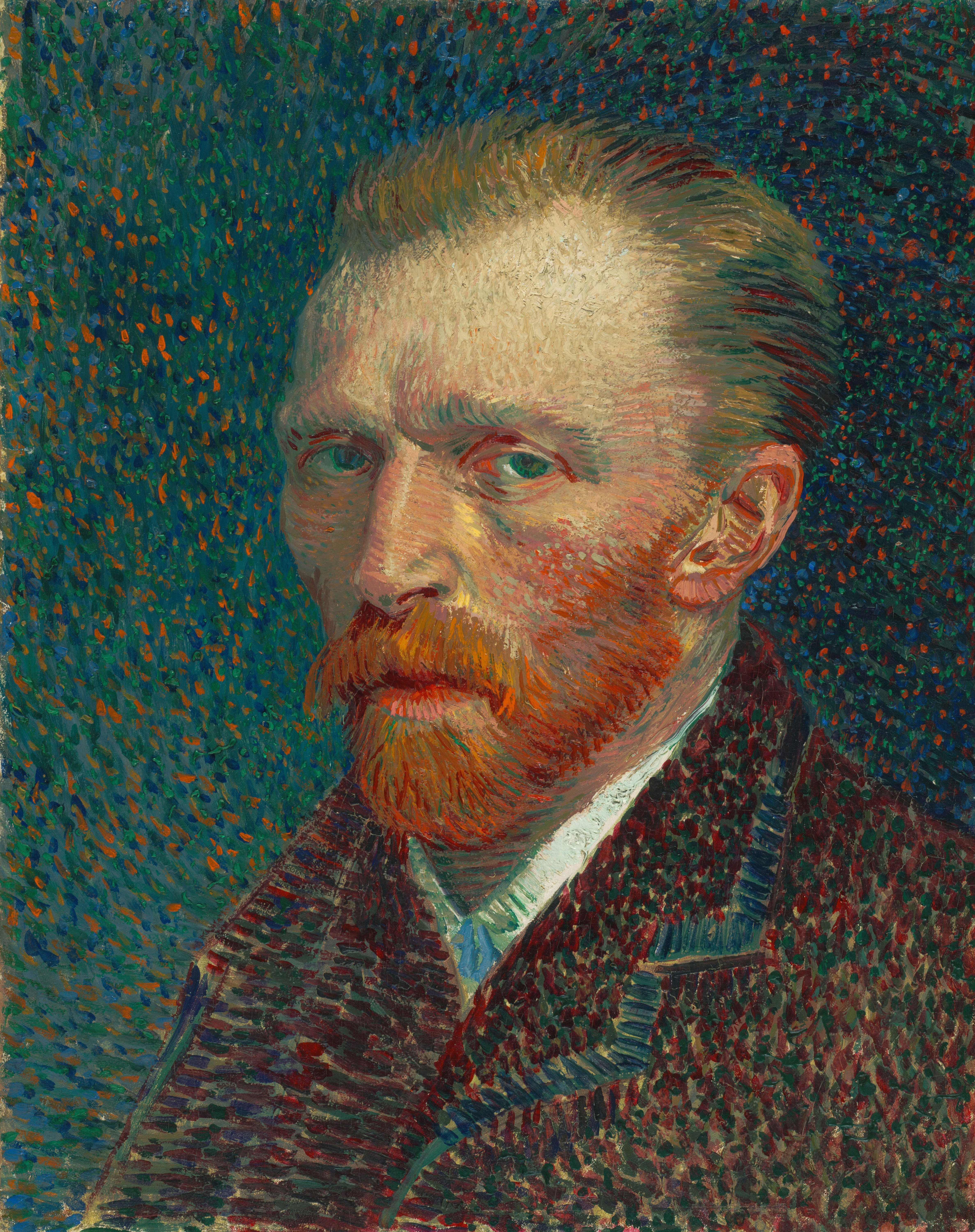
Vincent van Gogh: Takeichi zeigt Yōzo ein „Bild von einem Geist“. Es handelt sich um ein berühmtes Selbstbildnis van Goghs (S. 53).
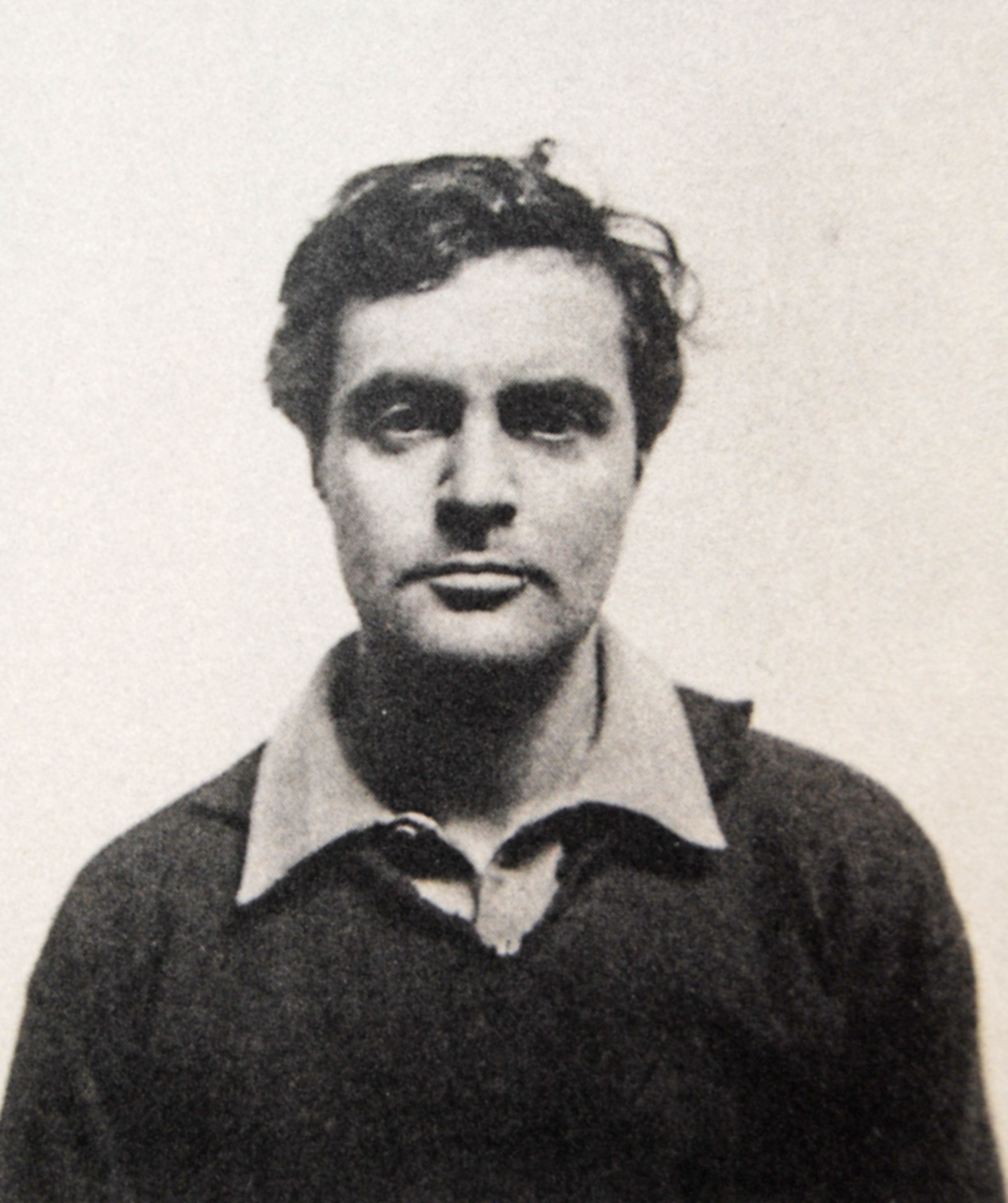
Amedeo Modigliani: Begeistert von van Gogh zeigt Yōzo Takeichi ein Buch von Reproduktionen bekannter Modigliani-Werke und fragt, ob auch diese Geister zeigen (S. 53).
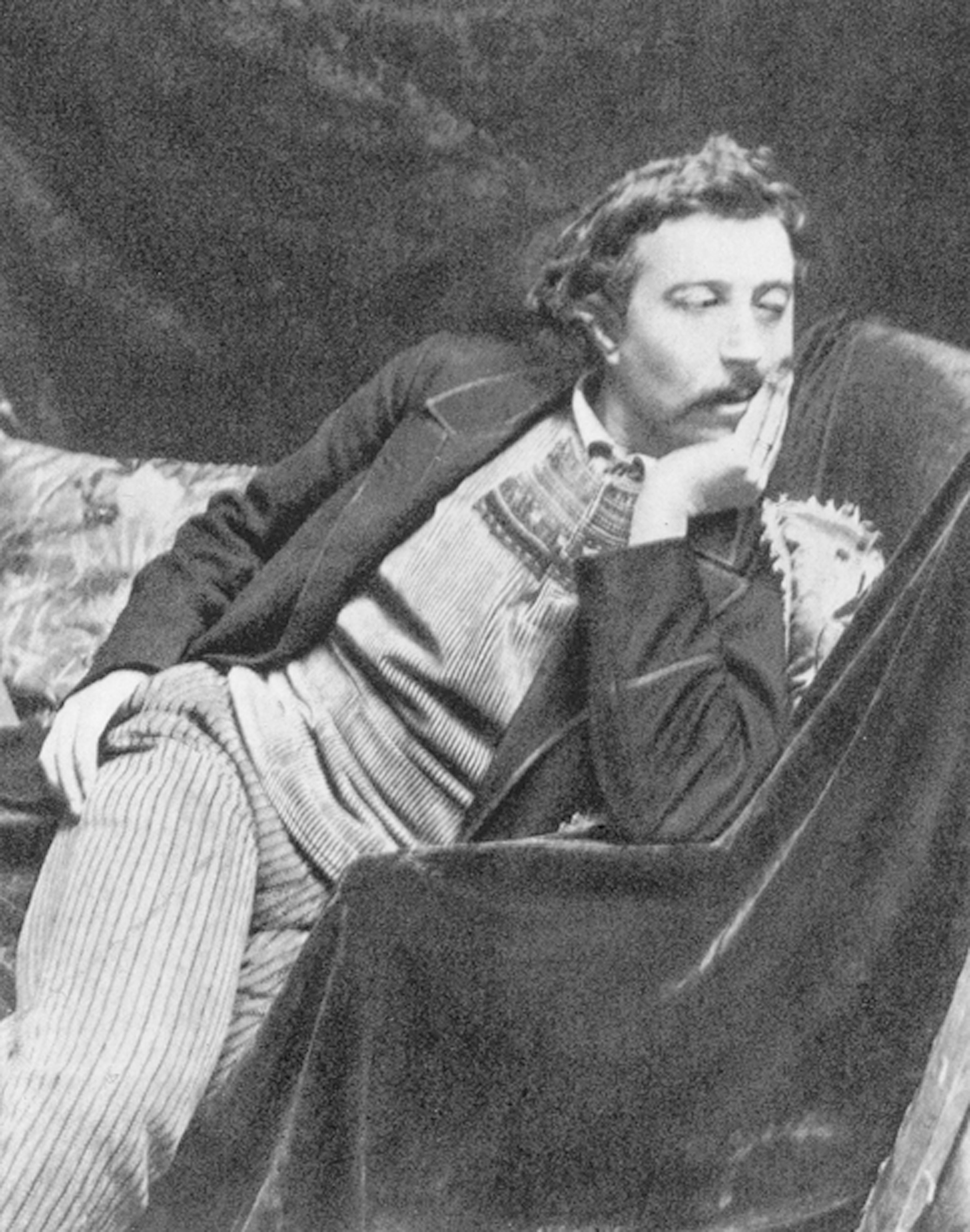
Paul Gauguin: Yōzo erzählt, dass ihm in der Grundschule vor allem die französischen Impressionisten beeindruckt haben. Als Beispiel nennt er Gauguin (S. 53).
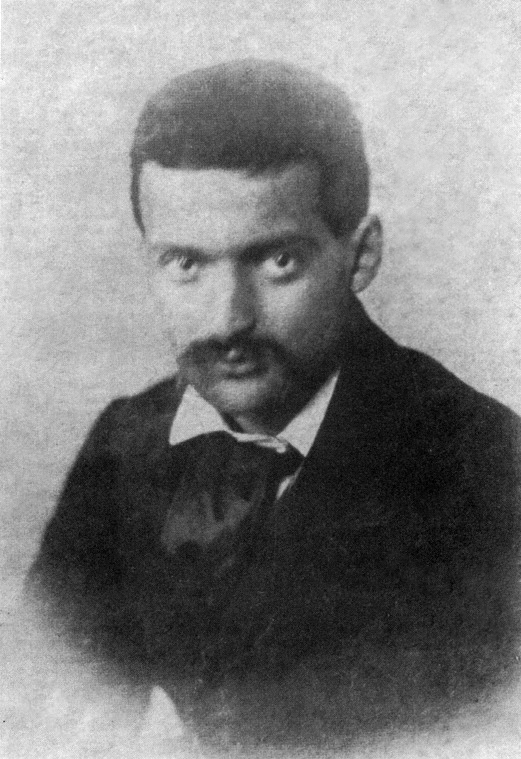
Paul Cézanne: Yōzo erzählt, dass ihm in der Grundschule vor allem die französischen Impressionisten beeindruckt haben. Als Beispiel nennt er Cézanne (S. 53).
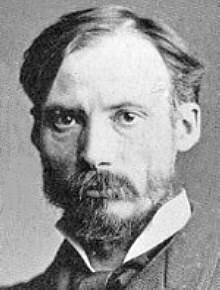
Pierre-Auguste Renoir: Yōzo erzählt, dass ihm in der Grundschule vor allem die französischen Impressionisten beeindruckt haben. Als Beispiel nennt er Renoir (S. 53).
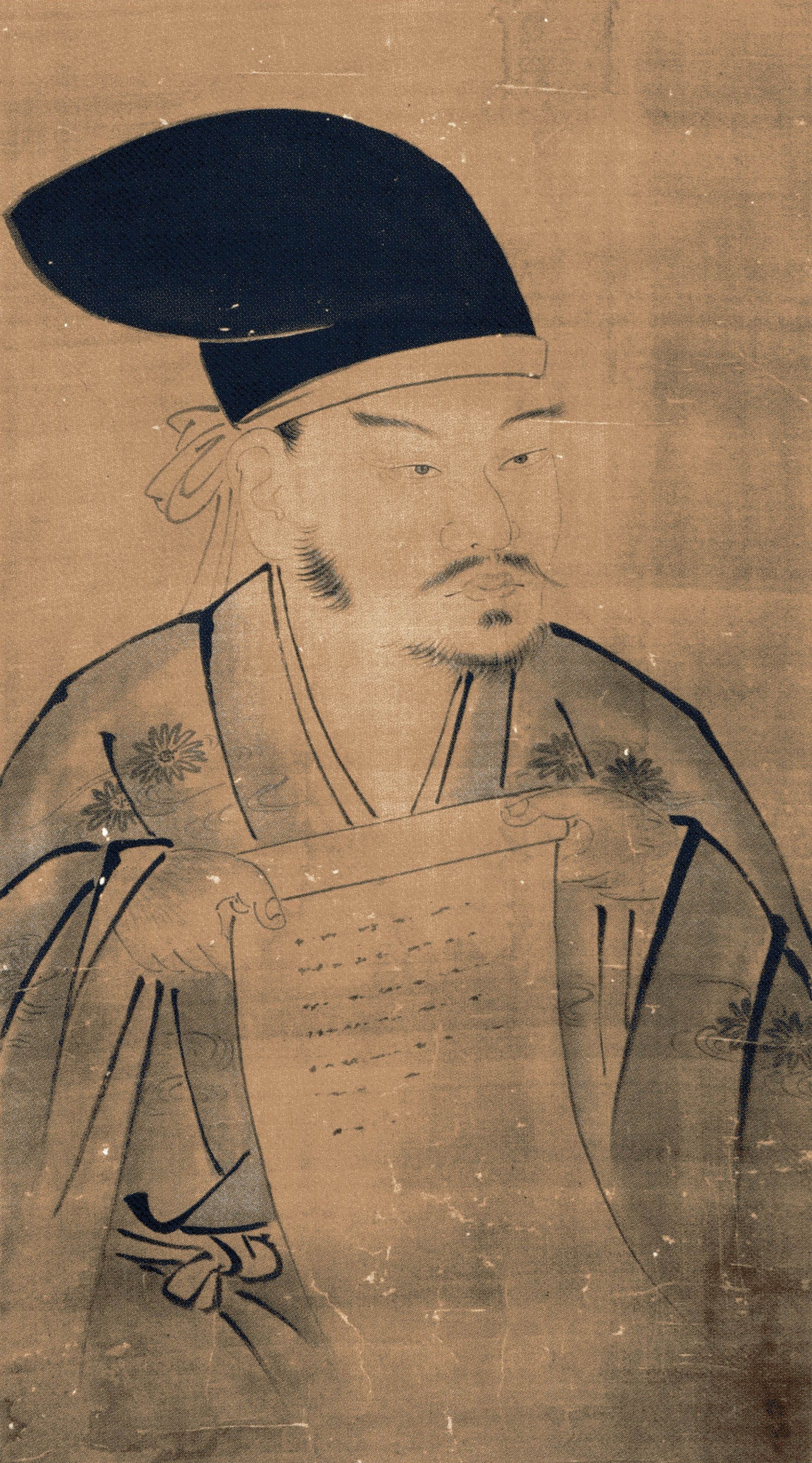
Kusunoki Masashige: Wenn Yōzo Schule vernachlässigt, dann nicht, um Denkmäler des Samurai Masahige zu besichtigen, sondern um seine Malerei voranzutreiben.
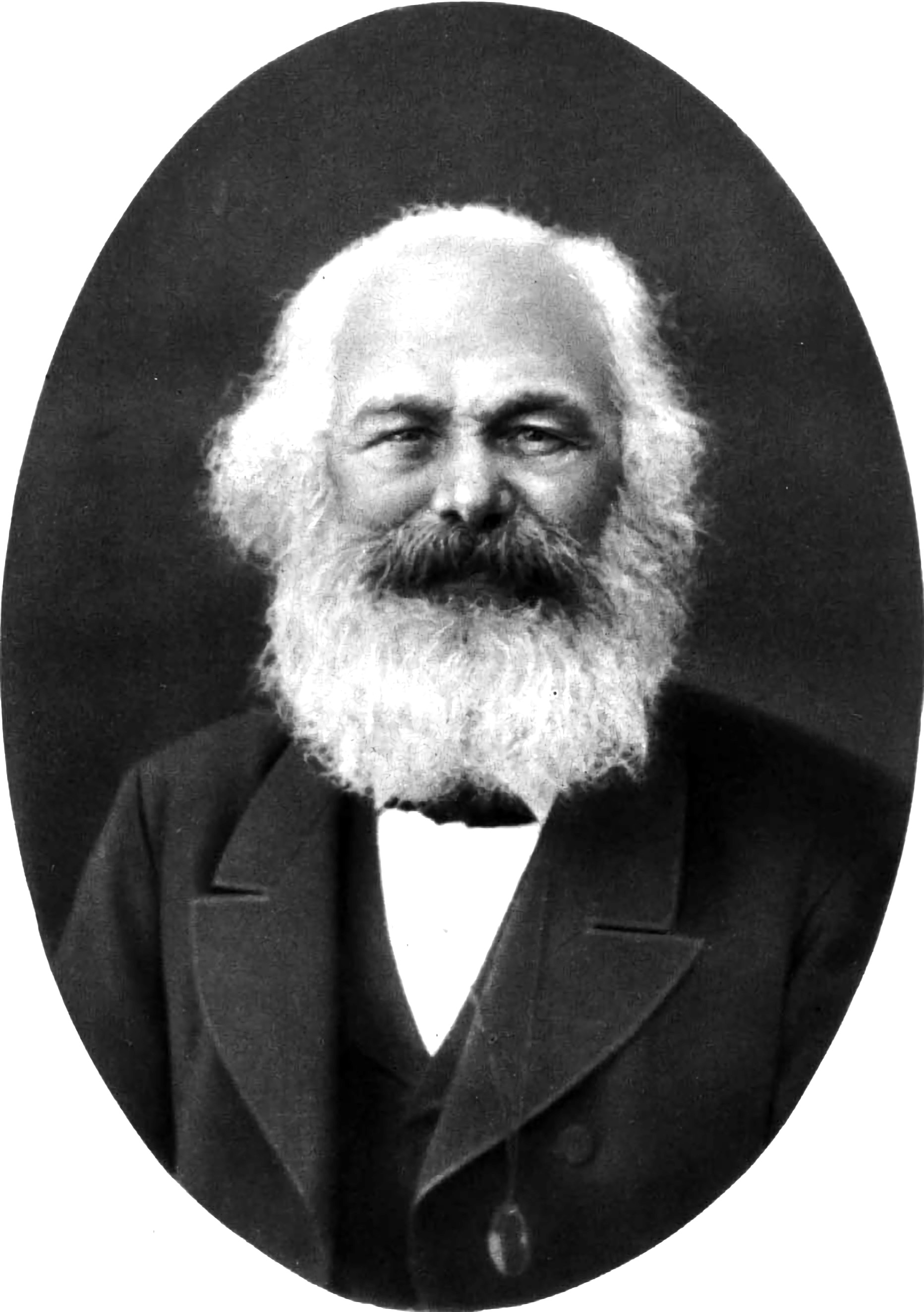
Karl Marx: Durch Horiki wird Yōzo in eine Untergrundbewegung aufgenommen, die die Lehren der marxistischen Wirtschaftstheorie propagieren (S. 65).
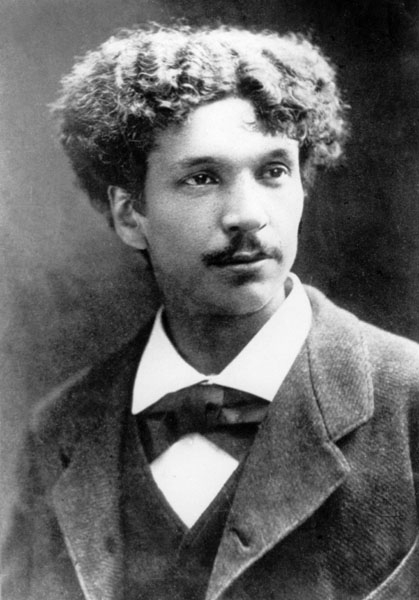
Guy-Charles Cros: Eine Textstelle aus Cros’ Gedichtsammlung Les fêtes quotidiennes (1918), in der dieser die Gesellschaft in die Privilegierten und die Frösche teilt, bringt Yōzo zur Erkenntnis, er müsse ein Frosch sein (S. 122).
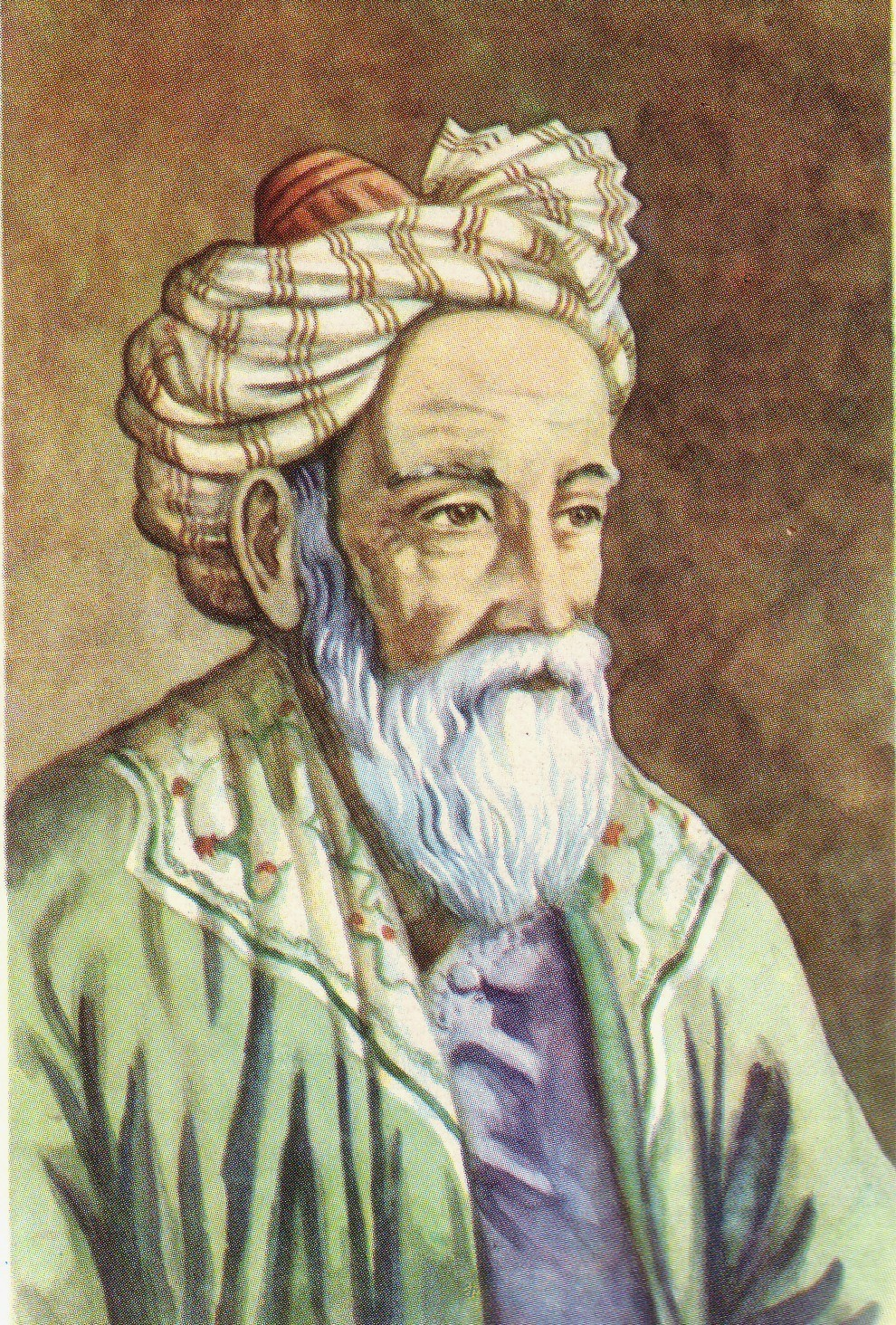
Omar Chayyām: Yōzo unterlegt seine pornografischen Zeichnungen mit Zitaten des Philosophen Chayyāms aus dessen Werk Rubaiyat (S. 128).
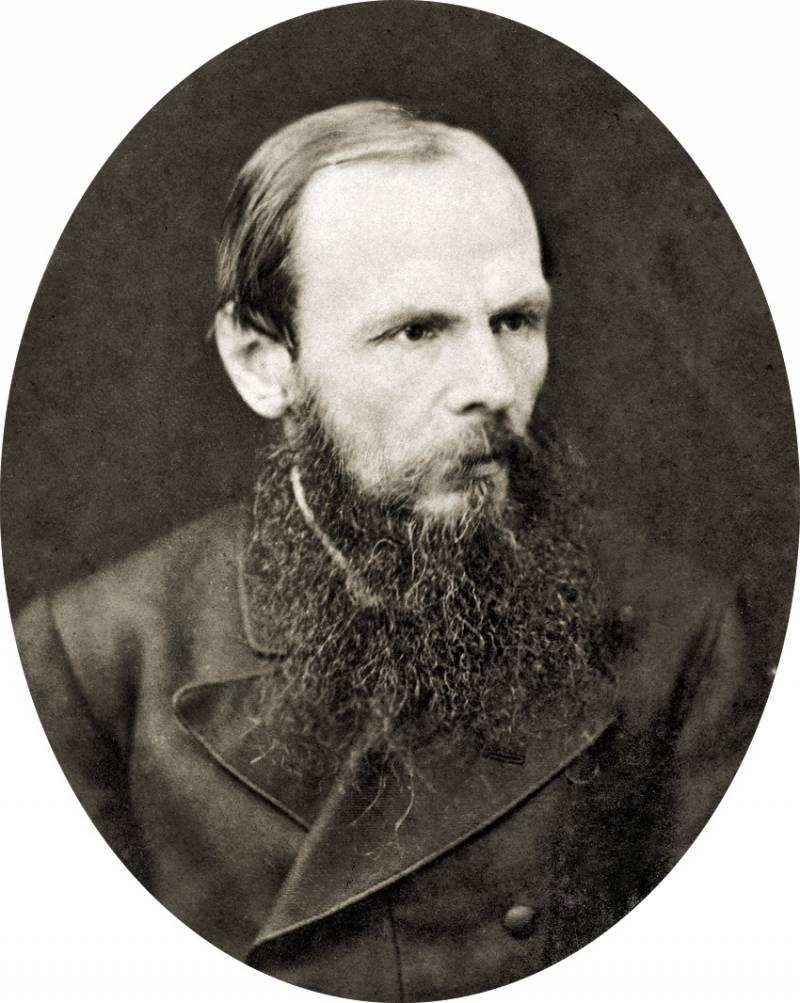
Fjodor Dostojewski: Die Diskussion darüber, was das Antonym von Verbrechen ist, lässt Yōzo über Dostojewskis Roman Schuld und Sühne nachdenken, in dem genau diese Frage behandelt wird (S. 147).

## Erwähnte Orte

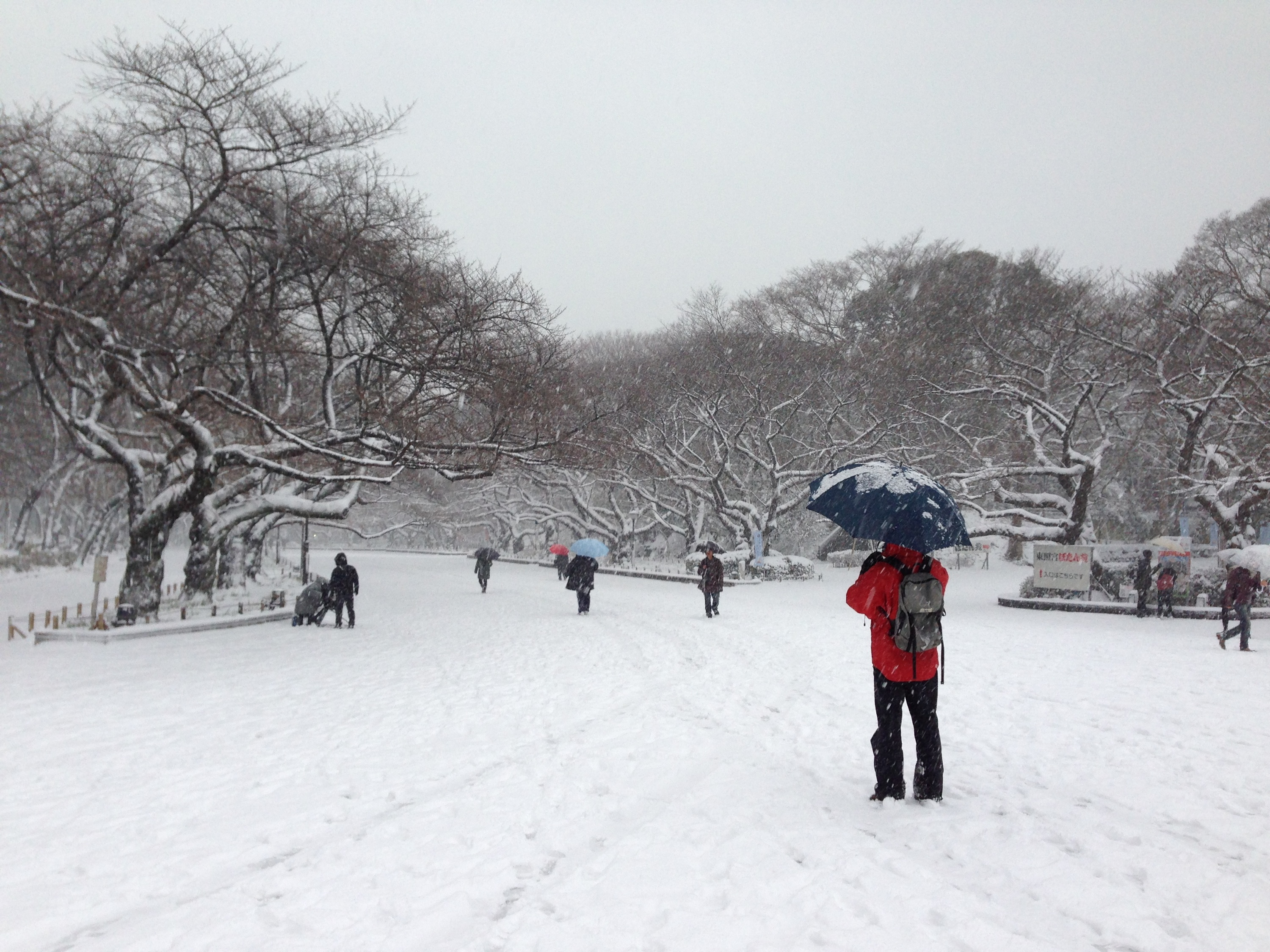
Sakuragi – Stadtviertel in Ueno S. 18
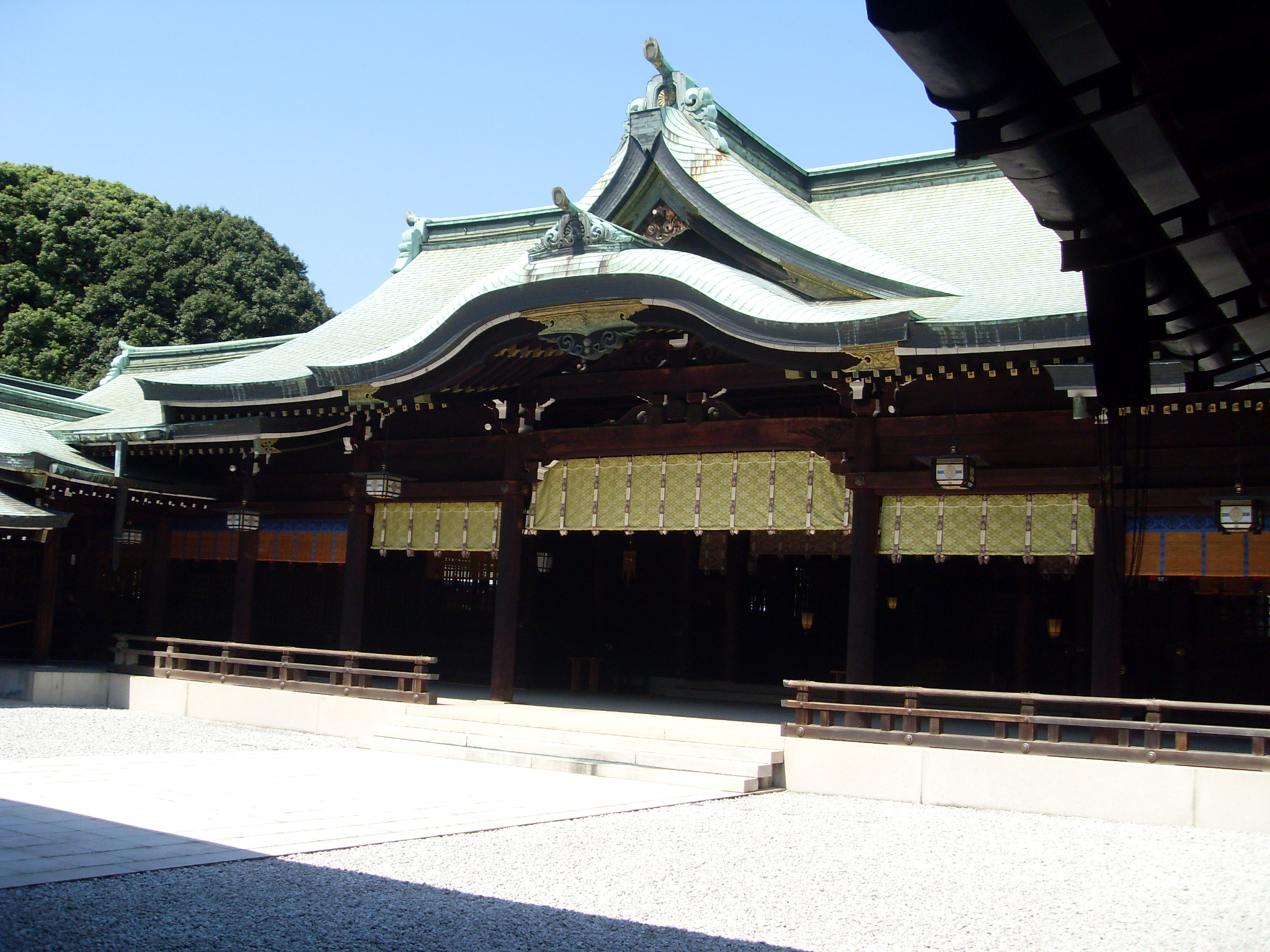
Meiji-Schrein Tōkyō S. 41
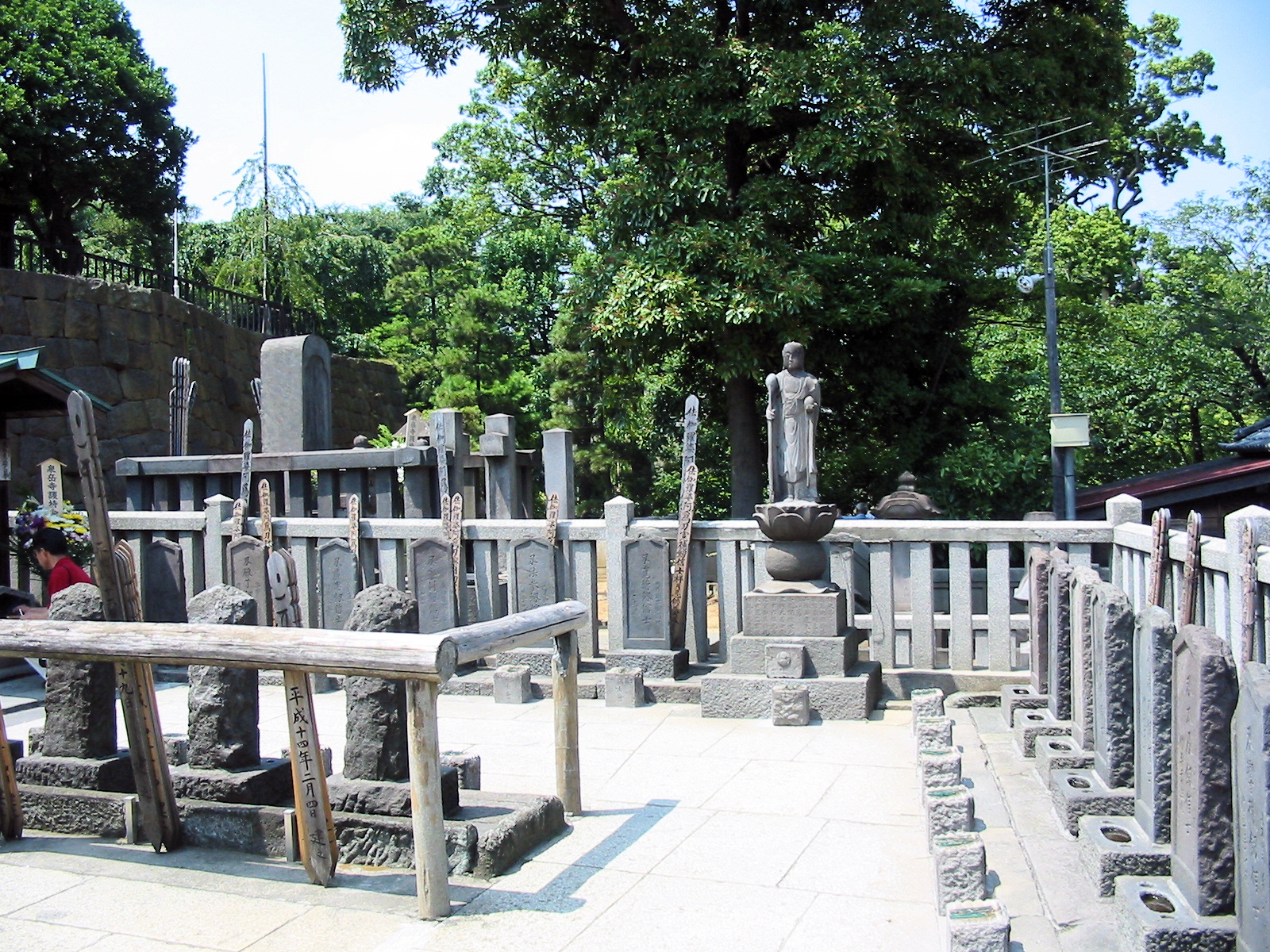
Die Gräber der 47 Rōnin in Sengaku-ji S. 41
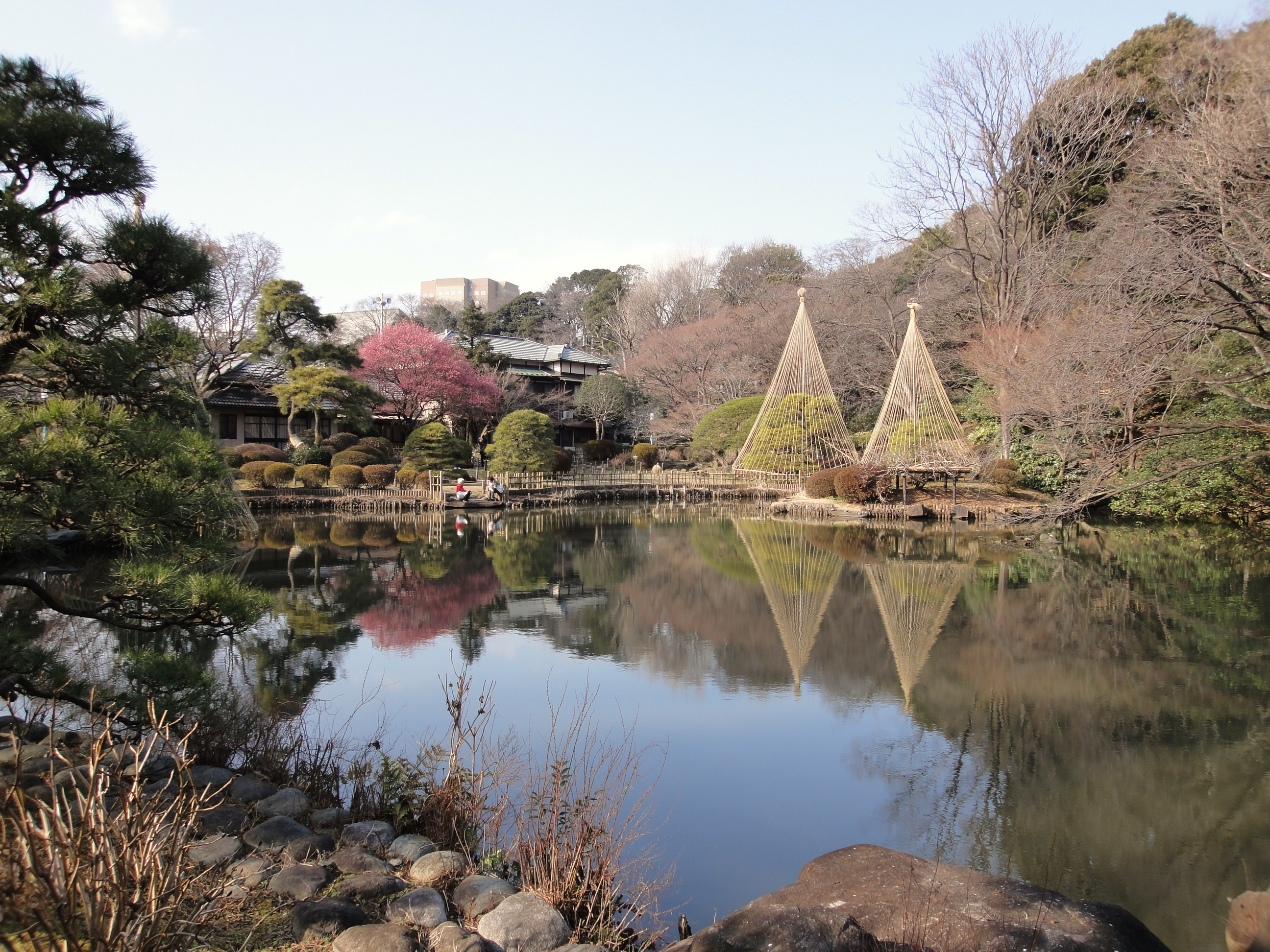
Hongō Sendagi S. 41
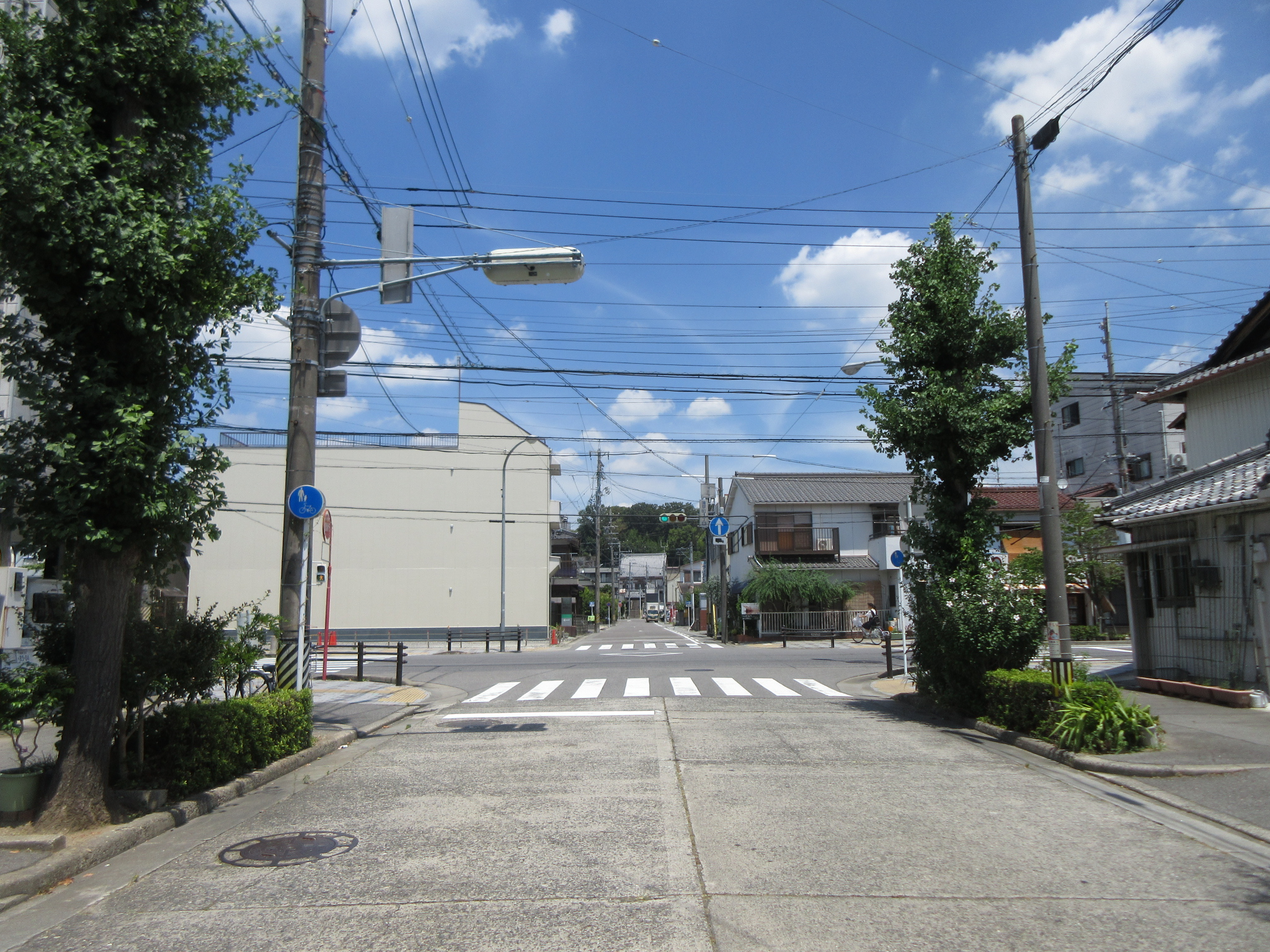
Hōrai-chō S. 42
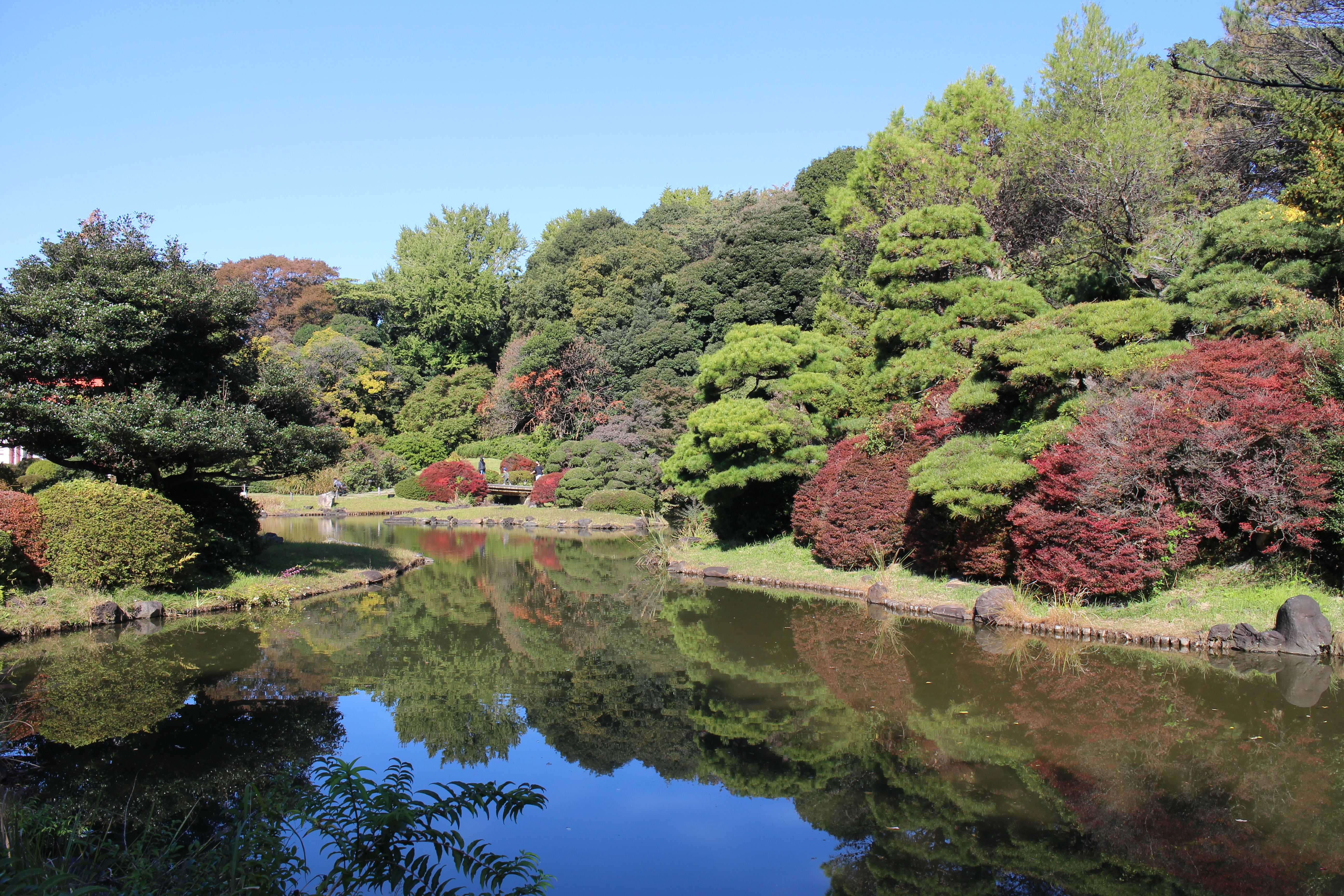
Koishikawa, Shimoya, Kanda S. 54
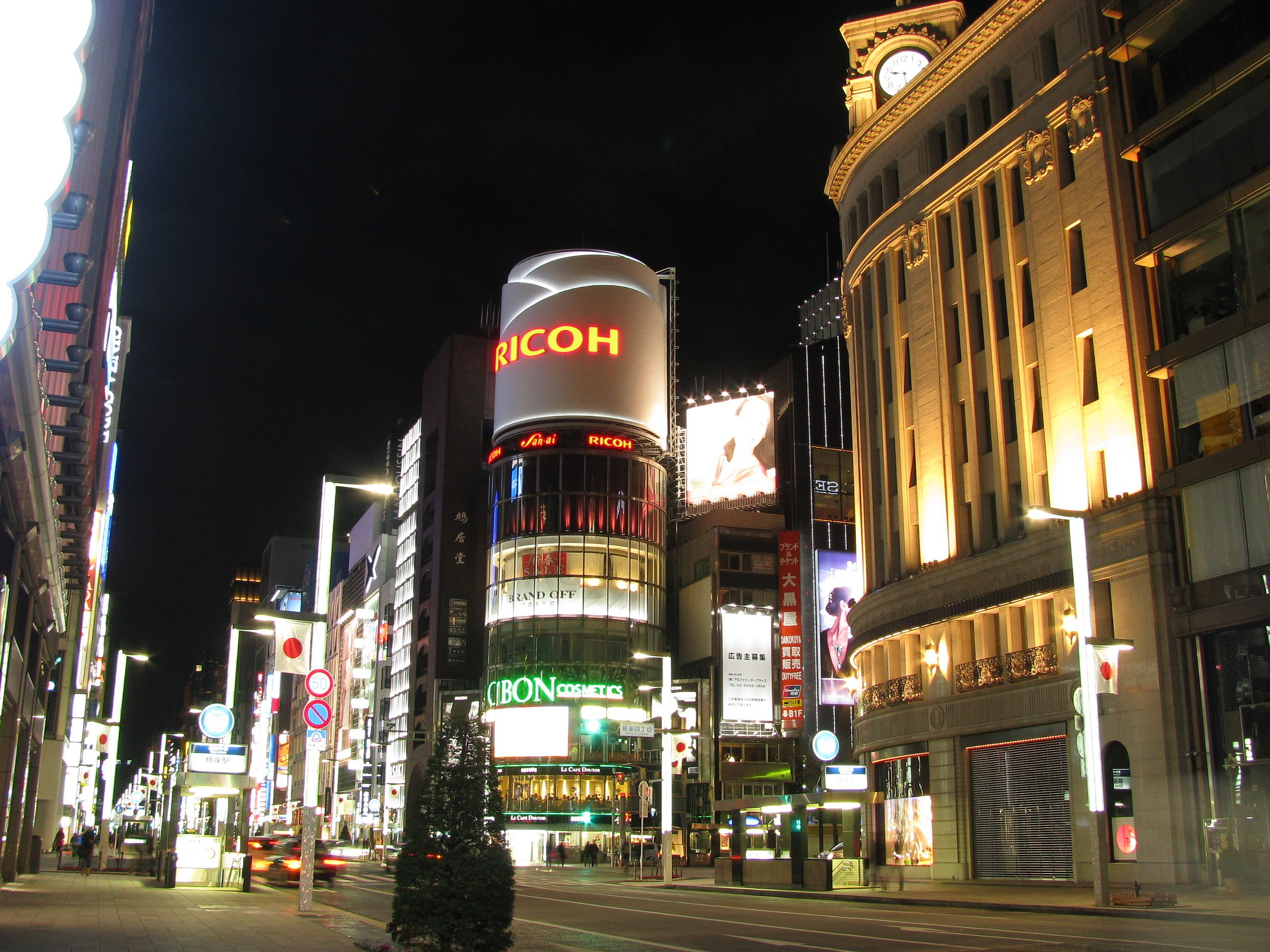
Ginza S. 63
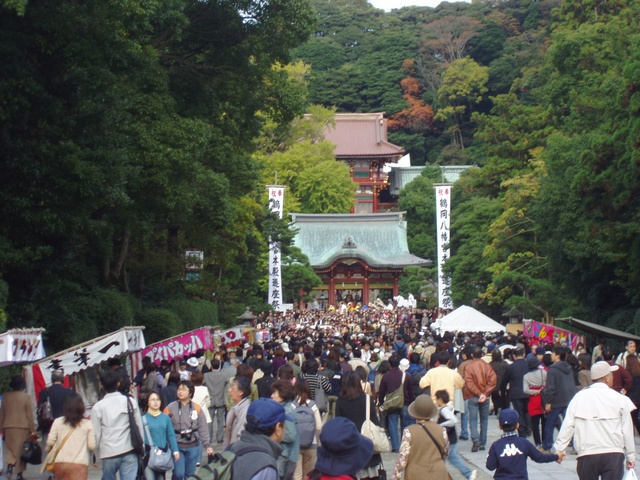
Kamakura S. 74
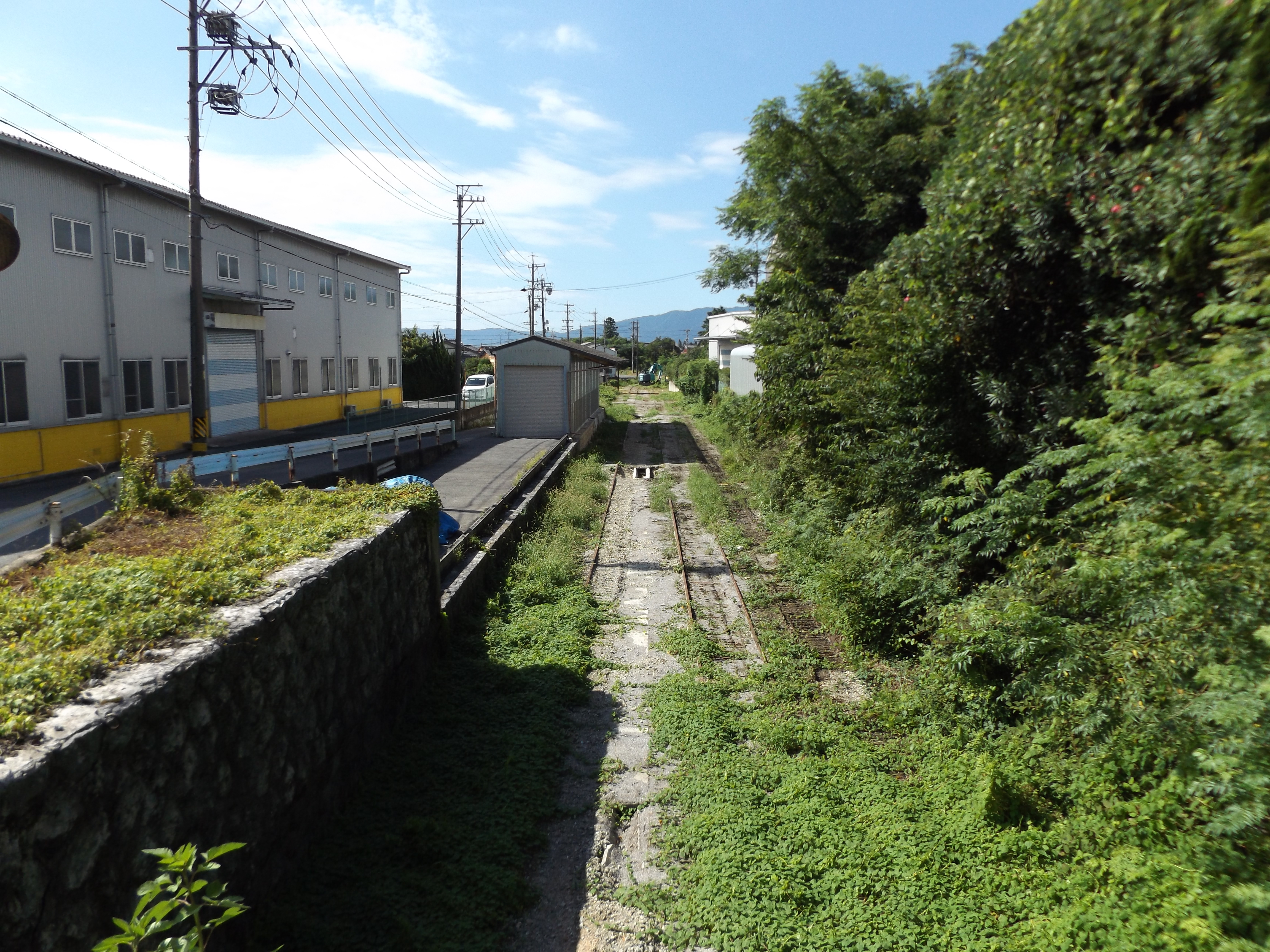
Ōkubo S. 75
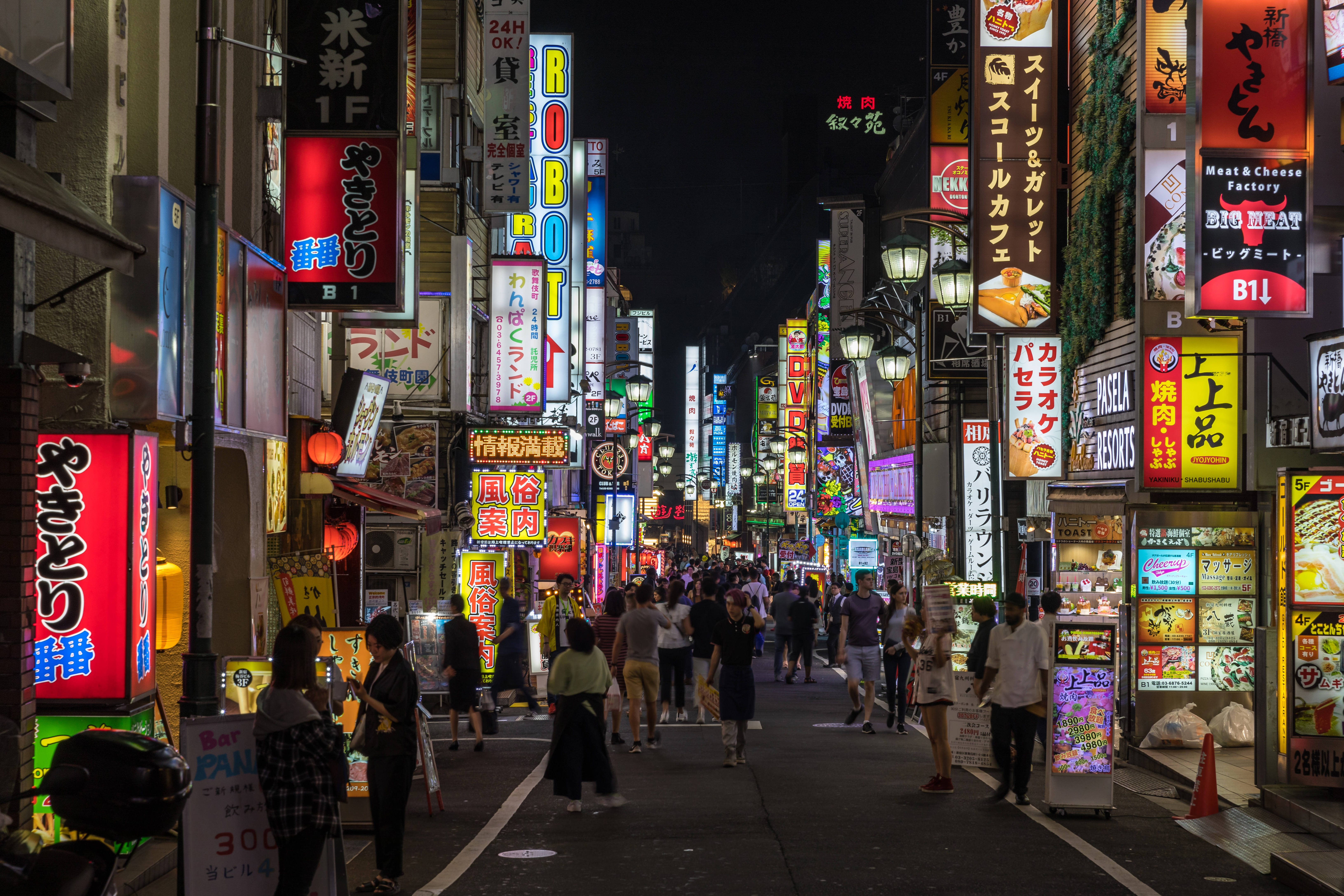
Shinjuku S. 82
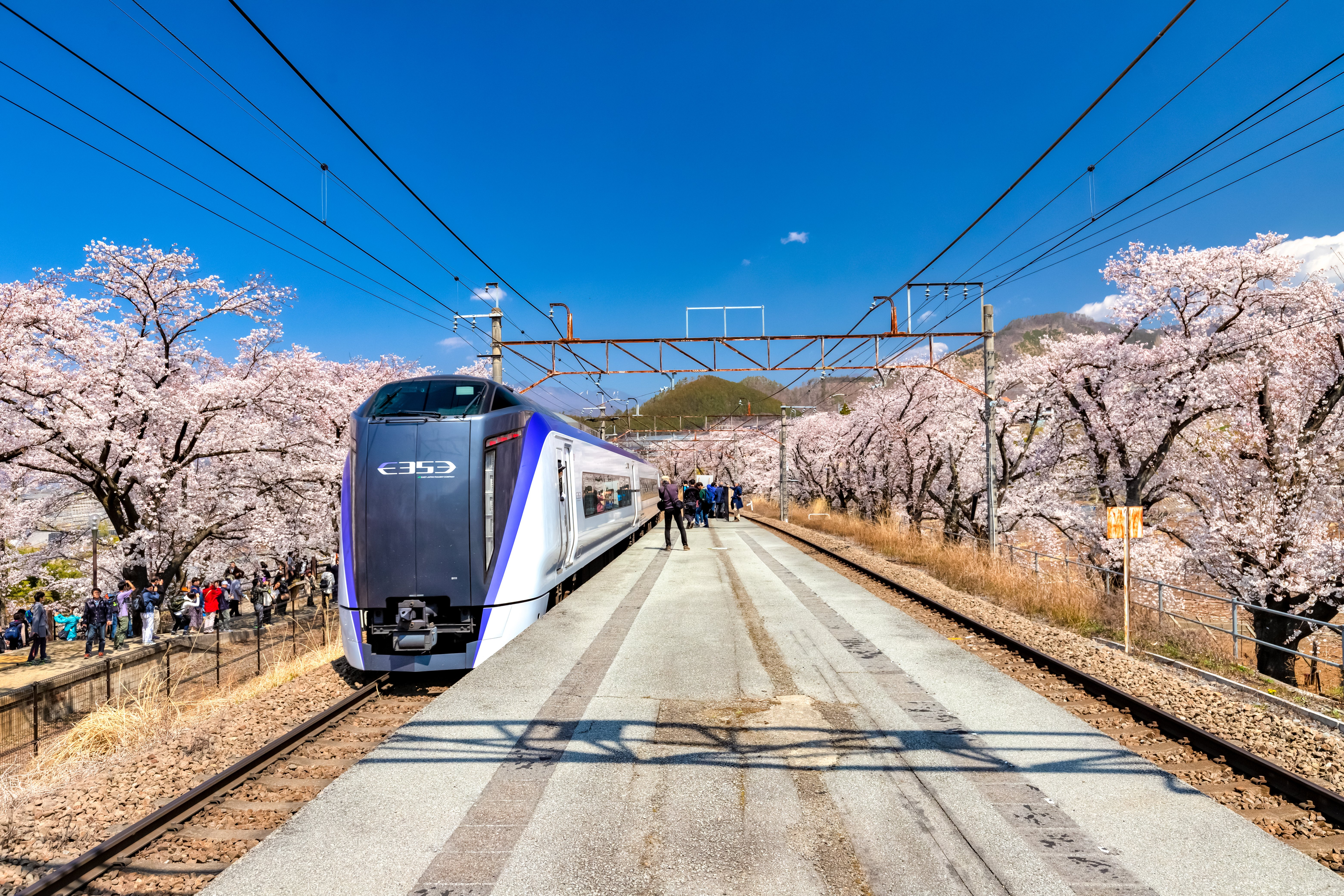
Kōshū S. 86
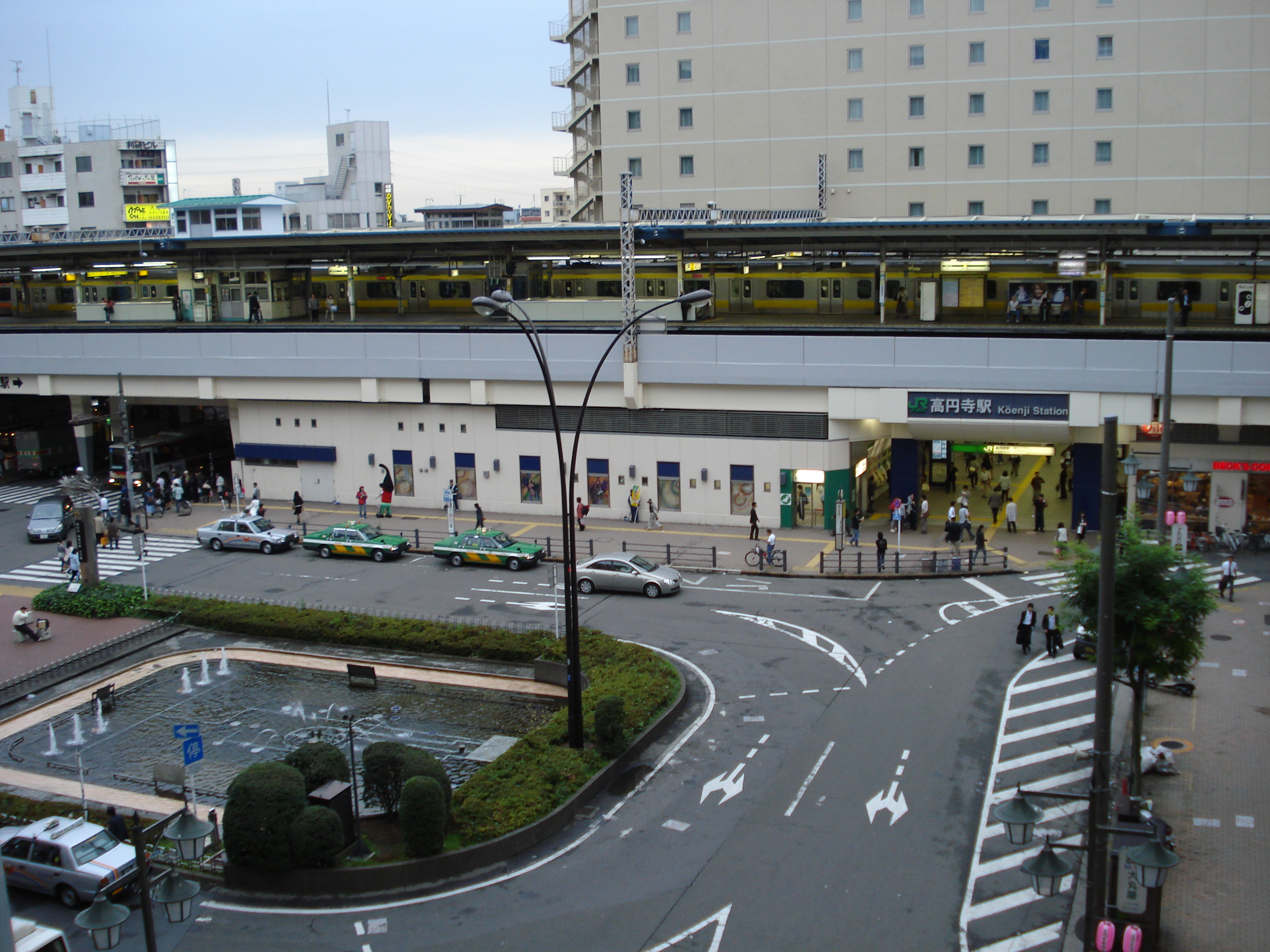
Kōenji S. 86
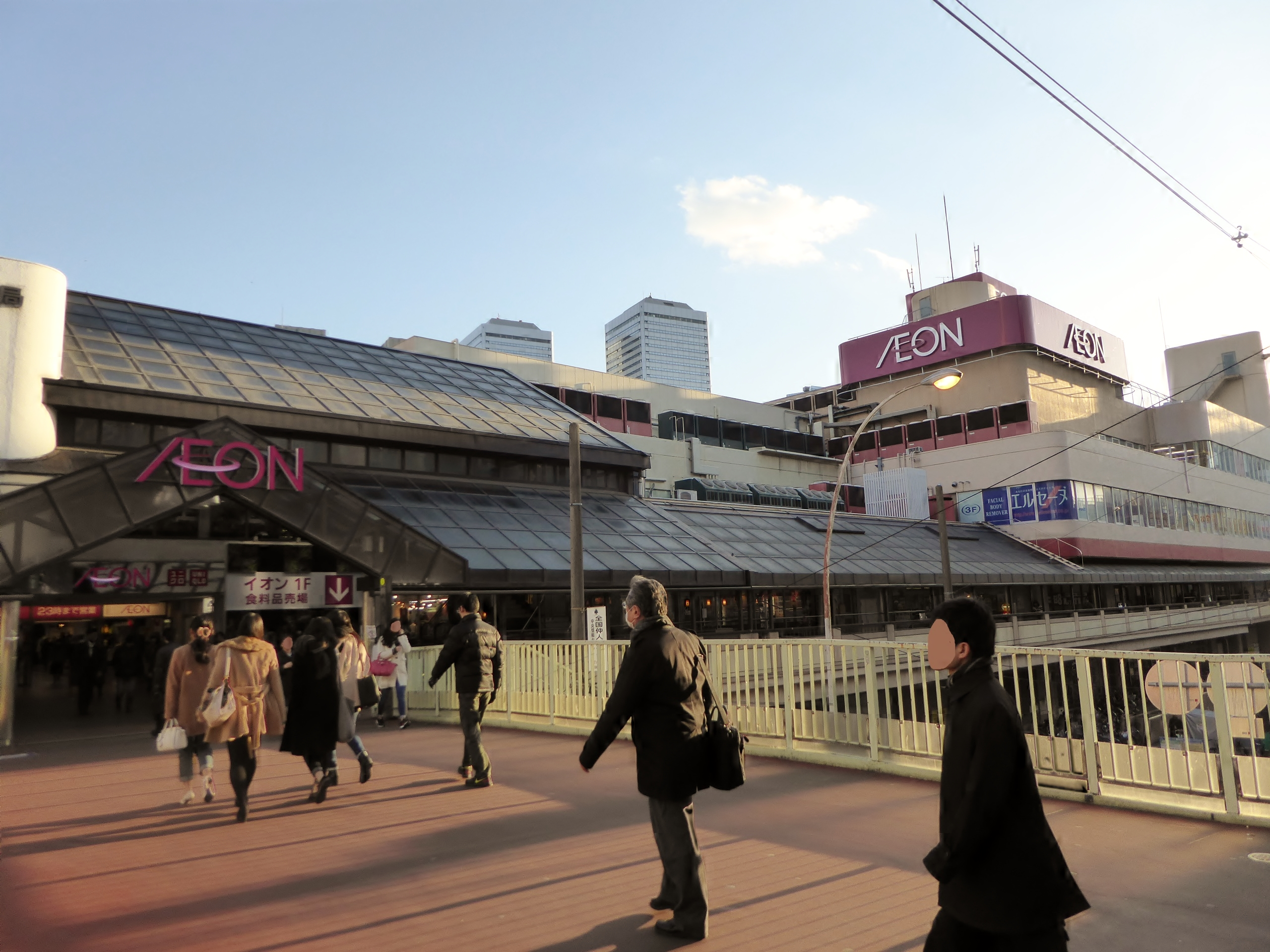
Kyōbashi S. 96
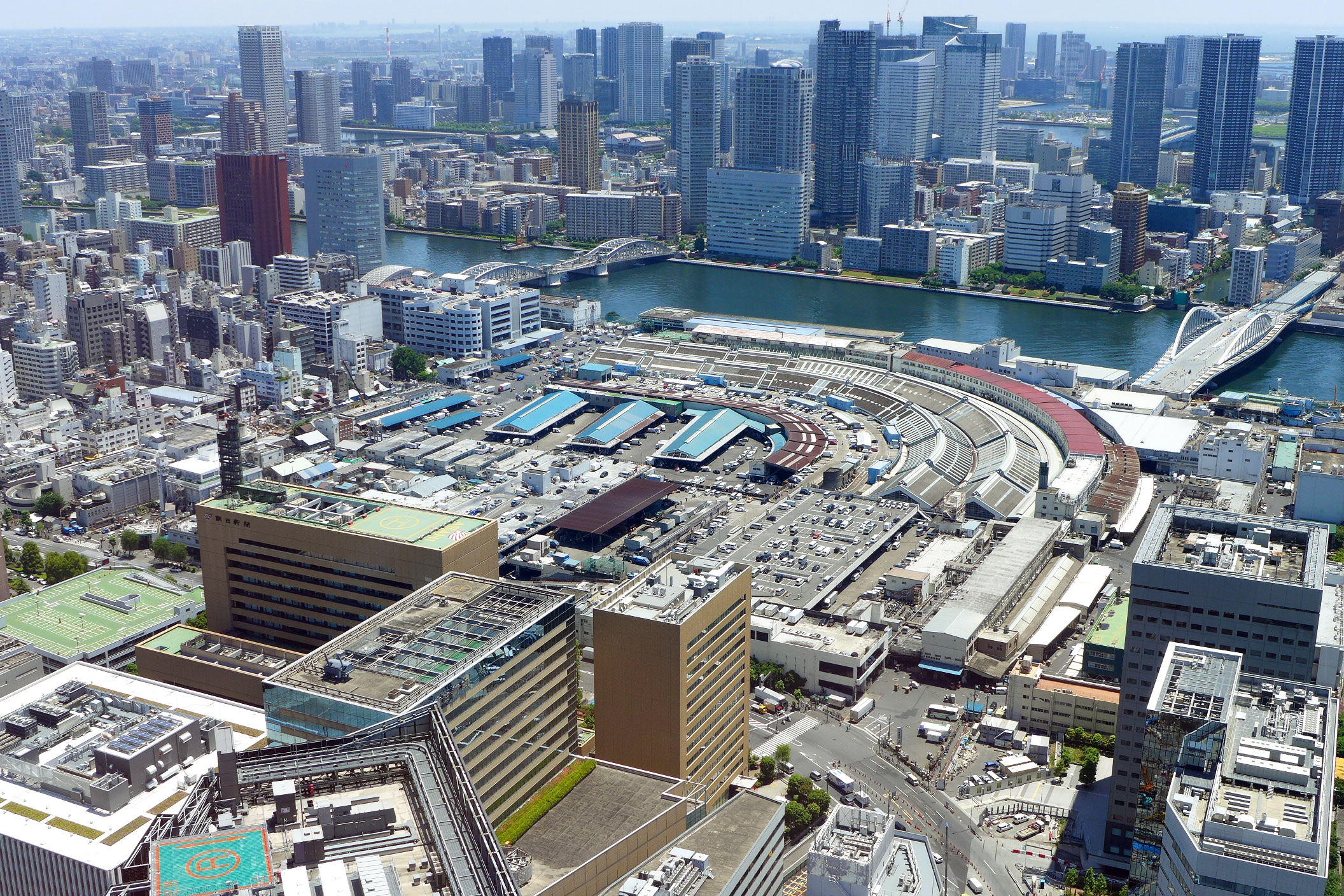
Tsukiji S. 105
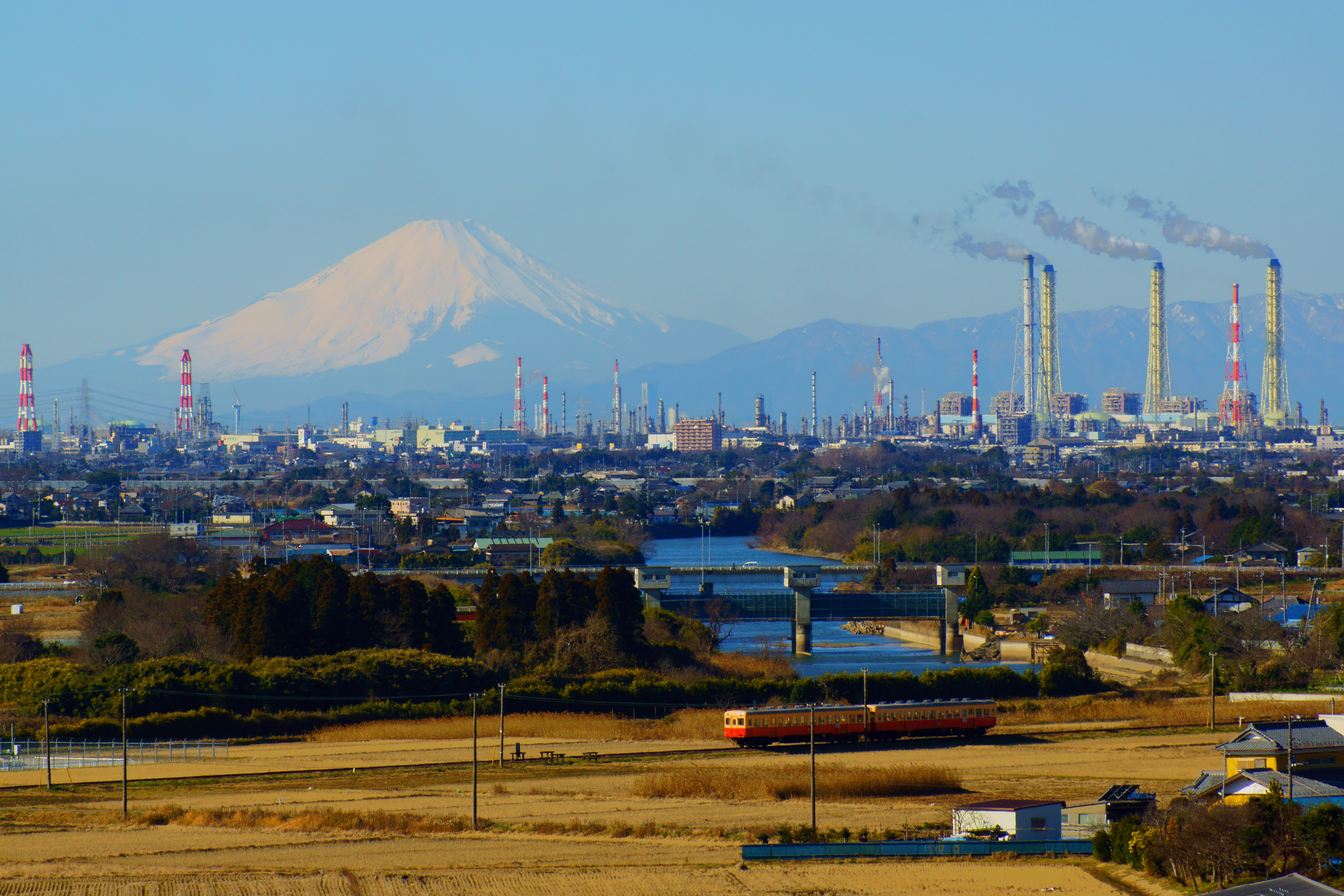
Präfektur Chiba S. 133
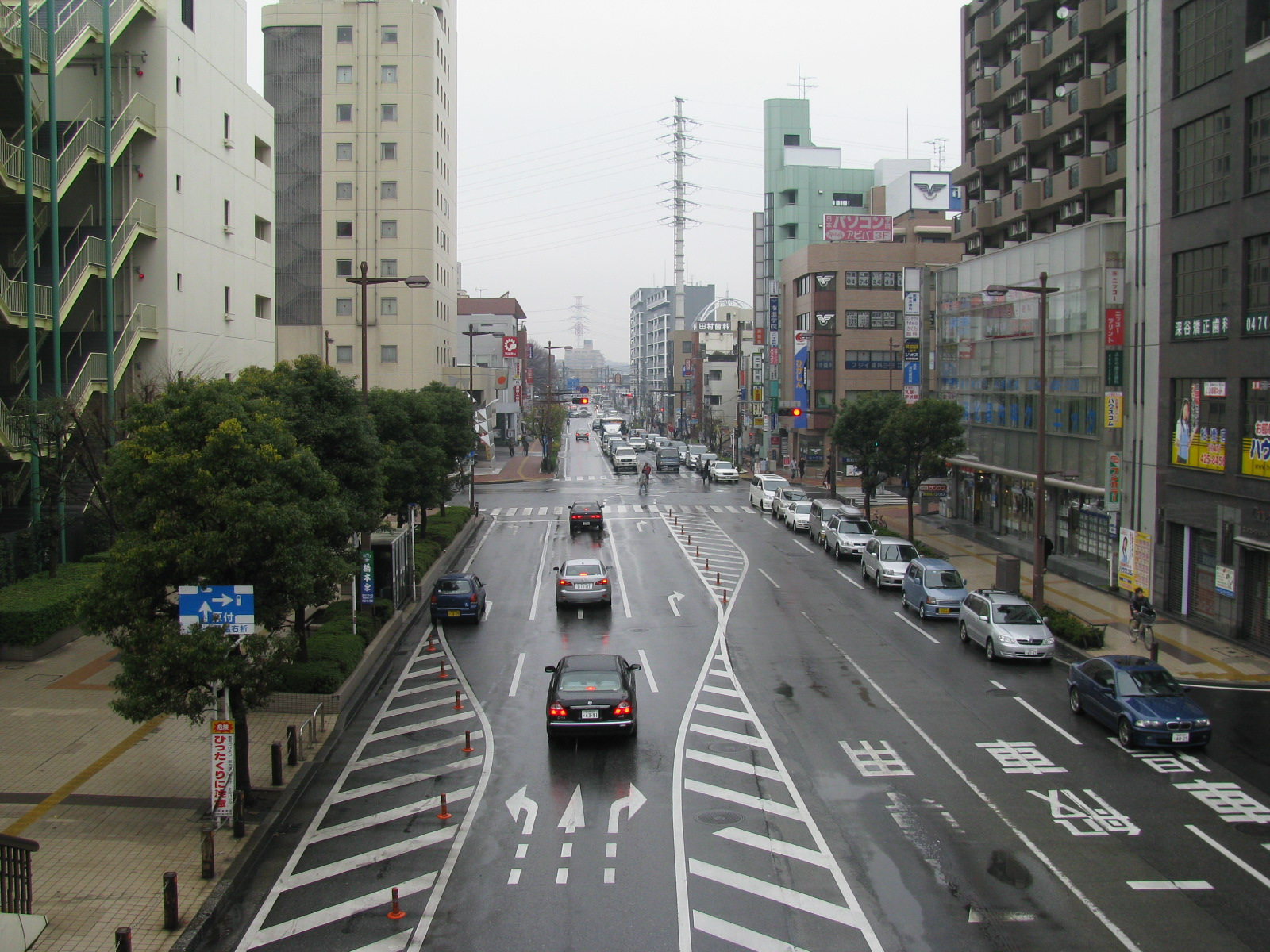
Funabashi S. 133